# تحریف نام خلیج فارس

پویانمایی چند نمونه از نقشه‌های مختلف تاریخی با نام خلیج فارس و معادل‌های آن (سال‌ها به میلادی است. نقشه‌ها و اسناد تاریخی با نام خلیج فارس، پرشمار است)

خلیج فارس در قالی عراقی، ۱۹۷۰

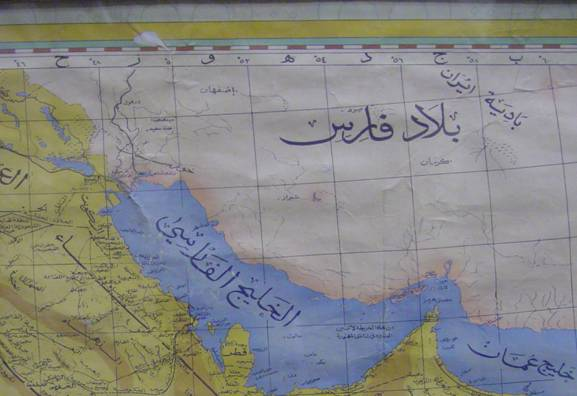
خلیج فارس در نقشه دولتی عربستان

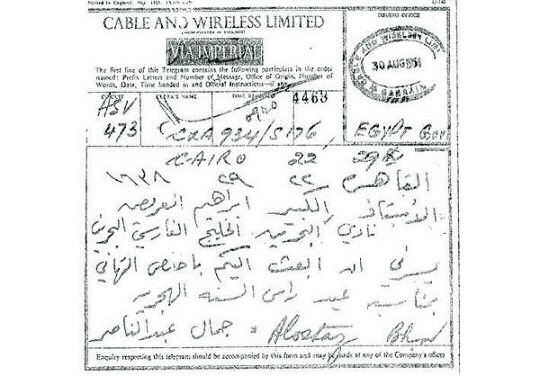
یک مدرک تاریخی ارائه شده در الخلیج امارات ۱۹۹۹ که استفاده از عبارت خلیج فارس را در تلگراف ارسالی جمال عبدالناصر قبل از شروع سیاست‌های پان عربی او در یک نامه رسمی به دولت بحرین نشان می‌دهد.

خلیج فارس و مترادف‌های آن در سایر زبان‌ها، اصیل‌ترین نام و نامی است بر‌جای‌مانده از کهن‌ترین منابع، که از سده‌های پیش از میلاد به‌طور پیوسته در همهٔ زبان‌ها و ادبیات جهانی استفاده شده است و با پارس، فارس، ایران و عجم ـ نام‌های ایران ـ و معادل‌های آن در سایر زبان‌ها گره خورده است.
گرچه این آبراهه در همهٔ متون تاریخی و جغرافیاییِ عربی، خلیج فارس و بحر فارس نامیده شده است با این حال، این نام‌گذاری از دهه ۱۳۳۰ خورشیدی از سوی ملی‌گرایان عرب مورد چالش واقع شده‌است. کشورهای عربی، از دهه ۱۹۶۰ میلادی و با گسترش اندیشه‌های پان عربی توسط جمال عبدالناصر از نام خلیج عربی استفاده می‌کنند. این مطلب طی یک بخشنامه از طرف اتحادیه عرب به همه کشورهای عربی به‌طور رسمی ابلاغ شده است.
اما سایر کشورهای جهان و سازمان‌های بین‌المللی همچنان از نام اصلی و کهن خلیج فارس به‌صورت رسمی استفاده می‌کنند و گاهی ممکن است در مکاتبات غیررسمی برای سادگی عبارت خلیج را به‌کار برند.

## دلیل‌های طرفداران تغییر نام خلیج فارس

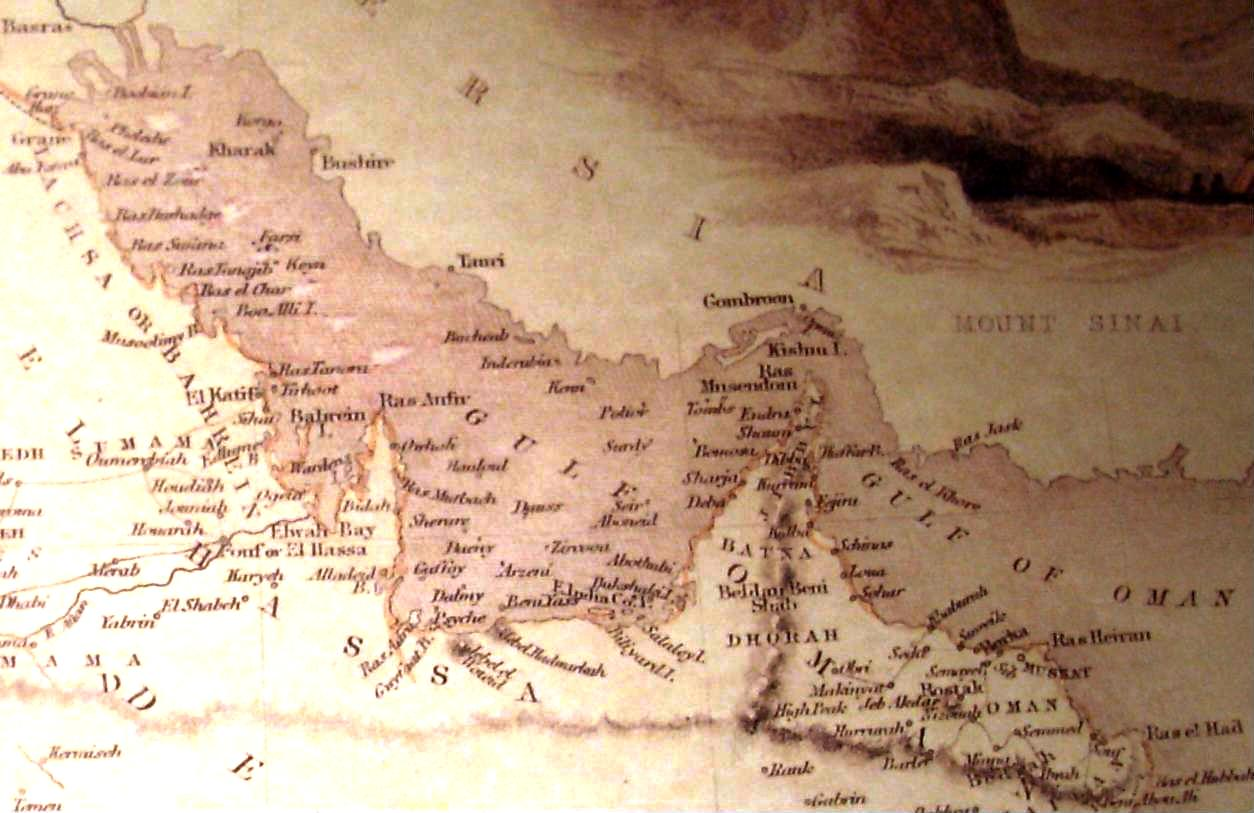
یک نقشهٔ تاریخی دست‌کاری‌شده از خلیج فارس در خانهٔ شیخ سعید در دبی که در آن واژهٔ "Perisan" («فارس») از کنار واژهٔ "Gulf" («خلیج») با لاک سفید حذف شده است.

بعضی دولت‌ها و قوم‌گرایان تندرو با پرداخت هزینه‌های سنگین، تغییر نام خلیج فارس را به‌طور جدی و بی‌سروصدا دنبال می‌کنند. براساس کتاب اسناد نام خلیج فارس، میراثی کهن و جاودان نوشتهٔ محمد عجم برهان‌های آن‌ها بر موضوع‌های زیر استوار است:
1. زمانی که اروپاییان آن دریا را خلیج فارس نام‌گذاری کردند دولت‌های قدرتمند مستقل عربی وجود نداشتند ولی امروزه کشورهای عربی بزرگی پیرامون این دریا هستند و جمعیت عرب در پیرامون خلیج فارس از ایرانیان بیشتر است.
2. عرب‌ها حق دارند آب‌هایی را که پیرامون آن‌هاست به نام مورد دلخواه خود بنامند.(ادعای اعراب)
3. پلینی مورخ رومی این دریا را خلیج عربی نامیده و در سال ۱۷۶۲ م کارستن نیبور نوشته است که سواحل خلیج فارس تابع دولت ایران نیست.(با‌وجود وجود اسناد تاریخی بسیار، اثبات بر نام خلیج فارس)
4. رودریک اوون در کتاب «حباب‌های طلایی در خلیج عربی (۱۹۵۷)» نوشته است: «که در همهٔ نقشه‌هایی که دیده‌ام، خلیج فارس در آن‌ها ثبت شده، اما من با زندگی در این‌جا (بحرین) دریافتم که شهروندان دو سوی این دریا عرب هستند، پس ادب حکم می‌کند که این دریا را «خلیج عربی» بنامیم.»
5. نام‌های دیگری هم برای خلیج فارس به‌کار رفته است مانند خلیج بصره و قطیف.

دولت بحرین در مورد این ادعا، سه نقشه نیز چاپ کرده است. نقشهٔ هندیوس ۱۶۰۹ که در آن «خلیج کثیف» و «خلیج عربی» به‌کار رفته و نقشهٔ جانسونیوس. اما جالب این است که هردو کارتوگراف در نقشه‌های بعدی خود خلیج فارس به‌کار برده‌اند. به‌طور نمونه نقشهٔ هندیوس ۱۶۱۰ و نقشهٔ جانسونیوس ۱۶۶۶.

Persian - جانسیوس 1666 میلادی

در رد ادعاهای افرادی مانند ناصر پورپیرار، و تعدادی از نویسندگان بعثی مبنی بر سند نداشتن نام خلیج فارس و استدلال‌های مطرح‌شده از سوی آنان، دلایل و مستندات گوناگون و متعددی منتشر شده است. کتاب اسناد نام خلیج فارس، میراثی کهن و جاودان فهرست سیصد کتاب تاریخی جغرافیایی، تفسیر و حدیث را از صدر اسلام تا اوایل سدهٔ بیستم که در آن‌ها در زبان عربی بحر فارس و خلیج فارس به‌کار رفته را فهرست و متن آن‌ها را آورده است و حدود هزار نقشهٔ اروپایی و عربی و بیشتر از سی قرارداد امیران و شیوخ و دولت‌های عربی را که نام خلیج فارس را دارند و اعترافات روشنفکران مشهور عربی را ارائه نموده و نوشته است که حتی یک نوشته و مکتوب در زبان عربی تا قبل از سال ۱۹۵۸ وجود ندارد که خلیج عربی به‌کار برده‌باشد. کارستن نیبور در تمام نقشه‌های و مکتوبات خود نام خلیج فارس را به‌کار برده است. پلینی خلیج فارس و دریای پارس را دست‌کم در ۱۵ مورد شرح داده ولی فقط یک بار یک bay را هم خلیج عربی گفته که منظورش یا خلیج (خور) بصره بوده یا خلیج عربه (عقبه) بوده است. ضمن‌این‌که عبدالخالق الجنبی نیز این ادعای نویسندگان عرب را عاری از حقیقت خوانده است؛ و اگر قرار باشد برپایهٔ برهان‌های موافقان تغییر نام خلیج فارس عمل شود اولین جایی که شایستهٔ تغییر نام است دریای عرب است که جمعیت یک‌میلیاردی غیرعرب آن را احاطه کرده است و در گذشته هم در منابع عربی و اسلامی با نام‌های دیگری ازجمله بحر مکران، بحر فارس و بحر محیط عجم (دریای بزرگ عجم)، دریای پارس، بحر سند و بحر الاخضر و بحر اریتره) نامیده می‌شده است. البتانی در کتاب زیج ص ۱۴- تاریخ المستبصر ص ۵۲ - ابن حوقل و مقدسی به این نام‌ها اشاره داشته‌اند.

## برهان‌های طرفداران نام خلیج فارس

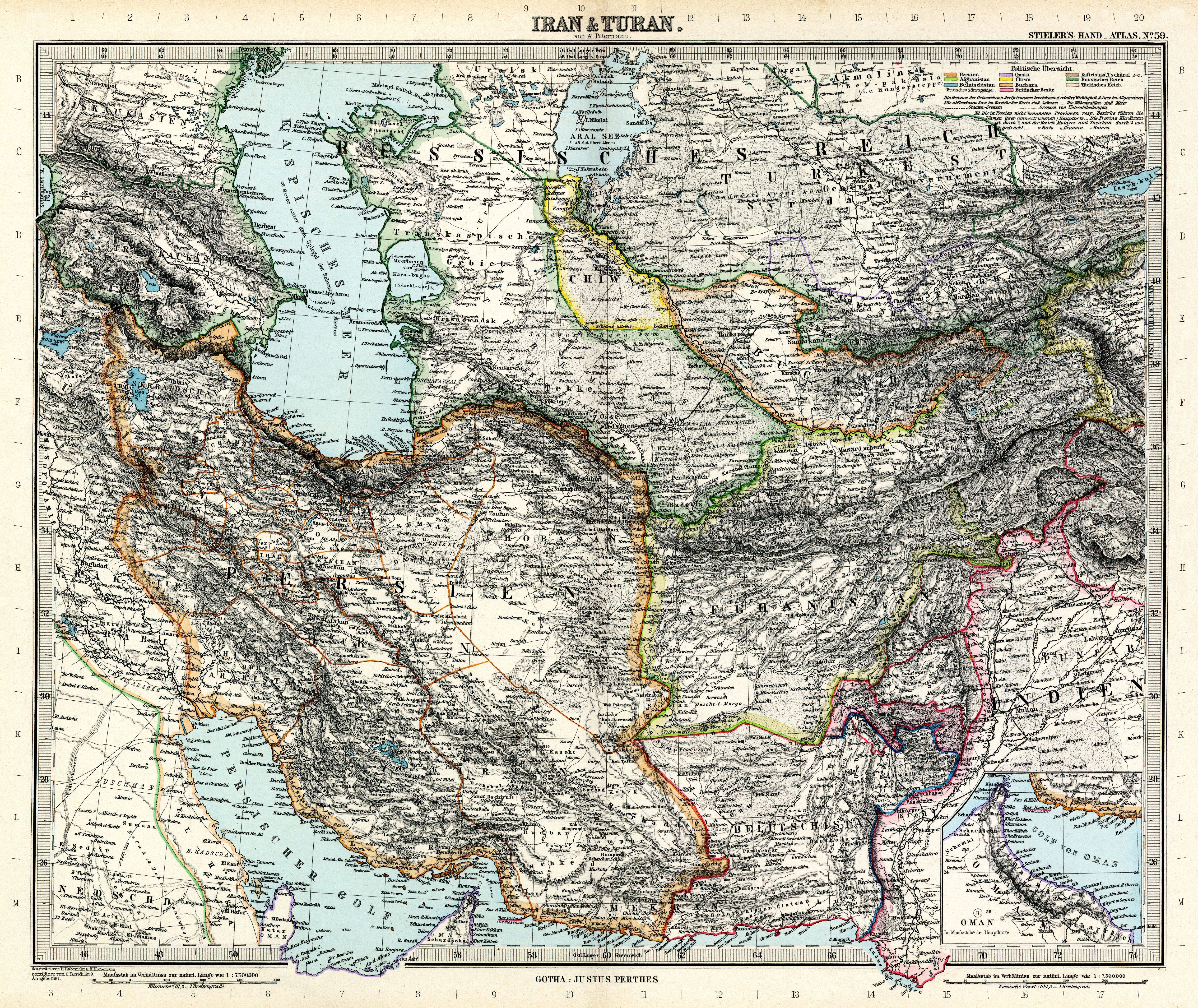
خلیج فارس در نقشه ایران و توران در دوره قاجاریه آدولف اشتیلر ۱۸۹۱، نقشه‌نگار آلمانی.

- الف: دلایل تاریخی. در این خصوص در سال‌های اخیر به اندازه کافی اسناد و کتاب منتشر شده است؛ و نام خلیج فارس در کتب ومنابع تاریخی - جغرافیایی عربی و دوران اسلامی مورد بررسی قرار گرفته است.
- ب: دلایل حقوقی.

1. اسناد سازمان‌های بین‌المللی
2. - نقشه‌های رسمی و نیمه رسمی
3. قراردادهای رسمی
4. کنوانسیون‌ها

در خصوص کاربرد مستمر در سازمان‌های بین‌المللی و اسناد بین‌المللی و دستورالعمل‌های سازمان ملل و سازمان‌های بین‌المللی دیگر به مبحث مربوط مراجعه شود.
.
- ج:اعتراف روشنفکران و حقوقدانان و جغرافی دانان عربی و غربی به حقانیت تاریخی جغرافیایی و حقوقی نام خلیج فارس
- د: دلایل جغرافیایی-ژئوپلتیکی- ژئواستراتژیک ایران و تنگه هرمز و خلیج فارس- جمعیت مؤثر- مرزها - اثرگذاری تاریخی لازم است در مبحث جداگانه بررسی شود؛ ولی در خصوص استدلال قوم گرایان عرب در مورد اکثریت جمعیت عرب، تعداد کشورها و مرزها در خلیج فارس اشاره به نظر استادفهمی هویدی نویسنده مشهور عرب کفایت می‌کند او به طعنه با اشاره به کثرت شهروندان غیر عرب، کشورهای عربی خلیج فارس، در روزنامه شرق الاوسط و در مصاحبه باشبکه تلویزیونی الجزیره اعلام کرده است. در چند سال آینده عرب‌ها در میان انبوه جمعیت غیر بومی گم خواهند شد. هندی‌های مقیم قطر، امارات، کویت، بحرین و عمان از بومیان عرب بیشتر است! بومیان قطر تنها ۱۵ درصد شهروندان آن را تشکیل می‌دهد. چگونه چنین هویتهایی می‌توانند به عنوان کشور ملت و هویت ملی قومی تعبیر شوند.[۱۸]

خلیج فارس در دوره‌هایی از تاریخ و حتی در دوره فتحعلی شاه (طبق قرارداد مجمل ۱۸۰۹و مفصل۱۸۱۲) یک دریای ایرانی بوده و انگلیسی‌ها برای استقرار در هر منطقه از سواحل از ایران رخصت (مجوز) می‌گرفتند. هم‌اکنون نیز ایران ۱۸۰۰ کیلومتر از ۳۳۰۰ کیلومتر تمام سواحل خلیج فارس را در اختیار دارد.

## دلایل تاریخی و کاربرد مستمر بلا معارض
1. نام خلیج فارس از دو هزار و چهارصد سال در همه زبان‌ها به‌خصوص در زبان عربی به‌طور مستمر وجود داشته است و تا دوره جمال عبدالناصر با آن مخالفتی نشده است.
2. حتی یک نوشته و مکتوب در زبان عربی تا قبل از سال ۱۹۵۸ وجود ندارد که خلیج عربی بکار برده باشد. در عین حال که استدلال‌های قوم گرایان بطورکامل خطا ست اما با همین استدلال‌های آن‌ها ایرانیان و یک میلیارد جمعیت غیر عرب پیرامون دریای عرب نیز می‌توانند به خود حق بدهند که نام آن را به نام‌های تاریخی دیگرش ازجمله بحر مکران و بحرپارس یا دریای هندوس - دریای بزرگ شرق -دریای آریترا- تغییر دهند؛ زیرا نام بحر عرب را استعمار رایج کرده است و در متون عربی اصالتی ندارد.
3. و اگر قرار باشد طبق دلیل‌ها و برهان‌های موافقان تغییر نام خلیج فارس عمل شوداولین جایی که باید نام آن تغییر کند دریای عرب است که جمعیت یک میلیاردی غیر عرب آن را احاطه کرده است و در گذشته هم با نام‌های دیگری ازجمله مکران و پارس نامیده می‌شده است.[۱۹][۲۰]

## دلایل حقوقی

### دیدگاه حقوق بین‌الملل
سازمان ملل و سازمان‌های بین‌المللی و تخصصی نام خلیج فارس را همچنان نام اصلی و معتبر دانسته و تغییر نام خلیج فارس را هیچگاه نپذیرفته‌اند.
بر پایه کتاب اسناد نام خلیج فارس، میراثی کهن و جاودان صفحه ۹۲–۹۸ دبیرخانه سازمان ملل متحد و آژانس‌های تخصصی آن دستکم ۸ بار یادآوری کرده‌اند که روش مرسوم دبیرخانه سازمان ملل کاربرد نام خلیج فارس است در سایتهای فهرست سازمان‌های چنددولتی دیگر نیز کاربرد رسمی نام خلیج فارس مرسوم است.
دبیرخانه سازمان ملل متحد برای اولین بار در سند «AD311/1 Gen مورخ پنجم مارس ۱۹۷۱ میلادی» تأیید کرده است که خلیج فارس کاربرد مستمر و طولانی در اطلس‌ها و کتب جغرافیایی دارد. بار دوم طی یادداشت شماره UNLA45.8.2(C) مورخ دهم اوت ۱۹۸۴ میلادی و بار سوم نیز طی یادداشت شماره ST/CS/sER.A/29 در تاریخ دهم ژانویه ۱۹۹۰ میلادی نام رسمی دریای جنوبی ایران و خاوری شبه جزیره عرب را «خلیج فارس» اعلام کرده است.
این سازمان در همایش‌های سالانه خود که در زمینه «هماهنگی در نام‌های جغرافیایی» برگزار می‌کند، به فارسی بودن نام این آبراه بین‌المللی تأکید کرده و آن را مورد تأیید قرار داده است.

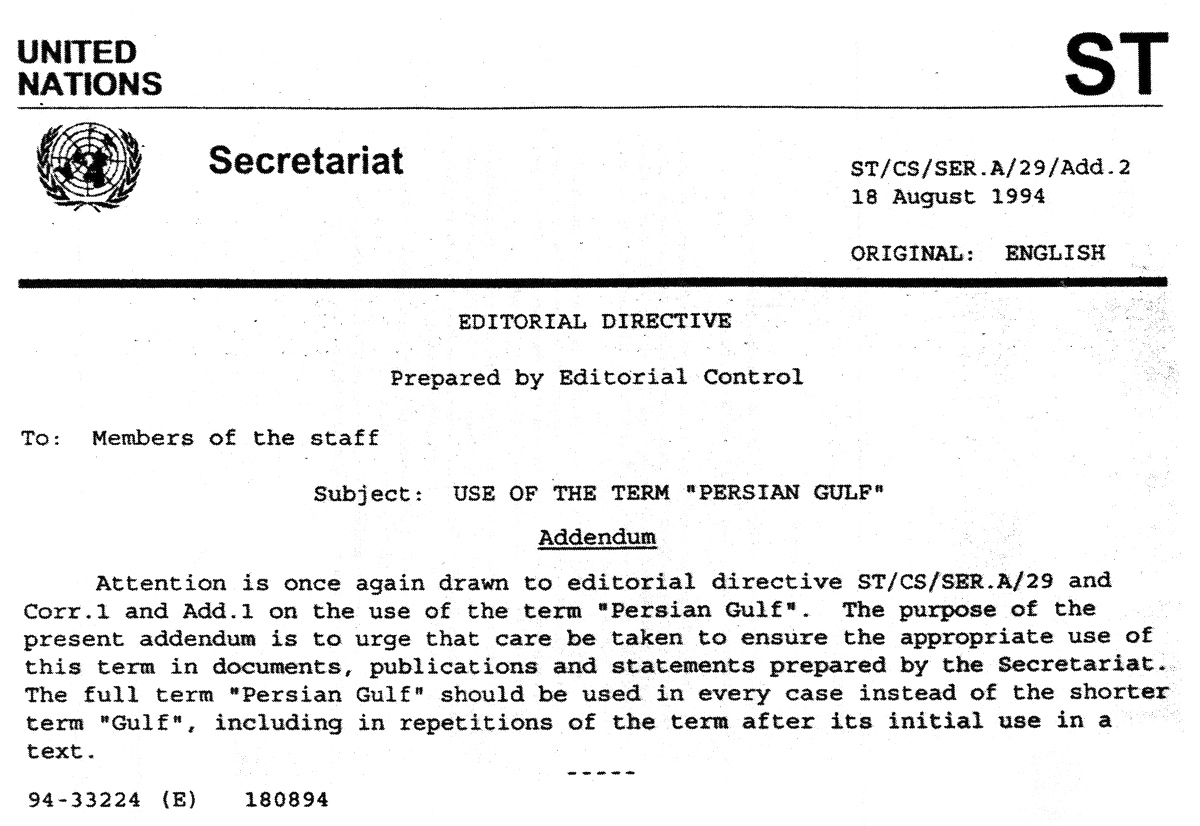
تأکید سازمان ملل در مورد الزام استفاده از نام تاریخی «خلیج فارس».

سازمان ملل متحد در چندین نوبت در بیانیه‌ها، اصلاحیه‌ها و مصوبه‌های گوناگون و با انتشار نقشه‌های رسمی، نه تنها بر رسمی بودن نام «خلیج فارس» تأکید کرده، بلکه از هیئت‌های بین‌المللی خواسته که در مکاتبات رسمی به‌ویژه در اسناد سازمان ملل از نام کامل «خلیج فارس» استفاده نمایند.

#### فهرست اسناد سازمان ملل دربارهٔ نام «خلیج فارس»
1. سند گروه نام‌های جغرافیایی در سازمان ملل متحد نشست بیست و سوم کارشناسی و نشست پنجم سازمان ملل متحد برای یکسان‌سازی نام هادر وین (۲۸ مارس تا ۴ آوریل ۲۰۰۶ (میلادی)۲۰۰۶) با عنوان «مشروعیت تاریخی، جغرافیایی و حقوقی نام خلیج فارس».[۲۲]
2. 1971 AD311/1GEN 5 March 1971 B/C.UN SECRETARIAT
3. · Circular No. CAB/1/87/63 dated 16 مارس 1987 of Managing Director of UNESCO.
4. · ST/CSSER/29 dated Jan. 10, 1990.
5. · AD/311/1/GEN dated March 5, 1991.
6. · ST/CS/SER.A/29/Add.1 dated Jan. 24, 1992.
7. · ST/CS/SER.A/29/Add.2 dated Aug. 18, 1994.
8. · ST/CS/SER.A/29/Rev.1 dated May 14, 1999.
9. .۲۰۰۸ ،۴ آوریل UN. Department of Economic and Social Affairs(DESA)
10. سند ST/CS/SER.A/۲۹/Add.۲ در تاریخ ۱۸ اوت ۱۹۹۴ (۲۷ مرداد ۱۳۷۳)[۲۳]
11. ۱۹۸۴ دستورنامه UNLA ۴۵٫۸٫۲ در تاریخ ۱۰ اوت ۱۹۸۴ (۱۹ مرداد ۱۳۶۳)
12. دستوریه UNAD 311/Qen در تاریخ ۵ مارس ۱۹۷۱ (۱۴ اسفند ۱۳۴۹)

- نقشه رسمی کمیسیون اقتصادی و اجتماعی غرب آسیا، شماره ۳۹۷۸ چاپ سازمان ملل (سپتامبر ۲۰۰۷)[۲۴]
- نقشه رسمی ایران، شماره ۳۸۹۱ چاپ سازمان ملل (ژانویه ۲۰۰۴)[۲۵]
- نقشه رسمی غرب آسیا، شماره ۳۹۷۸ چاپ سازمان ملل (نوامبر ۱۹۹۸)[۲۶]

### اسناد سازمان‌های مهم بین‌المللی بین الدولی و منطقه‌ای
تمامی سازمان‌های بین‌المللی و منطقه‌ای فهرست سازمان‌های بین‌المللی و سازمان‌های بین‌المللی نظامی یا اقتصادی یا علمی فهرست سازمان‌های چنددولتی (به غیر از اتحادیه عرب) و سازمان‌های غیردولتی نام خلیج فارس را تنها نام رسمی می‌دانند.
- در وبگاه رسمی فیفا که وبگاه فدراسیون جهانی فوتبال می‌باشد.[۲۷]
- ** در تمامی زبان‌های دانش‌نامهٔ ویکی‌پدیا (به جز زبان عربی) از واژه‌های هم‌معنی با «خلیج فارس» در زبان مربوط استفاده شده است.

### قراردادها و عهدنامه‌های دو جانبه و چند جانبه
در تمامی قراردادها و معاهدات میان ایران و کشورهای خارجی در متن فارسی خلیج فارس و بحر عجم و در سایر زبان‌ها مترادف آن بکار رفته در میان کشورهای عربی تمامی قراردادهای آن‌ها تا سال ۱۹۷۱ نام خلیج فارس را همراه دارد و بیشتر از بیست مورد از این قراردادها در کتاب راشد علی محمد چاپ امارات منتشر شده است.
در قراردادهای بریتانیا با هند و پاکستان و در یادداشت‌های سازمان ملل در مورد عراق و کویت نیز همواره خلیج فارس بکار رفته است.

### در مکاتبات و اسناد رهبران عربی
در تمامی مکاتبات رهبران عربی تا قبل از سال ۱۹۵۸ همواره از همان نام خلیج فارس استفاده شده است.

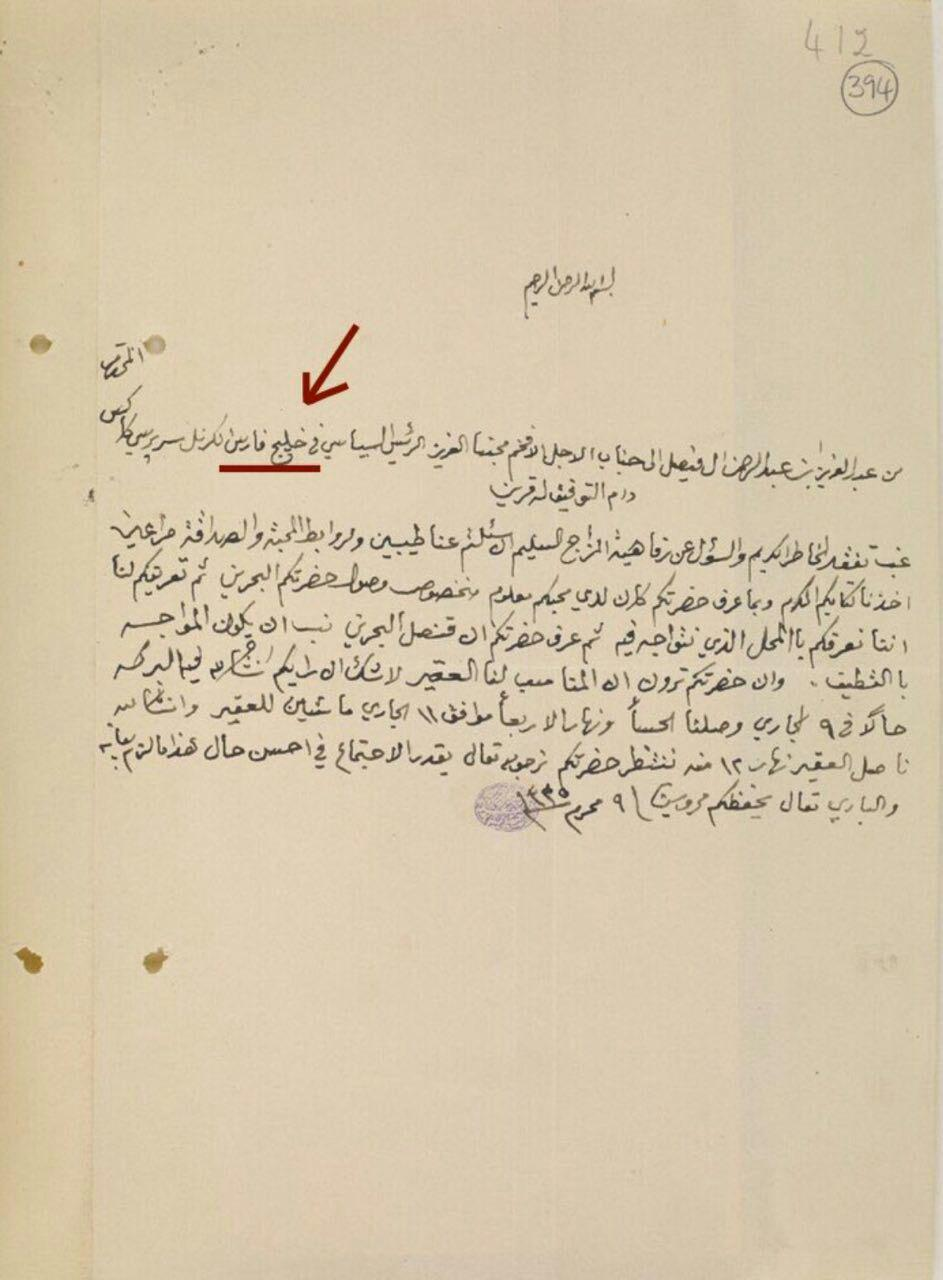
نام خلیج فارس در نامه‌ای متعلق به ملک عبدالعزیز پادشاه عربستان سعودی ۱۳۴۳

«نام خلیج فارس در قراردادهای عربی و معاهدات و اسناد بین‌المللی» (PDF). مجله کتاب ماه، تاریخ و جغرافیا. تهران: وزارت فرهنگ و ارشاد. ۱۵۵ (۱۵۵): ۲-۱۰. ۱۳۹۰.

## نظر رسانه‌ها و روشنفکران عربی و مسلمان
تا اوایل دهه ۶۰ میلادی اثری از پسوند عربی برای خلیج فارس در هیچ رسانه‌ای وجود نداشت.
1. حتی جمال عبدالناصر در سخنرانی‌ها و مقالات خود خلیج فارس را بکار می‌برد.

نوار سخنرانی‌های ناصر و جملات معروف او ویدئو در یوتیوب با نام: «العالم العربی من المحیط الاطلسی الی خلیج الفارسی» 
امروزه رسانه‌های عربی نام تاریخی خلیج فارس را بکار نمی‌برند اما تعدادی از آن‌ها گاهی از عبارت خلیج فارس استفاده می‌کنند ازجمله شبکه الجزیره هم در زبان عربی و هم سایر زبان‌های مورد استفاده گاهی نقشه‌ها یا نقل قول‌ها را با همان تعبیر خلیج فارس بکار می‌برد آخرین مورد آن که بسیار واکنش مثبتی در ایران داشت در تاریخ ۱۱ اردیبهشت در برنامه سیناریوهات اتفاق افتاد و مجری در تمام مدت  پس‌زمینه برنامه را نام خلیج فارس به دو زبان فارسی و انگلیسی قرار داد.
1. بنا بر اعتراف مفتی سنی مذهب یوسف قرضاوی در تلویزیون الجزیره برنامه شاهد علی العصر:

- "عبارت: ""جهان اسلام از اقیانوس اطلس تا خلیج فارس"" را سید قطب در سخنرانی‌هایش مطرح می‌کرد اما بعد جمال عبدالناصر آن را تغییر داد به "جهان عرب از اقیانوس اطلس تا خلیج فارس" تا قومیت عربی را به جای اسلام مطرح کند. قرضاوی سپس توضیح می‌دهد که عبارت خلیج عربی آن زمان رایج نبود".

1. سخنرانی‌های سید قطب: جمله معروف او (العالم الإسلامی من المحیط الاطلسی الی الخلیج الفارسی ۱۹۴۶)،
2. حسن‌البنا همان جمله سید قطب را در سخنرانی خود بارها اعلام کرده است. اما حسن البنا در مورد قومیت عربی می‌گوید قومیت عربی یعنی زبان و اسلام. فقط زبان عربی قومیت عربی را نمی‌سازد."التمسک بالعروبة والقومیة العربیة یجعل مصر أمة تمتد جذورها من الخلیج الفارسی إلی المحیط الأطلسی، وبذلک تعلم أن هذه الشعوب الممتدة من خلیج فارس إلی طنجة ومراکش علی المحیط الأطلسی "
3. شیخ شلتوت نیز همان عبارت سید قطب را بکار برده است.[۲۸]

و بسیاری از رهبران سیاسی و مذهبی عرب در مورد نام خلیج فارس سندهای زنده‌ای از حقانیت این نام است. اسناد نام خلیج فارس، میراثی کهن و جاودان همچنین نظر روشنفکران عرب مانند پروفسور عبدالهادی التازی، احمد الصراف، محمد عابد الجابری، عبدالله بن کیران (نخست‌وزیر ۲۰۱۱–۲۰۱۳ مراکش)، عبدالمنعم سعید، عبدالخالق الجنبی و تنی چند از نویسندگان مشهور عرب و چند تن از رهبران دینی ازجمله قرضاوی در مورد اصالت نام خلیج فارس و نداشتن توجیه برای تغییر نام خلیج فارس آورده است. گفتنی است که از رهبران عربی، شیوخ، امیران عرب ازجمله امیر کویت، پادشاه عربستان، بصره، نویسندگان و شعرای عرب اهواز و سوسنگرد مکاتباتی هست که در آن‌ها خلیج فارس و بحر عجم بکار برده‌اند نمونه‌ای از اسناد ضمیمه کتاب اسناد نام خلیج فارس، میراثی کهن و جاودان است. نمونه‌های زیر:
- عبدالمنعم سعید در مجله شرق نامه مصر ۹/۱۲/۲۰۰۲: "برای من هیچ تعجبی نداشت که در همه نقشه‌ها که دوستان و دشمنان ایران اعم از اعراب و یونانی‌ها تهیه کرده‌اند همگی آن‌ها نام خلیج فارس را دربردارد. هیچ نقشه تاریخی در شرق یا در غرب و در هیچ کجای جهان با نام خلیج عربی وجود ندارد و بنابراین تغییر این نام به خلیج یا خلیج عربی یا هر نام دیگری برخورد غیر منطقی و غیر حکیمانه با حقایق تاریخی و جغرافیایی است." عبد الرحمن راشد در ستون سردبیری الشرق الاوسط یادداشت ۲۷۴۷۱۸ روزنامه شماره ۹۵۳۱ سال ۲۰۰۵: با (اعتراض) ایرانی‌ها موافقم چون مدرکی در تأیید تغییر نام خلیج فارس ندیده‌ام". سعد ابن طفله وزیر تبلیغات دولت کویت در تاریخ ۱۵/۰۱ ۲۰۰۵ در مقاله‌ای نوشت با نامیدن خلیخ فارس مشکلی ندارم چون نام تاریخی آن خلیج فارس است.
- پروفسور عبدالهادی التازی سیاستمدار و پژوهشگر معروف عرب و عضو آکادمی پادشاهی مراکش و رئیس چند دوره "گروه نامهای جغرافی کشورهای اتحادیه عرب": درحقیقت من هیچ منبع تاریخی را ندیدم که آبراه جنوب ایران را خلیج عربی نامیده باشد اعراب قبل و بعد از اسلام همیشه این آبراه را بحر فارس بحر العجم یا خلیج فارس نامیده‌اند من خودم نقشه سفرهای ابن بطوطه را در کتابم ترسیم کرده‌ام و مطابق سفرنامه اسم خلیج فارس را در جای خودش آورده‌ام.
- مجله ماهنامه اهرام در شماره ۲۱۹ اگوست ۲۰۰۱ سرلشکر مجدی عمر معاون اول سابق شورای دفاع ملی مصر:" نسل من بخاطر دارد که ما در ایام مدرسه در کتب و نقشه‌ها با عبارت"الخلیج الفارسی" سر و کار داشتیم ولی بعد از مدتی به آن خلیج عربی اطلاق کردیم. این غیر منطقی، رزالت و پستی است. اینکه چند کشور عربی در اطراف آن باشند دلیل نمی‌شود که نامی تاریخی را تغییر دهیم.

- عبدالخالق الجنبی، پژوهشگر تاریخ و باستان‌شناسی و استاد دانشگاه در عربستان سعودی در مصاحبه با شبکه فرانس ۲۴":

نام خلیج فارس از دوره اسکندر مقدونی و از طریق آثار مکتوب به ما رسیده و حتی مورخان عرب هم همین نام را بکار برده‌اند و در معاهدات حکام خلیج با بریتانیا نیز همین نام بکار رفته و تا زمان جمال عبدالناصر هیچ تغییری در کاربرد نام خلیج فارس ایجاد نشده کما اینکه خود ناصر هم در ابتدا می‌گفت: «نحن أمة واحدة من المحیط الأطلسی إلی الخلیج الفارسی». اما اینکه بعضی ادعا کرده‌اند که رومی‌ها (مانند پلینی) خلیج عربی بکار برده‌اند به‌هیچ‌ وجه صحت ندارد خلیج عربی نامی است که رومی‌ها به دریای سرخ داده‌اند."
- علی مبارک، در کتابش بنام" الخطط التوفیقیة الجدیدة لمصر و القاهرة، المطبعه الامیریه، بولاق ۱۳۰۶ه همه جا خلیج فارس بکار برده است.
- جمال الدین الشیال، در کتاب" تاریخ مصر الاسلامیة، دانش‌نامه، القاهرة ۲۰۰۰، ج۱/ص ۱۵۲ واژه خلیج فارس را بکار گرفته است.
- خلیفه مساعد الخرافی نویسنده مشهور کویتی در روزنامه القبس مورخ ۱۶ و ۲۲ سپتامبر ۲۰۱۶ از نام خلیج فارس دفاع کرد و ازجمله نوشت:"جهان عرب می‌گفت خلیج فارس و هنوز هم همه دنیا بغیر از ما عرب‌ها این نام را بکار می‌برند ولی ما عرب‌ها خود را فریب می‌دهیم.
- عمر فروخ، در آثارش از واژهٔ الخلیج الفارسی یا بحر الفارسی استفاده کرده است.
- در پایتخت کشور الجزایر و مرکز شهر الجزیره در موازات اتوبان AutoRout d'l Est یک خیابان بنام الخلیج الفارسی وجود دارد. خیابان‌های فرعی البیرونی - خیابان فارس- خیابان بندرعباس از این خیابان جدا می‌شوند.
- به‌دنبال سفر ۱۲ اردیبهشت ۱۳۸۵ شيخ حمد بن خليفه آل ثاني، امير قطر دو روز بعد ۱۴ اردیبهشت شبکه الجزایر با حمد بن جاسم بن جبر آل ثانی وزیر خارجه قطر در مورد این سفر گفتگو داشت ازجمله به موضوع نام خلیج فارس اشاره شد حمد بن جاسم بن جبر آل ثانی گفت": ایرانی‌ها می‌گویند خلیج فارس و برای این نام اسناد دارند ما می‌گوییم خلیج عربی ولی برایش سند نداریم".
- در مرکز شهر قاهره خیابانی بنام الخلیج الفارسی وجود داشته که با‌وجود تغییر نام هنوز تابلوهای قدیمی آن وجو دارد همچنین خیابان ایران، طهران و خیابان مصدق (قاهره) نیز هنوز وجود دارد.[۲۸] خیابان «خلیج فارس» و خیابان دکتر محمد مصدق در قاهره

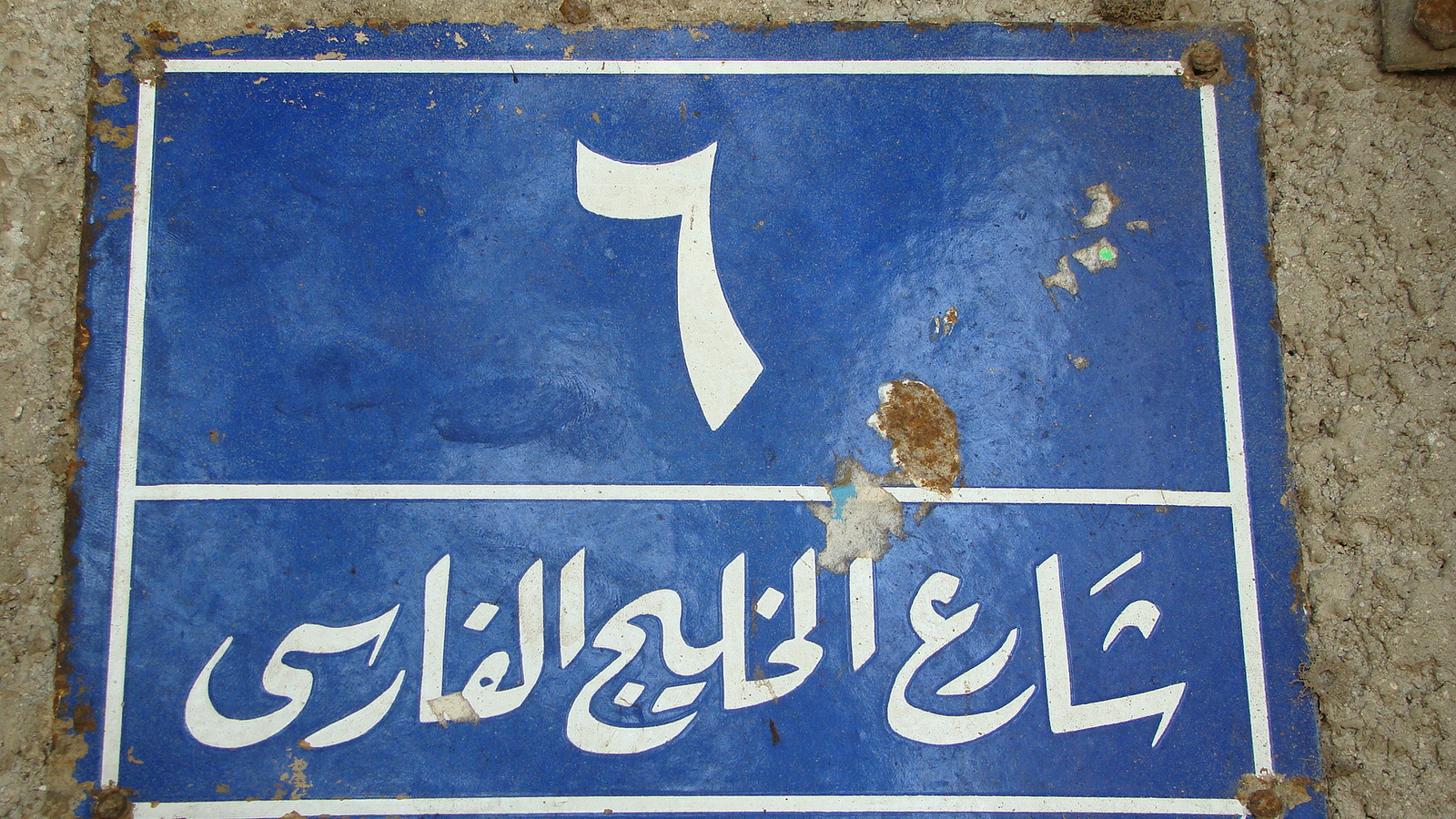
خیابان «خلیج فارس» و خیابان دکتر محمد مصدق در قاهره

## نظر رسانه‌ها و روشنفکران غیر مسلمان
- هیچ روشنفکر و جغرافی‌دان غیر عرب در مورد اصالت نام خلیج فارس از خود تردید بروز نداده است بنا بر این شاید پرداختن به این دیدگاه‌ها چندان ضروری نباشد اما جهت یادآوری چند نمونه را می‌توان بیان کرد:

1. بدون هیچ تردیدی نام درست جغرافیایی آن در طول تاریخ خلیج فارس است. سر ریچارد دالتون.[۳۰]
2. سی ادموند بوسورث، سر آرنولد ویلسن، ریچارد فرای؛ لوریمر، کارستن نیبور و … ازجمله کسانی هستند که جمله بالارا در کتاب‌های خود گواهی کرده‌اند.
3. شبکه جهانی راشا تودی تصریح کرده که اقدام گوگل در حذف نام خلیج فارس خلاف اسناد سازمان ملل است که طی آن، «خلیج فارس» به‌عنوان تنها نام پذیرفته برای این منطقه تأییدشده است. این بخش از دنیا در تاریخ، همواره «خلیج فارس» نام داشته و ادعای کشورهای عربی در این زمینه وجاهت ندارد.
4. مفسر آسوشیتدپرس: این خلیج هم از نظر تاریخی و هم از نظر بین‌المللی خلیج فارس شناخته می‌شود. برخی کشورهای عربی اصرار دارند که این خلیج را "خلیج عربی" بنامند.

1. دیلی میل ۱۷می ۲۰۱۲ نام خلیج فارس از سده پنجم پیش از میلاد مسیح همین بوده است. برخی نام‌های دیگر نظیر"پرسکونکایتاس" "پرسیکوس سینوس"، "آکواریوس پرسیکو"، "بحر فارس"، "دریای فارس"، "خلیج العجمی" و … نیز به کار رفته‌اند که همگی به معنای خلیج فارس یا دریای فارس هستند.

The Persian Gulf has been so known since the 5th century BC, Other names have included 'Persicus Sinus', 'Aquarius Persico', 'Bahr-i-Fars', 'Daryaye-i-Fars', 'Khalij al-'Ajami' and 'Khalij-i Fars' - all translating into Persian Gulf or Persian Sea.
- نقشه نگاران اروپایی قرون گذشته ازجمله نقشه ساموئل دان همواره نام خلیج فارس را درست بکار برده‌اند..

1. نشریه لوپوآن در گزارشی به قلم «آن سوفی ژن»، نوشته است «دریای پارس» یا «خلیج فارس»، نام‌هایی هستند که اندیشمندان یونانی و سپس رومی آن را به کار بردند. از سده ۹ تا سده ۱۸ بعد از میلاد، تاریخ‌دان‌ها، جهانگردان و جغرافی‌دان‌های عصر اسلامی که بیشتر آن‌ها به زبان عربی می‌نوشتند، از این نام استفاده کردند. این روند تا سده بیستم ادامه یافت…»

لوپوآن اذعان کرده است که پس از کاربردهای جانبدارانه نام‌های دیگر، گروه نامهای جغرافیایی در سازمان ملل نیز قضیه را بررسی کرده و در گزارش کارشناسی در مورد نام‌های جغرافیایی که در سال ۲۰۰۶صادر شد، سازمان ملل متحد، وجه تسمیه «خلیج فارس» را به‌عنوان استاندارد قانونی بین‌المللی می‌پذیرد…
آن سوفی ژن ادامه می‌دهد که این نشانگر اوج بی‌اخلاقی در سیاست‌های بلوک غرب است که حتی تاریخ را هم برای منافعش تحریف می‌کند و از تغییر نام‌های جغرافیایی هم ابایی ندارد".

## نام‌های اسطوره‌ای خلیج فارس

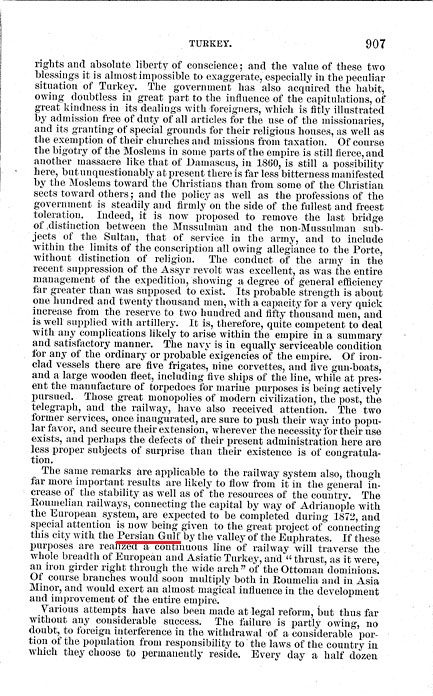
گزارشی به وزارت امور خارجه که در آن از اسم «خلیج فارس» نام برده شده است. تاریخ این نامه، ۲۶ مه ۱۸۷۱ میلادی است.

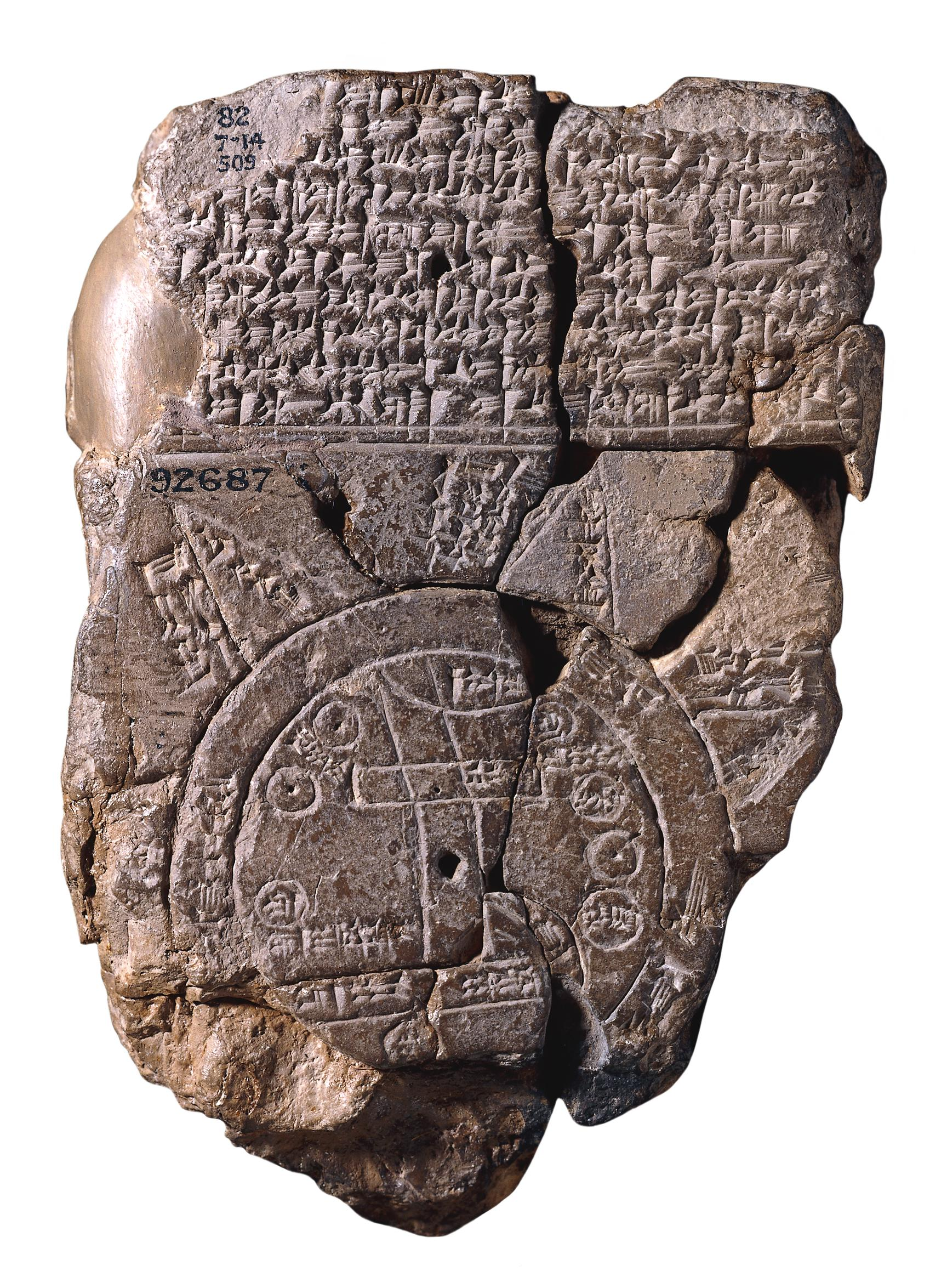

در منابع کهن اشاره‌هایی مبهم به دریاهایی با نام‌های فراگیر و افسانه گونه وجود دارد که بعضی جغرافی دانان منظور از آن عبارت‌ها را خلیج فارس دانسته‌اند اما در واقع در خصوص درستی نسبت دادن آن نام‌ها به خلیج فارس با توجه به کلی بودن آن‌ها قابل راستی آزمایی نیست. ازجمله این نام‌ها می‌توان به دریای آفتاب تابان در افسانه‌های سومری - دریای فراخ‌کرت در اوستا و دریای بالا و پایین و نارمَرتو (Narmarratu) (تلخ) در افسانه‌های آشوری اشاره نمود که همگی نام‌های افسانه‌ای هستندو بر اساس توصیفهایی که کرده‌اند پدیده دقیق جغرافیایی و قابل انطباق با زمین نیستند؛ به‌طورمثال دریای تلخ می‌تواند اشاره به بحر المیت یا دریاچه ارومیه باشد. اما کهن‌ترین نام که بدون هیچ تردیدی مشخصات جغرافیایی دریای جنوب ایران را توصیف می‌کند همان دریای پارس است.
قدمت خلیج فارس از نظر، زمین‌شناسی، زیست‌شناسی، انسان‌شناسی و جغرافیایی چندان دیرینه است که عده‌ای معتقدند «خلیج فارس گهواره تمدن جهان یا خاستگاه نوع بشر است.»
- دریای آفتاب تابان؛ و دریای طلوع و دریای غروب نیز نام‌های اسطوره ا ی است.(به عربی: بحر الشروق الکبیر) (به انگلیسی: Sea of the rising sun)؛ جایی که آفتاب طلوع می‌کنددر افسانه‌های سومری به دیلمونآمده است؛ که در مورد انطباق آن‌ها با دریاهای موجود دیدگاه‌های متعددی وجود دارد برخی آن را خلیج فارس تعبیر کرده‌اند و عده‌ای آن را به دریاهای دیگر نسبت داده‌اند.

لوحه‌ای گلی که در پیش از میلاد فتوحات سنّاخریب پادشاه آشور را جاودانه کرده از این نام سود برده است،
او در توصیف سرزمینی که از پدرش سارگن به ارث برده، می‌نویسد:
- «سنّاخریب، پادشاه بزرگ، پادشاه توانا، پادشاه جهان، پادشاه آشور، پادشاه چارگوشه، چوپان خردمند، محبوبِ خدایان توانا، نگاهبان حق، عاشق عدالت … و بر رویِ سر کاخ‌نشین‌ها جنگ‌افزارهایِ نیرومند مرا قرار داده است. از دریای بالا؛ دریایِ غروبِ آفتاب تا دریای پائین؛ دریایِ طلوع آفتاب همه موجودات بشری را در زیر گام‌هایِ من مطیع کرده است؛»[۳۲][۳۳]

.
دریای پائین توسط آشوریان، بابلی‌ها و اکدی‌ها به کار رفته و به‌طورمعمول در برابرِ دریای بالا (به انگلیسی: upper sea) قرار می‌گرفته که نویسندگان امروزی همواره آن را دریای مدیترانه می‌خوانند.
- در اوستااز نام خلیج فارس آشکارا نام برده نشده است. بلکه نام وُئوروکَشَ بکار رفته که در نوشتارهای پارسی میانه از آن با نام دریایفراخکرت یاد شده است. فراخ‌کرت در زبان پارسی میانه به معنای فراخ بریده است. فراخ یعنی وسیع و کرت Kart چند معنی دارد معنی رایج آن که امروزه کاله هم تلفظ می‌شود یعنی یک بخش یا قطعه زمین یا باغچه که از بخش‌های دیگر جدا شده است. ابراهیم پورداود احتمال داده فراخ‌کرت همان دریای مازندران باشد. بعضی دیگر مانندمهرداد بهار فراخ‌کرت را با اقیانوس هند یکی دانسته است. تعدادی از نویسندگان در دو دهه اخیر و ازجمله جهانشاه درخشانی فراخ‌کرت را همان خلیج فارس دانسته‌اند.

در مهر یشت در مبحث مهر یا میترا اشاره‌ای نیز به اروندرود شده است که در آن دوره اورنگ گفته می‌شده است: 
دارنده دشت‌های فراخ و اسب‌های تیزرو که از سخن راستین آگاه است و پهلوانی است خوش‌اندام و نبرد آزما…، کسی است که جنگ و پیروزی با اوست، هرگز نمی‌خسبد، هرگز فریب نمی‌خورد، اگر کسی با او پیمان شکند خواه در شرق هندوستان باشد یا بر دهنه شط آرنگ، از ناوک او گریز ندارد، او نخستین ایزد معنوی است که پیش از برآمدن خورشید فنا ناپذیر تیز اسب بر بالای کوه هرا بر می‌آید و از آن جایگاه بلند سراسر منزلگاه‌های آریایی را می‌نگرد.
».
در کتیبه معروف به منشور آزادی کوروش که به شرح فتوحات کوروش دوم پادشاه هخامنشی می‌پردازد و در بابل کشف شده، فرمانروای پارسیان نیز این لقب را به دریای سواحل جنوبی سرزمین خویش داده است:

«منم کوروش، شاه جهان، شاه بزرگ، شاه دادگر، شاه بابل، شاه سومر و اکد، شاه چهار گوشه جهان پسرِ کمبوجیه شاه بزرگ شاه انشان، نوه کوروش شاه بزرگ، ...... به فرمان مردوک، همه شاهان پیش اورنگ پادشاهی نشسته‌اند. همه پادشاهان از دریای بالا تا دریای پائین، همه مردم سرزمین‌های دوردست، از چهار گوشه (جهان)، همه پادشاهان اموری و همه کوچ نشینان مرا خراج گذاردند و در بابل به پایم بوسه زدند.»

## علت نام‌گذاری به خلیج فارس طبق اسناد تاریخی

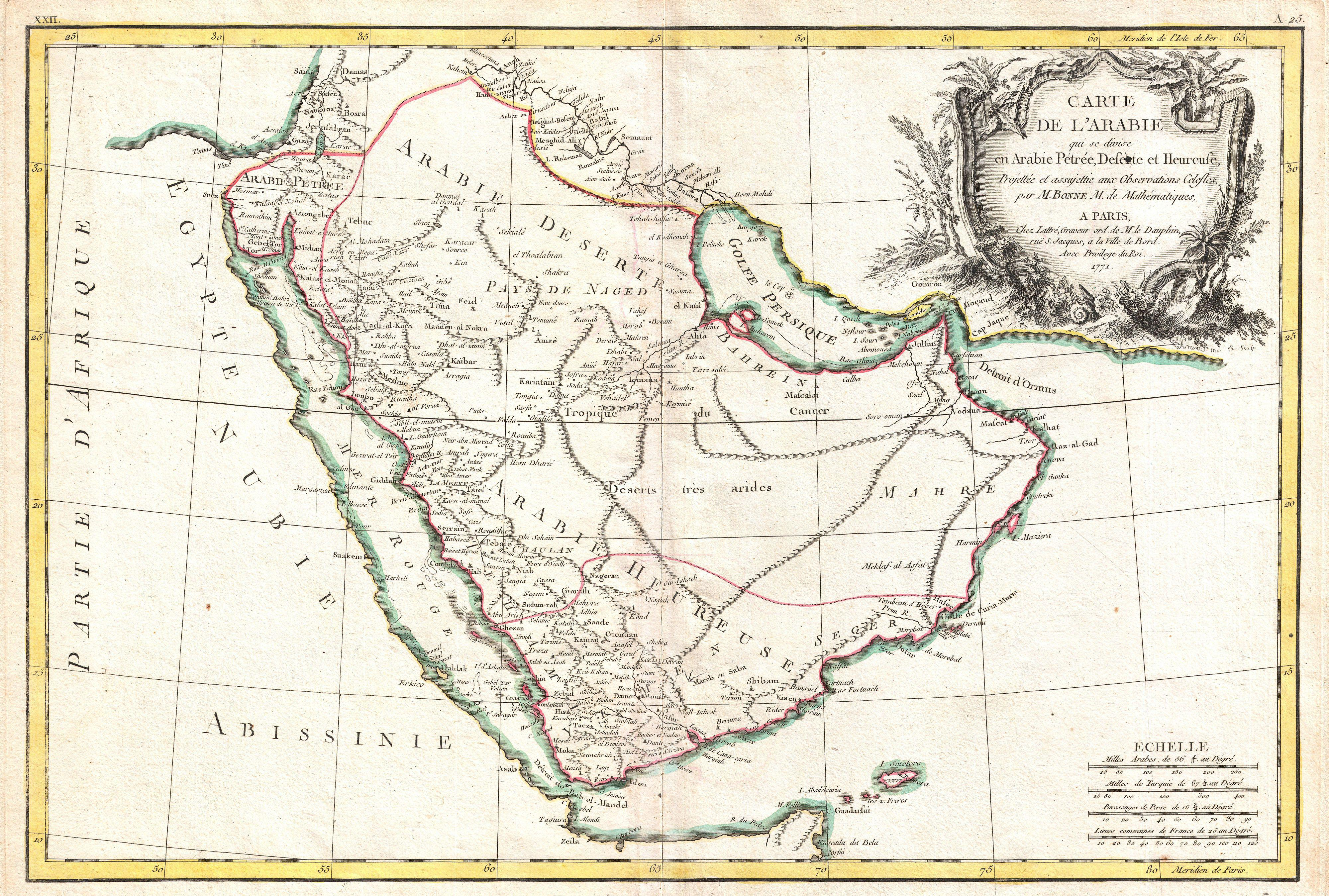
نقشه‌ای از شبه جزیره عربستان متعلق به سال ۱۷۷۱ میلادی نام خلیج فارس در نقشه درج شده است.

در کتاب اسناد نام خلیج فارس، میراثی کهن و جاودان صفحه ۱۸تا ۲۲ وجه تسمیه و علت نام‌گذاری خلیج فارس را از دیدگاه عده‌ای از جغرافی دانان مشهور بیان نموده است. به‌طور نمونه کتاب سر آرنولد ویلسن Sir Arnold Wilson که در سال ۱۹۲۸ به نام خلیج فارس(Persian Gulf) به چاپ رسیده است. ضمن نقد سابقه تاریخی و جغرافیایی خلیج فارس و بیان توصیف‌های نویسندگان مغرب زمین مشاهدات خود را نیز بیان نموده و نوشته است" هیچ آبراهی چه در گذشته و چه درحال حاضر برای زمین شناسان، باستان شناسان، تاریخ‌دانان، جغرافی‌دانان، بازرگانان، سیاستمداران و سیاحان و دانش پژوهان اهمیتی بیشتر از خلیج فارس نداشته است این آبراه از هزاره قبل از میلاد تاکنون از هویت فارسی و ایرانی برخوردار است." سی ادموند بوسورثC .Edmund Bosworth مطالبی را از ۲۰ مورخ و سیاح یونانی و اروپایی، از سردار یونانی نیارخوس(۳۲۵–۲۴ ق. م) گرفته تا پریدیکس (۱۸۷۶)، در مورد توصیف خلیج فارس و علت نام‌گذاری آن را بیان نموده است. مورخان دوره اسلامی به‌طور عمومی در کتب خود عبارتهای ذیل را در مورد علت نام‌گذاری خلیج فارس به این نام ارائه نموده‌اند:
- به‌طور مشخص ابن حوقل، ابن فقیه و استخری عبارت‌های مشابهی دارند:

این دریا که از سند و کرمان تا فارس ادامه دارد و به جناوه، مهروبان، سیراف و عبادان (آبادان) ختم می‌شود، در میان همه سرزمین‌ها با نام فارس خوانده می‌شود زیرا مملکت فارس از همه کشورها آبادتر، پیشرفته تر بوده و پادشاهان آن همه کرانه‌های دور و نزدیک این دریا را تحت کنترل خود دارند. به روزگار گذشته پادشاهان فارس بزرگ‌تر و قوی‌تر بوده‌اند و هم در این روزگار مردمان پارسبر همه کرانه‌های این دریا مستولی‌اند".
.

### دوران قبل از اسلام
دوره هخامنشیان (پرشین)
در کتاب اسناد نام خلیج فارس، میراثی کهن و جاودان صفحه ۱۸۵ تا ۱۹۱ در مورد دریانوردی ایرانیان به نقل از منابع اروپایی و عربی ازجمله کتاب‌های سرآرنولد ویلسون-فلیپ حتی- جرجی زیدان و قدری قلعه جی آورده است:
" دریانوردی ایرانیان در خلیج فارس، قریب پانصد سال پیش از میلاد مسیح و در دوران سلطنت داریوش اول آغاز شد. داریوش، نخستین ناوگان دریایی جهان را به وجود آورد. کشتی‌های او طول رودخانه سند را تا کرانه‌های اقیانوس هند و دریای عمان و خلیج فارس پیمودند، و سپس شبه جزیره عربستان را دور زده و تا انتهای دریای سرخ کنونی رسیدند. او برای نخستین بار در نزدیکی کانال سوئز مدرن فرمان کندن کانالی را داد و کشتی‌هایش از طریق همین کانال به دریای مدیترانه راه یافتند. در کتیبه‌ای که در محل این کانال به دست آمده نوشته شده است:
«من فارسی هستم. از فارس مصر را گشودم. من فرمان کندن این کانال را داده‌ام از رودی که از مصر روان است به دریایی که از فارس آید پس این جوی کنده شد چنان‌که فرمان داده‌ام و ناوها آیند از مصر از این آبراه به فارس چنان‌که خواست من بود.»
از سفرنامه فیثاغورث ۵۷۰ قبل از میلاد تا سال ۱۹۵۸ در تمام منابع مکتوب جهان نام خلیج فارس یا معادل‌های آن در دیگر زبان‌ها ثبت شده است.
در دوره داریوش دوم ناوگانی ایرانی به رهبری سردار صداسپ مأموریت یافت تا جهان را دور بزند. ناوگان وی متشکل از چند کشتی باد و پارو عازم دریای مدیترانه و سواحل شنقیط (موریتانی) شد و تا نزدیک اشانتی و سواحل بنین پیش رفت ولی در اثر برخورد با اقوام وحشی سفر را ناتمام گذاشتند.

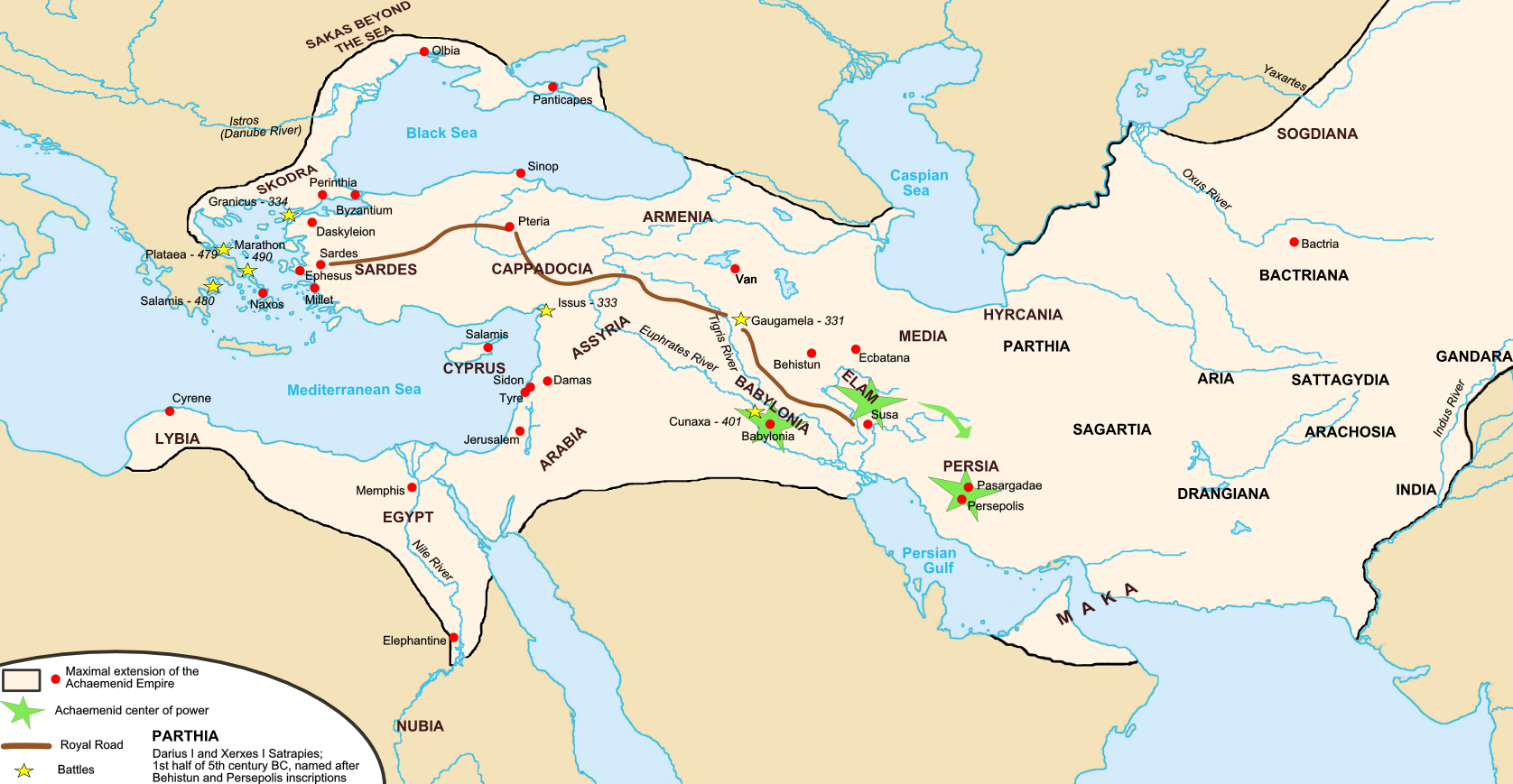
شاهنشاهی هخامنشیان در بزرگ‌ترین وسعت خود، خلیج فارس در دوره هخامنشی

### یونانیان و رومی‌های باستان
در همه نقشه‌های کهن که دریای جنوب ایران و شبه جزیره عربی را دربرگرفته نام خلیج فارس و معادل‌های آن ثبت شده است.
یونانی‌های باستان، ازجمله بطلمیوس، این خلیج را «پرسیکوس سینوس» یا «سینوس پرسیکوس» که همان خلیج فارس است، نامیدند. از آنجا که این نام برای نخستین بار در منابع درست و معتبر تاریخی که غیر ایرانیان نوشته‌اند آمده است، هیچ گونه شائبه نژادی در وضع آن وجود ندارد. چنان‌که یونانیان بودند که نخستین بار، سرزمین ایران را نیز «پارسه» و «پرسپولیس» یعنی شهر یا کشور پارسیان نامیدند.
استرابن جغرافیدان سدهٔ نخست میلادی نیز به کرات در کتاب خود از خلیج فارس با لفظ پرسیکون کای تاس (Persikonkaitas) نام برده است که معادل تحت‌اللفظی خلیج فارس است. وی محل سکونت عرب‌ها را بین دریای سرخ و خلیج فارس عنوان می‌کند. همچنین فلاریوس آریانوس مورخ دیگر یونانی در سده دوم میلادی، در کتاب تاریخ سفرهای جنگی اسکندر از این خلیج به نام «پرسیکون کیت» که چیزی جز خلیج فارس، نیست نام می‌برد.
- زنفن (۴۳۰–۳۵۴ ق. م)، (به انگلیسی Xenophon) تاریخ‌نگار یونانی در آثار خود از آب‌های جنوب ایران به نام خلیج فارس یا خلیج فارسیان یاد کرده است.[۱۳]

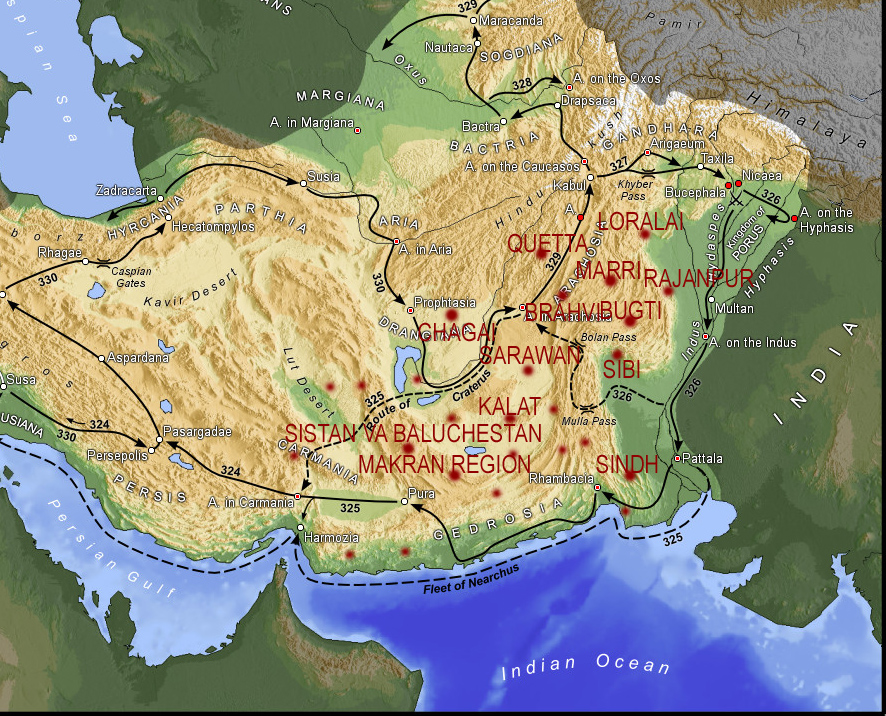
خلیج فارس و نئارخوس the took

- نئارخوس (۳۶۰–۳۰۰ ق. م)، (به انگلیسی Nearchus) دریاسالار مقدونی که در سال ۳۲۶ قبل از میلاد به دستور اسکندر دریای فارس را پیمود و تا دهانه رود سند پیش رفت در سفرنامه خود چنین آورده است: «پس از دویست استاد راه به ریگ و از آن جا به دیلم و دهنهٔ رودخانهٔ اندیان آمدیم، رودخانهٔ اندیان سرحد خوزستان و فارس و پس از سند بزرگ‌ترین رودخانه است. هیچ‌یک از سواحلی که پیمودم مانند دریای فارس، آباد و معمور نبود.»[۴۶][۴۷]
- اراتوستن (۲۷۶–۱۹۴ ق. م)، (به انگلیسی Eratosthenes)، ریاضیدان و جغرافیدان یونانی که زمانی ریاست دانشگاه اسکندریه را نیز داشت، و نظریه‌های مهمی دربارهٔ شکل و جایگاه زمین ارائه داد، در همه آثار خود به نام خلیج فارس اشاره کرده است.[۱۳]
- هیپارکوس (۱۹۰–۱۲۰ ق. م)، (به انگلیسی Hipparchus)، دانشمند و جغرافیانگار یونانی در همه آثارش نام خلیج فارس آشکارا مشخص است.[۴۶]
- استرابو (۶۳یا۶۴ ق. م- ۲۴ میلادی)، (به انگلیسی Strabo)، تاریخ‌نگار و جغرافی نگار یونانی در کتاب از «ایندی تا ایبری» یا از هند تا اسپانیا، دریای جنوب ایران را خلیج فارس نامیده است.[۴۸]
- فلاویوس آرینوس (۸۶–۱۶۰ میلادی)، (به انگلیسی Lucius Flavius Arrianus)، تاریخ‌نگار یونانی در کتاب آنابازیس یا تاریخ سفرهای جنگی اسکندر، نام «پرسیکون کاای تاس» که ترجمه درست خلیج فارس است بر این دریا نهاده است.[۴۹]
- ازبیوس (۲۶۳–۳۳۹ میلادی)، (به انگلیسی Eusebius of Caesarea)، تاریخ‌نگار رومی که بنام پدر عیسویت شناخته می‌شود، با توجه به کوروش نامه زنفن، در اشاره به تاریخ گذشته ایران خلیج فارس را دریای فارس نامیده است.[۴۶]

البته جستجو در سفرنامه‌ها یا کتاب‌های تاریخی بر حجم سندهای خدشه ناپذیری که خلیج فارس را «خلیج فارس» گفته‌اند، می‌افزاید. این منطقه آبی همواره برای ایرانیان که صاحب حکومت مقتدر بوده‌اند و امپراتوری آن‌ها در سده‌های متوالی بسیار گسترده بود هم از نظر اقتصادی و هم از نظر نظامی اهمیت خارق‌العاده‌ای داشت. آن‌ها از این طریق می‌توانستند با کشتی‌های خود به دریای بزرگ دسترسی پیدا کنند و به هدف‌های اقتصادی و نظامی دست یابند.

## جغرافی نویسان - تفسیر نویسان و مورخان

نقشه جهان طراحی شده توسط پمپونیوس ملا در سال ۴۳ قبل از میلاد مسیح. همان‌طور که مشاهده می‌شود خلیج فارس و دریای عمان در مجموع دریای پارس و دریای سرخ، دریای عرب نامیده شده است.

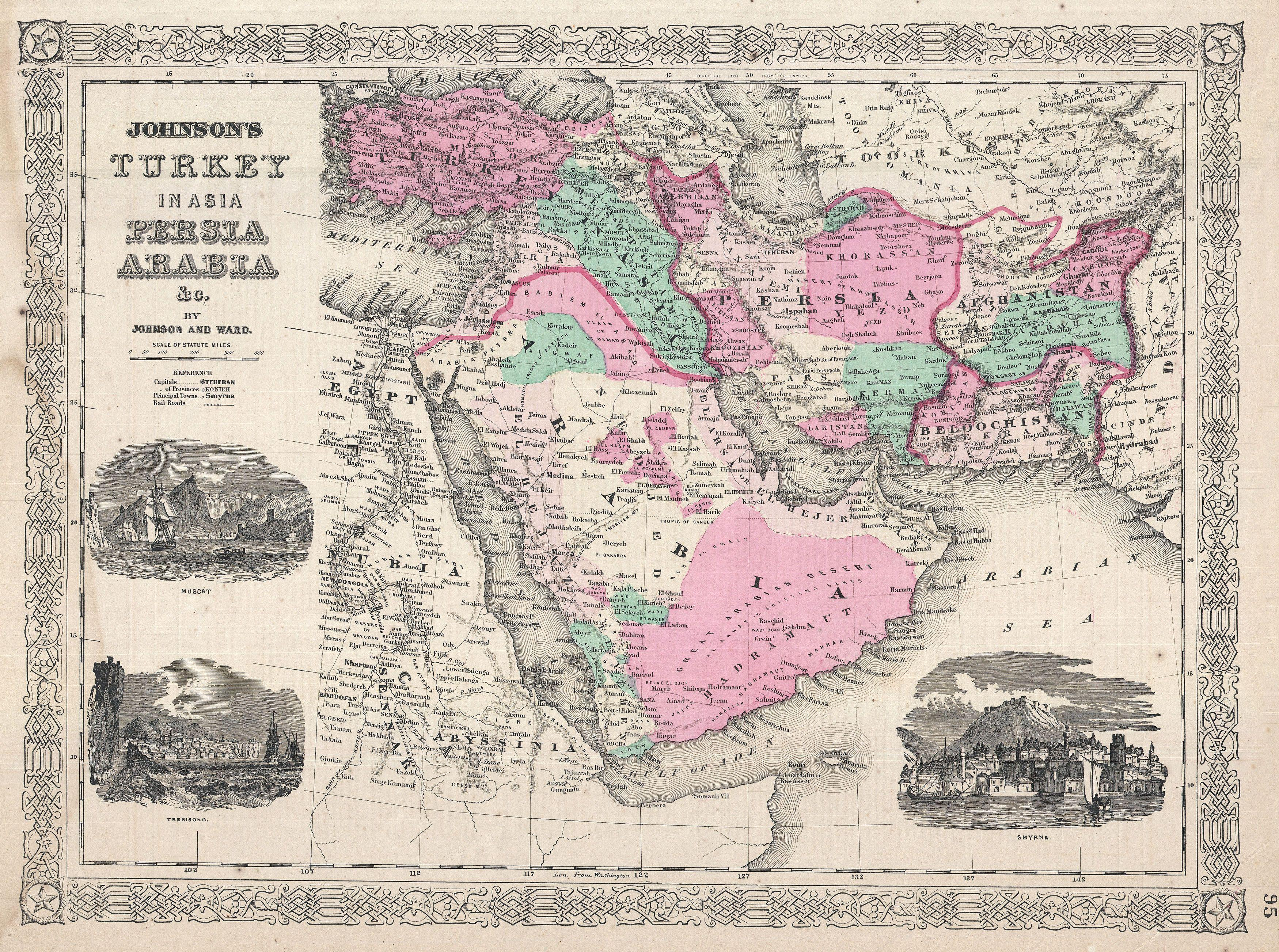
نقشه‌ای از منطقهٔ خاورمیانه که در سال ۱۸۶۶ میلادی توسط آلوین جوئت جانسون ترسیم‌شده است. نام تاریخی خلیج فارس در نقشه مشهود است.

ازجمله در آثار شخصیت‌های برجسته زیر بحر فارس و خلیج فارس توصیف شده است:
- ابن خردادبه -قدامة بن جعفر-یعقوبی - ابن فقیه همدانی- ابن رسته، سهراب - علی بن حسین مسعودی- اصطخری - بزرگ بن شهریار- مطهر بن طاهر مقدسی- ابوریحان بیرونی-ابن حوقل-مقدسی-ابن بلخی-شریف ادریسی-محمد بن نجیب بکران- زکریای قزوینی- ابوالفدا - شمس‌الدین انصاری دمشقی-شهاب‌الدین نویری- ابن وردی- ابن بطوطه- مصطفی کاتب چلبی قسطنطنی- ابن خلدون- طبری- الماوردی-استخری- مسعودی- بیرونی، حمدالله مستوفی- یاقوت حموی- حمزه اصفهانی- ناصرخسرو قبادیانی- ابوریحان بیرونی - حافظ ابرو عجم، محمد (۱۳۸۸). اسناد نام خلیج فارس، میراثی کهن و جاودان. تهران: تهران. شابک ۹۷۸-۶۰۰-۹۰۲۳۱-۴-۱.

حافظ ابرو، عبدالله بن لطف بن عبدالرشید مورخ و جغرافیدان مشهور عصر تیموری (متوفای ۸۳۳ ق) صاحب آثاری در تاریخ اسلام و ایران، خاصه دروه تیمور و شاهرخ است. او در کتاب جغرافیای که به‌ویژه در فصول مربوط به ایران و ماوراءالنهر پر از اطلاعات مهم تاریخی است و از مهم‌ترین آثار او به‌شمار می‌رود که خود او شاهد وقایع بوده است. ذکر دریاها و خلیج هارا در چند فصل شرح داده است.
ابوبکر احمدبن اسحاق بن ابراهیم المهذانی، مورخ معروف عرب که به ابن الفیقه مشهور است در کتاب جغرافیای خود موسوم به مختصر کتاب البلدان که در سال‌های آخر سده سوم هجری قمری تألیف کرده، می‌نویسد:
و اعلم اَن بحر فارس و الهند هما بحر واحد لاتصال احدهما بالاخر
که یعنی دریای فارس و هند از برای پیوستگی یکی به دیگری هر دو یک دریا هستند.
همین‌طور، ابوعلی احمدبن عمر بن رُسته در کتاب خود به نام الاعلاق النفیسة که در سال ۲۹۰ هجری تألیف کرده می‌نویسد که «از دریای هند خلیجی به سوی ناحیه فارس جدا می‌شود که «خلیج فارس» (الخلیج الفارسی) نامیده می‌شود» و می‌افزاید که «سرزمین حجاز و یمن و دیگر بلاد عرب بین این خلیج و خلیج احمر واقعند».
- ابن خردادبه (۲۱۱–۳۰۰ ه‍.ق)، جغرافی‌دان و تاریخ‌نویس ایرانی-اسلامی در کتاب المسالک الممالک (۲۵۰ ه‍.ق) به هنگام توصیف خلیج فارس از نام دریای فارس استفاده کرده است.[۵۱]
- قدامة بن جعفر، از مشاهیر ادب در کتاب الخراج (۲۶۶ ه‍.ق) آب‌های جنوب ایران را خلیج فارس نامیده و نوشته است: «رود دجله از میان شهر بغداد عبور می‌کند، سپس از واسط می‌گذرد و به بطایح سرازیر می‌شود… پس از خروج از بطایح، به دو شعبه تقسیم می‌شود، یک شعبه آن از بصره می‌گذرد و شعبه دیگر از ناحیه مذار عبور می‌کند. سپس هر دو جمع شده به دریای فارس می‌ریزد.»[۵۲]
- یعقوبی (۲۳۲–۳۳۴ ه‍.ق)، از تاریخ نگاران و جغرافی‌دان‌های دوره عباسی در کتاب تاریخ یعقوبی(۲۷۸ ه‍.ق) با ذکر نام دریای فارس چنین می‌نویسد: «اول دریای فارس است، که بایستی از سیراف در کشتی نشست و آخرش راس جمحمه (در میان عمان و عدن) است، این دریا کم وسعت است و جاهایی برای شکار صدف دارد.»[۵۳]
- ابن فقیه همدانی (۲۵۵–۳۳۰ ه‍.ق)، تاریخ‌نگار و جغرافیدان ایرانی در کتاب ترجمه مختصر البلدان(۲۹۰ ه‍.ق) با اشاره به دریای فارس می‌نویسد: «بدان که دریای فارس و هند از برای پیوستگی به یکدیگر هر دو یک دریا هستند.» همچنین با اشاره به سوره الرحمن قرآن می‌نویسد: «خداوند بزرگ و عزیز می‌فرماید دو دریا روان کرده است تا به هم برسند، از حسن روایت می‌شود که گفته است مقصود دریای فارس و روم است.»[۵۴]
- ابن رسته، از مکتشفان و گیاه شناسان ایرانی در کتاب الاعلاق النفیسة (۲۹۰ ه‍.ق) نوشته است: «دریای هند، در سرزمین حبش دارای خلیجی است که از ناحیه بربر می‌گذرد و به همین جهت به خلیج بربر معروف است… و خلیج دیگری در ناحیه ایله از آن جدا می‌شود که به نام دریای احمر است و باز از این دریا خلیج دیگری به طرف ناحیه فارس جدا می‌شود که به خلیج فارس مرسوم است.»[۵۵]
- سهراب، از جغرافی نگار ایرانی که در سده سوم هجری قمری می‌زیسته، در کتاب عجائب الاقالیم السبعة الی نهایة العمارة، می‌نویسد: «دریای فارس، همان دریای بزرگ جنوب است.»[۵۶]
- علی بن حسین مسعودی (۲۸۳–۳۴۶ ه‍.ق)، تاریخ‌نگار و جغرافیدان مسلمان در کتاب مروج الذهب و معادن الجوهر(۳۳۲ ه‍.ق) با اشاره به دریای فارس می‌نویسد: «از دریای زنگ خلیج دیگری منشعب می‌شود که دریای فارس است و به دیار ابله و خشبات و عبادان می‌رسد و عرض آن در وسط پانصد میل است.» همچنین در جای دیگری می‌نویسد: «در این دریا جزایر بسیار است، چون جزیره خارگ… این دریا همان خلیج فارس است و به نام دریای فارس معروف است، که سواحل آن را بحرین و فارس و کرمان و عمان تا راس الجمحمه برشمردیم. میان خلیج فارس و خلیج فلزم (دریای سرخ) ابله و حجاز و یمن فاصله است و فاصله دو خلیج یک هزار و پانصد میل است.»[۵۷]
- اصطخری، از جغرافی دانان و نقشه کشان برجسته ایرانی در کتاب المسالک الممالک (۳۴۰ ه‍.ق) نوشته است: «و در خوزستان دریا نیست، مگر اندک مایه از دریای فارس که از ماهی رویان تا نزدیک سلیمانان برابر عبادان باشد.»[۵۸]
- بزرگ بن شهریار، دریانورد ایرانی در کتاب عجایب هند (۳۴۲ ه‍.ق) نوشته است: «دیگر از عجایب دریای فارس این است که گاهی در شب هنگامی که امواج دریا مضطرب شده و به هم می‌خورند و از تصادم با هم متلاشی می‌گردند، همچون شعله‌های آتش به نظر می‌آیند به قسمی که مسافرین دریا گمان می‌کنند در دریای آتش سیر می‌نمایند .»[۵۹]
- مطهر بن طاهر مقدسی، جغرافیدان و تاریخ‌نگار دوره عباسی در کتاب البداء و التاریخ (۳۵۵ ه‍.ق) ضمن شرح حوضه آبریز دجله می‌نویسد: «دجله از ابله به آبادان بگذرد و در خلیج فارسی ریزد.»[۶۰]
- ابوریحان بیرونی، دانشمند ایرانی در کتاب التفهیم لاوایل صناعة التنجیم و کتاب قانون مسعودی به نام خلیج فارس اشاره می‌کند. همچنین در کتاب تهدید نهایات الاماکن لتصحیح مسافات المساکن می‌نویسد: «دریای فارس در جنوب شیراز قرار دارد.»[۶۱][۶۲]
- ابن حوقل، جغرافیدان سرشناسی که در سده چهارم هجری قمری می‌زیست فصلی از کتاب صورة الارض (۳۶۷ ه‍.ق) خود را به دریای فارس اختصاص داده و ضمن شرح مفصلی حدود آن را مشخص می‌کند.[۶۳]
- در کتاب حدود العالم من المشرق الی المغرب، که کهن‌ترین کتاب جغرافیا به زبان فارسی می‌باشد آمده است: «دریای بزرگ که آن را بحرالاعظم خوانند… و این دریا را پنج خلیج است، یکی از آن‌ها را خلیج فارس خوانند از بحر فارس برگیرد با پهنای اندک تا حدود سند.»[۶۴]
- مقدسی، جغرافیدان متولد بیت‌المقدس که در سده چهارم هجری قمری می‌زیست در کتاب احسن التقاسیم فی معرفه الاقالیم (۳۷۵ ه‍.ق) از دریای جنوب ایران با نام خلیج فارس و بحر فارس یاد کرده است.[۶۵]
- ابن بلخی، تاریخ‌نگار ایرانی که در سده ششم هجری قمری می‌زیست در کتاب فارس نامه (۵۰۰–۵۱۰ ه‍.ق)، دریای جنوب ایران را بحر فارس و دریای فارس نامیده است.[۶۶]
- شریف ادریسی، جغرافیدان بزرگ عرب که در سده ششم هجری قمری و در سیسیل می‌زیست در کتاب جغرافیایی نزهة المشتاق فی اختراق الآفاق (۵۴۸ ه‍.ق)، از نام بحر فارس استفاده کرده است.[۶۷]
- محمد بن نجیب بکران، در کتاب جغرافیایی جهان‌نامه (۶۰۵ ه‍.ق)، برای خلیج فارس از نام بحر فارس استفاده کرده است.[۶۸]
- یاقوت حموی، جغرافیدان و تاریخ‌نگار مشهور سده هفتم هجری قمری در دانش‌نامه جغرافیایی خود معروف به معجم‌البلدان (۶۲۳ ه‍.ق)، برای توصیف خلیج فارس از نام بحر فارس استفاده کرده است.[۶۹]
- زکریای قزوینی (۶۰۰–۶۸۲ ه‍.ق)، از تاریخ نگاران و جغرافی‌دان‌های سده هفتم هجری در کتاب آثارالبلاد و اخبارالعباد (۶۷۴ ه‍.ق) از نام دریای فارس استفاده کرده است.[۷۰] وی همچنین در کتاب عجائب المخلوقات و غرائب الموجودات نیز نام بحر فارس را بکار برده است.[۷۱]
- ابوالفدا (۶۷۲–۷۳۲ ه‍.ق)، جغرافیدان و تاریخ‌نگار مشهور که در دمشق متولد شد، در کتاب تقویم البلدان خود که کتابی جغرافیایی است، از خلیج فارس با نام دریای فارس نام برده است و حدود آن را مشخص کرده است.[۷۲]
- شمس‌الدین انصاری دمشقی، در کتاب نخوة الدهر فی عجائب البر و البحر، از خلیج فارس از نام بحر الفارسی یاد کرده است.[۷۳]
- شهاب‌الدین نویری، در کتاب نهایة فی فنون العرب الارب خود ضمن بیان حدود این دریا از آن با نام خلیج فارس یاد می‌کند.[۷۳]
- حمدالله مستوفی (۶۸۰–۷۵۰ ه‍.ق)، مورخ و جغرافیدان سده هشتم، در کتاب نزهةالقلوب که به زبان فارسی نوشته است، چنین آورده: «جزایری که در بحر فارس است، از حساب ملک فارس شمرده‌اند و بزرگ‌ترین آن، به کثرت مردم و نعمت جزایر قیس (کیش) و بحرین است.»[۷۴]
- ابن الوردی (۶۹۱–۷۴۹ ه‍.ق)، مورخ و ادیب سده هشتم، در کتاب خریدة العجائب وفریدة الغرائب، از خلیج فارس با نام بحر فارس یاد می‌کند.[۷۵]
- ابن بطوطه (۷۰۳–۷۷۹ ه‍.ق)، جهانگرد و جغرافیانگار نامدار، در کتاب سفرنامه خود، در شرح سفر خود به آبادان از خلیج فارس با نام خلیج بیرون از بحر فارس یاد می‌کند.[۴۶]
- حافظ ابرو مورخ و جغرافیدان مشهور عصر تیموری (متوفای ۸۳۳ ق) در کتاب جغرافیای که به‌ویژه ذکر دریاها و خلیج هارا در چند فصل شرح داده است.
- گفتار دوم: «بحر الاخضر و هو بحرالهند». از نظر او بحر اخضر و بحر هند و بحر فارس یک دریا حساب می‌شوند. (او این دریا را شرح داده است همان محلی که امروزه دریای عرب نام دارد)

1. اما در گفتار سوم او «بحر فارس و کرمان» را شرح می‌دهد که امروزه شامل خلیج عمان و خلیج فارس می‌شود.

## ترکیه عثمانی

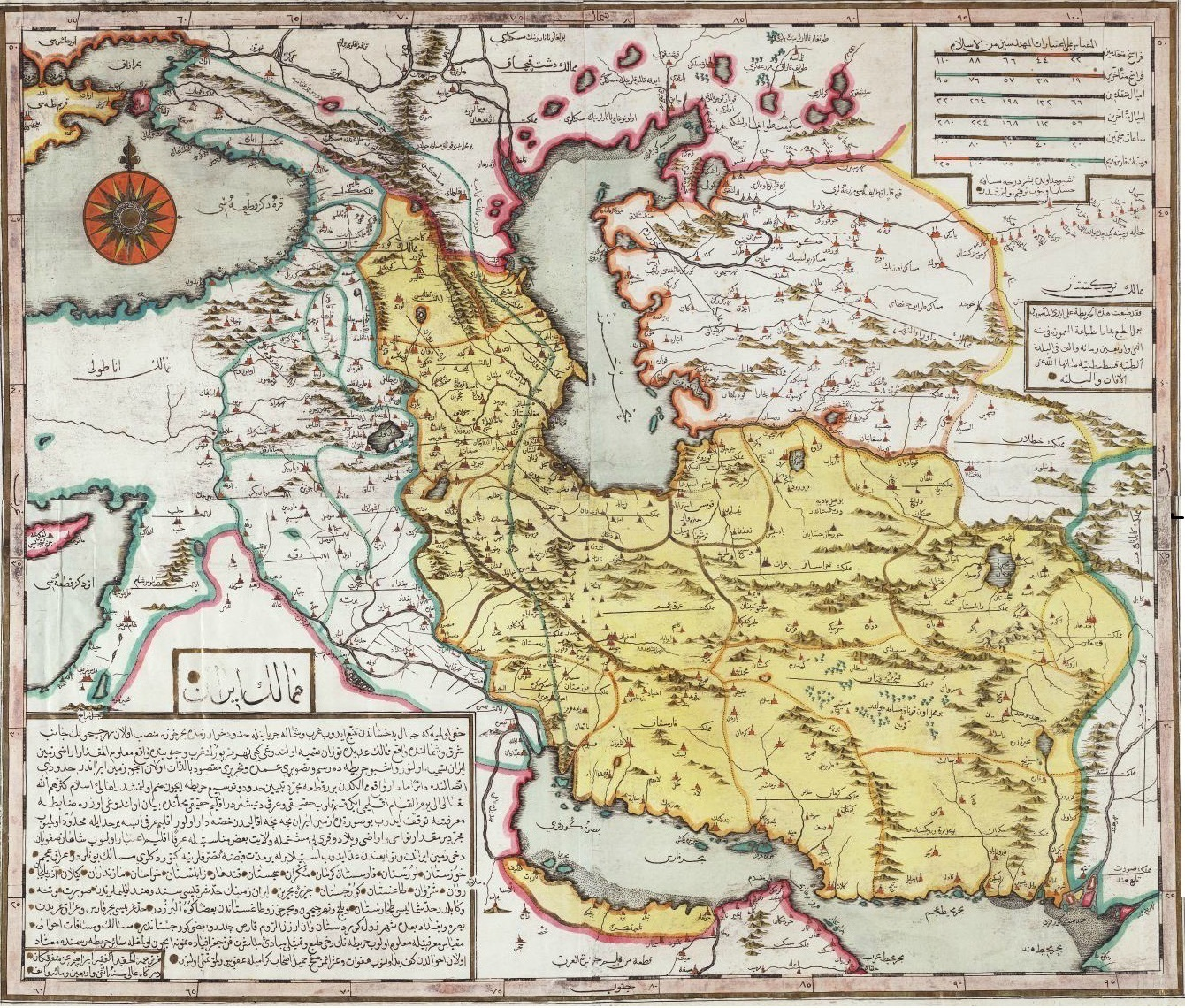
نام خلیج فارس در نقشه تهیه شده توسط عثمانی سال ۱۷۲۹

در ترکیه عثمانی بحرفارس - فارس کورفزی و عجم کرفزی در نقشه‌های ترسیمی توسط نقشه‌های کاتب چلبی و ابراهیم متفرقگان به‌طور متناوب بکار رفته اما هیچگاه خلیج عربی بکار نرفته است. 

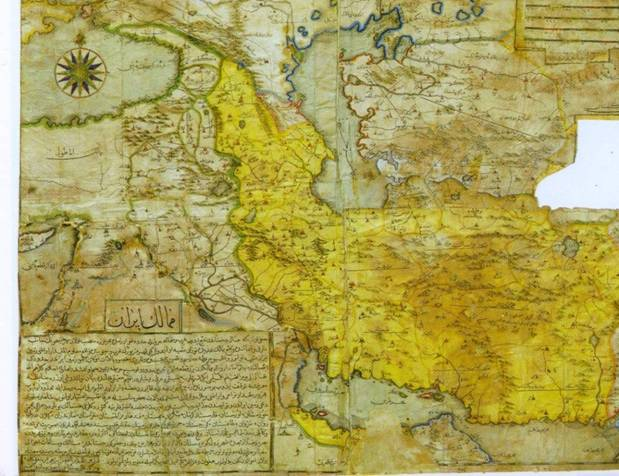
نقشه ایران در سال۱۱۴۲ قمری تهیه شده توسط ابراهیم عز متفرقگان درگاه عالی دربار عثمانی. بحر فارس هم در جدول توضیحات و هم در آبهای جنوب ایران مشخص است و هم بحر محیط عجم به جای دریای عرب و عمان بکار رفته

- مصطفی کاتب چلبی قسطنطنی (۱۰۱۷–۱۰۶۷ ه‍.ق)، مورخ و جغرافیدان ترک، در کتاب جهان‌نما که دربارهٔ جغرافیای جهان است، به نام خلیج فارس اشاره دارد.[۷۶][۷۷]

## نام خلیج فارس در منابع اسلامی
1. حدود ۶۰ مفسر قران در تفسیر ۶ آیه قران از بحر فارس بنوعی سخن گفته‌اند دستکم یک حدیث محکم از پیامبر اسلام به بحر فارس اشاره کرده است.
2. حدیث محکم از پیامبر است به اعتراف اهل سنت حدیث معروف به جساسه.

- محمد: «فی بحر فارس ما هو فی بحر الروم ما هو» آن (دجال و حیوان دریایی) در بحر فارس وروم وجود ندارد[۷۸]

پس از حمله اعراب به ایران در سده هفتم پس از زادروز، کوششی برای تغییر نام دریای پارسی صورت نگرفت. در ۷۵ کتاب مهم اسلامی اعم از تفاسیر مشهور قران، کتاب‌های حدیث معتبر و صحاح شش‌گانه و کتب تاریخی اسلام و کتاب‌های اسفار (سفرنامه) و ممالک و مسالک (کشورها و راه‌ها)، نام بحر فارس و خلیج فارس ثبت شده است. اعراب مسلمان، بغیر ازنام بحر الفارسی (دریای پارسی) و خلیج فارس هیچ نام دیگری را برای این دریا بکار نبرده‌اند و این اسم از طرف حکومت‌های ایرانی، ترک و عربی هم که در ۱۲۰۰ سال بعد منطقه را تحت سلطه خود داشتند مورد احترام قرار گرفت. پژوهشگران اسلامی نظیر استخری، مسعودی، بیرونی، ابن حقول، مقدسی، مستوفی، ناصرخسرو، الطاهربن مطهر المقدسی (بشاری)، ابوالقاسم بن محمدبن حوقل و نظایر آن که مطالعه در پیرامون این دریا را تا سده ۱۵ ادامه دادند، در آثار و مکتوبات خود از آب‌های جنوب ایران به نام‌های بحر فارس، البحر الفارسی، بحر مکران، الخلیج الفارسی و خلیج‌فارس یاد کرده‌اند. حتی از این جغرافی‌دانان نقشه‌هایی به جا مانده است که اقیانوس هند را البحر الفارسی نام نهاده‌اند. مسلمانان متخصص در دانش جغرافی این عنوان را از دو تمدن باستانی اخذ کرده‌اند و هم‌زمان مورد استفاده قرار دادند. بدین ترتیب که پارسا درایای ایرانی را بحر فارس و سینوس پرسیکوس یونانی را خلیج‌فارس می‌نامیدند و حتی مقصود از دو دریا در سوره الرحمن قرآن را نیز همان دریای فارس و دریای متوسط می‌دانستند. ابوعلی احمد پسر عمر معروف به ابن رسته در کتاب الاعلاق النفیسة که در سال ۲۹۰ هجری قمری نوشته است، آورده است: 
 فاما البحر الهندی یخرج منه خلیج الی ناحیه فارس یسمی الخلیج الفارسی. اما از دریای هند خلیجی بیرون می‌آید به سمت سرزمین فارس که آن را خلیج‌فارس می‌نامند.

جرجی زیدان تاریخ‌دان عرب در این زمینه می‌گوید:
 بحر فارس محدود به آب‌هایی می‌شود که دنیای عرب را دور می‌زند. بحر فارس ـ ویراد به عندهم کل البحور المیحطه ببلاد العرب من مصب ماءدجله فی العراق الی أبله فیدخل فیه مانعبر عنه الیوم بخلیج‌فارس و بحرالعرب و خلیج عدن و البحر الاحمر و خلیج العقبه. دریای فارس ـ نزد آنان متقدمین همه دریاهایی که سرزمین‌های عرب از مصب آب دجله گرفته تا أبله را احاطه می‌کند، به‌عنوان دریای فارس تعبیر می‌شده و از آن جمله است آنچه را که ما امروز از آن به خلیج‌فارس و دریای عرب و خلیج عدن و دریای سرخ و خلیج عقبه تعبیر می‌کنیم.
درمتون قدیمی ازجمله کتاب حدود العالم به عنوان قدیمی‌ترین اثر جغرافیایی به زبان فارسی که در حدود هزار سال پیش تألیف شده، آمده است: «خلیج پارس از حد پارس بر گیرد، با پهنای اندک تا به حدود سند»، علاوه بر این همچنین بسیاری از مورخان، محققان و سیاحان اروپایی و غربی از جمله: فلاویوس آریانوس، بطلمیوس، هرودت، استرابون و … در آثار و نوشته‌های خود از دریای پارس یا خلیج فارس به عنوان «سینوس پرسیکوس» و «ماره پرسیکوم» یاد کرده‌اند.
در دوره‌های اسلامی نیز همه مورخان و جغرافیدانان مسلمان ازجمله ابن فقیه در کتاب البلدان، اصطخری در کتاب المسالک الممالک، ابن رسته در کتاب الاعلاق النفیسة، ابوریحان بیرونی در کتاب التفهیم، ابن بطوطه در کتاب مشهور رحله و … نام این دریا را «بحر فارس»، «خلیج الفارسی» یا «دریای فارس» ذکر کرده‌اند و در بعضی منابع دریای عرب را بحر محیط عجم گفته‌اند. در کتاب اسناد نام خلیج فارس، میراثی کهن و جاودان، فهرست ۳۰۰ کتاب تاریخی، جغرافیایی، تفسیر قرانی و حدیث که همگی مربوط به مسلمانان یا به زبان عربی تدوین شده‌اند و همچنین اسناد ۳۰ قرارداد عربی آورده شده که در آن‌ها به نوعی به نام بحر فارس و خلیج فارس اشاره شده است.
نام دیرین «دریای پارس» یا «خلیج فارس» در برخی از کشورها به این صورت آمده است: در کشورهای انگلیسی زبان Persian Gulf در آلمان Persischer Golf در فرانسه Persique Golf در ایتالیا Golfe Persico در روسیه Persidsk Zalir و در کشورهای عربی به نام «خلیج الفارسی» یاد می‌شود.

## در زبان عرب

### پیشینه

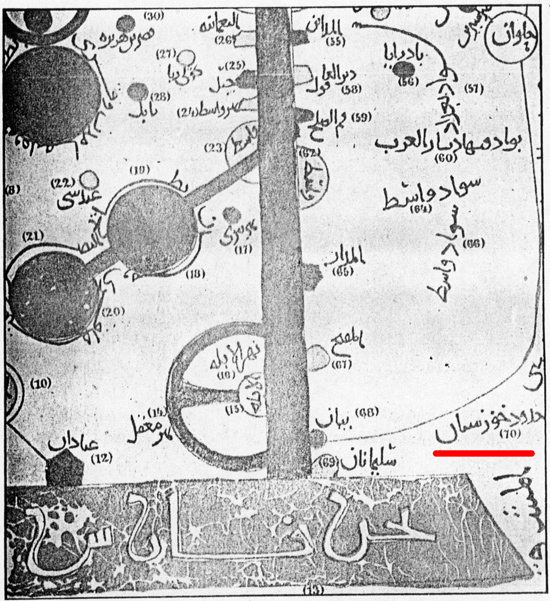
خلیج فارس با نام بحر فارس مشخص شده است. این سند جغرافیایی متعلق به سده نهم میلادی است و در کتاب الاقالیم توسط نقشه‌کش و جغرافی‌دان ایرانی استخری درج شده است.
Regional map showing the word Bahr Fars, ("Persian sea") in Arabic, from the 9th century text Al-aqalim by the Persian geographer Istakhri

آثار عرب زبان بهترین و غنی‌ترین منابعی هستند که برای شناسایی و توجیه حقانیت نام‌گذاری این دریا می‌تواند مورد استفاده قرار گیرد. و به گواهی و روایت مستند نام خلیج فارس و کتاب‌های متعدد در تمام منابع عربی تا قبل از سال ۱۹۵۸ خلیج فارس با نام بحر فارس یا خلیج فارس ثبت شده است یعنی حتی یک مورد سند یا نقشه و مکتوب وجود ندارد که قبل از این سال به زبان عربی از نام جعلی استفاده کرده باشد. در منابع عربی (اسفار- کتب تاریخی - تفاسیر قرانی و حدیث و … از دریای فارس و چگونگی آن بیش از آثار فرهنگی موجود در هر زبان دیگری گفتگو شده است. در آثار ابن بطوطه، حمدالله مستوفی، یاقوت حموی، حمزه اصفهانی، ناصرخسرو قبادیانی، ابوریحان بیرونی، ابن بلخی و دیگرانی که بیشتر آنان کتاب‌های خود را به زبان عربی نیز نوشته‌اند، و همچنین در آثار نویسندگان جدید عرب از نام «خلیج فارس» بدون کم‌وکاست یاد شده است.

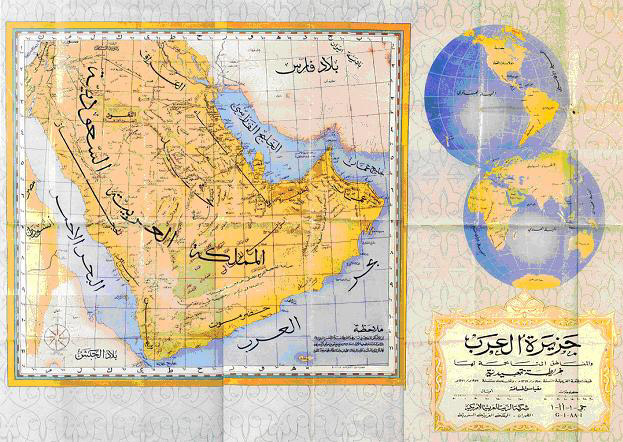
نقشه متعلق به شرکت ملی نفت عربستان در سال ۱۹۵۲ و استفاده از نام خلیج فارس.

#### تفاوت بحر فارس و خلیج فارس
بحر فارس نامی است که عرب‌ها در قرون اولیه اسلام و تا سده ششم به جای دریای عرب و خلیج فارس بکار می‌بردند و این مفهوم شامل خلیج فارس و خلیج عمان و دریای عرب نیز می‌شد ولی در سده‌های اخیر تنها به پهنه آبی که شامل تنگه هرمز تا دهانه اروند رود می‌شود و به جای بحر فارس خلیج فارس می‌گفتند به‌طور نمونه ابن حوقل، ابن فقیه و استخری و ابوبکر احمدبن اسحاق بن ابراهیم المهذانی، مورخ معروف عرب که به ابن الفیقه مشهور است. بحر فارس را برای تمام آن پهنه آبی از سند تا عبادان (آبادان) بکار برده‌اند ابن فقیه در کتاب جغرافیای خود موسوم به مختصر کتاب البلدان که در سال‌های آخر سده سوم هجری قمری تألیف کرده، می‌نویسد:
دریای فارس و هند پیوسته‌اند از نظر پیوستگی به دیگری هر دو یک دریا هستند.

### امروزه در کشورهای عربی
اولین رهبر عربی که نام خلیج عربی را بکار برد عبدالکریم قاسم بود بعد از کودتای ۱۳۳۷ شمسی. این اقدام او که فردی ضد ایرانی بود مورد اعتراض ایران واقع شد اما بعد در کویت و مصر نیز این واژه جعلی رایج شدو
امروزه کشورهای عربی حاشیه خلیج فارس این دریا را خلیج عربی و در شمال آفریقا بیشتر از واژه خلیج استفاده می‌کنند. اما هنوز هم بعضی مورخان معاصر عرب همانند مورخان قدیم، خلیج فارس را به‌کاربرده‌اند.
ایرانیان بر این باور هستند که تغییر نام خلیج فارس با انگیزه سیاسی و از روی تعصب قومی بکار می‌رود و اقدامی خلاف حقوق بین‌الملل و کنوانسیون‌های فرهنگی است و همچنان نام تاریخی خلیج فارس باید استفاده شود.
∗

## اطلس‌های خلیج فارس

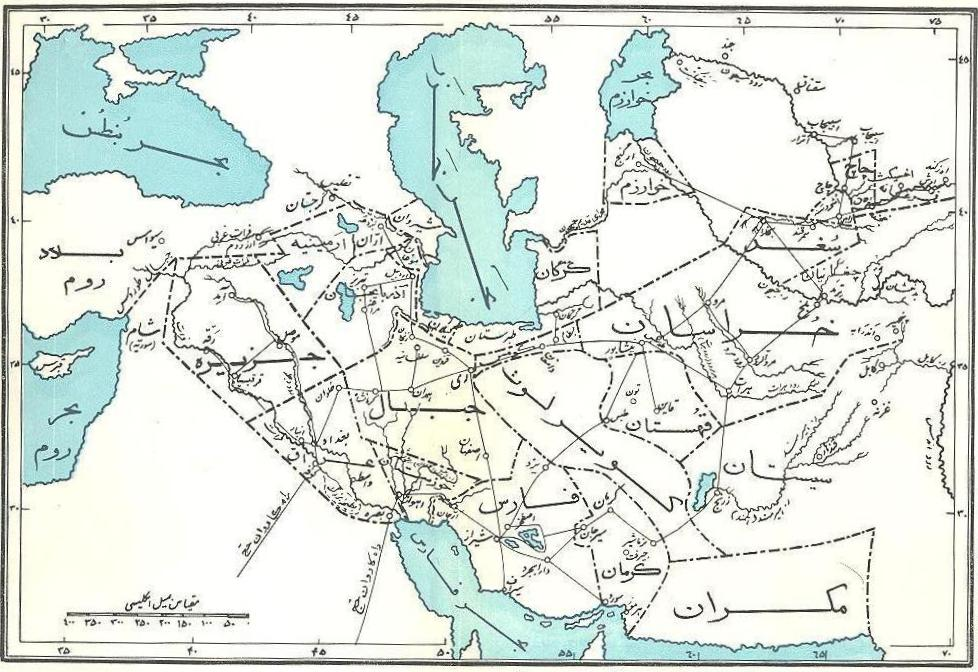
مکران و خلیج فارس در نقشه ایران در عصر خلفای عباسی برگرفته از کتاب جغرافیای تاریخی سرزمین‌های خلافت شرقی
تاکنون چندین اطلس در بر دارنده نام و نقشه‌های خلیج فارس منتشر شده و مشخص می‌کند که نام خلیج فارس در همه نقشه‌های کهن بکار رفته در کتاب:اسناد نام خلیج فارس، میراثی کهن و جاودان، جزئیات کامل این اطلس‌ها در گفتار ۱۱ صص ۹۸–۱۲۲ "مبحث اطلسها"
نقد و بررسی شده است چند نمونه از آن‌ها عبارتنداز:
- اطلس تصویری تونس ۲۵۳ نقشه چاپ مؤسسه جهانی عرب پاریس و دانشگاه تونس ۲۰۰۱
Atlas of The Arabian Peninsula in Old European Maps (253 maps) by Khaled Al Ankary, Institute du Monde Arabe,Paris and Tunisia University,2001
به‌طور تقریبی تمام نقشه‌ها نام خلیج فارس و معادل‌های آن را دارند اولین نقشه این اطلس، تصویری از یک نقشهٔ طراحی شده بر روی چوب است که توسط فرانشیکو ایتالیایی به سال ۱۴۸۰م. ترسیم شده است. مشابه نقشه ی‌های منسوب به بطلیموس است که خلیج فارس شکل مستطیل است. آخرین نقشهٔ اطلس ذکرشده (تونس) نقشهٔ شماره ۲۵۳ ویک نقشهٔ رسمی دولت عثمانی متعلق به سال۱۸۹۵ م. است که در آن خلیج فارس را با نام بحر فارس ثبت کرده و کورفزی بصره(Bay) را که یکی از خلیج‌های داخل خلیج فارس است بیٍ بصره نیز آورده است نقشه دیگر نقشهٔ رسمی دولتی دوره عثمانی ۱۱۴۱ق- ۱۷۲۹ م. است که خلیج فارس را بحر فارس و دریای عرب را بحر محیطعجم ثبت کرده است. این نقشه بی‌نظیر تاریخی که از سوی دولت دشمن شماره یک امپراتوری صفویه است مناطق شیعه‌نشین عراق و بحرین و شمال عربستان را جزو ممالک ایران دانسته است. اینجا:
در میان نقشه‌های اطلس ذکرشده ۱۰ نقشه علاوه بر ثبت نام خلیج فارس در محل خودش (پرشن گلف)، دریای عرب و بحر عمان کنونی را نیز دریای فارس یا پرشن سی ثبت کرده است ازجمله می‌توان نقشه‌های صفحات ۲۲۶-۱۴۱-۳۲۳-۳۲۲-۳۳۱-۳۴۵-۳۴۷-۳۶۳-۳۵۵ و نقشه شکل اسبی بسیار هنری بوتینگ Bunting H.S.Q34/24CM Hanover,1620 دریای فارس (بجای دریای عرب) و خلیج فارس را نام برد.
- اطلس" نقشه‌های تاریخی خلیج"چاپ ۱۹۹۶ شارجه
این اطلس در دو جلد چاپ شده که به‌طورکل حدود ۵۰۰ نقشه با نام خلیج فارس دارند. این اطلس" نقشه‌های تاریخی سال‌های ۱۴۹۳–۱۹۳۱م. خلیج فارس را که دارای ۲۷۶ نقشه از منابع اروپایی است در بر می‌گیرد و توسط "سلطان بن محمد القاسمی یکی از مقامات امارات متحده عربی" ابتدا در سال ۱۹۹۶م. به سفارش وی در لندن چاپ و توسط "منشورات مدینه شارقه للخدمات" منتشر شده است در این اطلس نیز مانند اطلس تونس ۹۸٪ نقشه‌ها نام درست خلیج فارس وجود دارد.
اطلاعات موجود در نقشه‌های جهان‌نما تا ۱۷۰۰ همچنان فراتر از ۷ دریا و ۷ آب‌وهوای نرفته و به سبک قدیم و سبک جغرافیانویسان مسلمان، چین در شرق، اروس در شمال، فرانکه در اروپا و افریقیه در جنوب لبه‌های پایانی دنیا و دریای محیط بدور دنیا و کوه قاف حلقه پایانی دنیای سینی شکل است. حدود سال ۱۷۵۳م. نیکلاس دی فر (۱۶۹۴–۱۷۵۴م) اولین بار نقشه جهان را به‌طور تقریبی به شکل امروزی ترسیم کرده است.
- اطلس عراق در نقشه‌های قدیمی
در این اطلس که تألیف "احمد سوسه" پدر کارتوگرافی در عراق است، بر اساس منابع یونانی و اسلامی ۳۹ نقشه به زبان عربی و به طریقه سیاه و سفید ترسیم شده است که نام خلیج فارس در همه این نقشه‌ها ازجمله در نقشهٔ دوره آشوریان به شماره ۶، نقشهٔ هیکاتوس (متوفی ۴۷۵ ق. م) به شماره ۷ که به امپراتوری فارس و مصر سفر نموده است، نقشهٔ ایراتوستین یونانی به شماره ۹، نقشهٔ بطلیموس به شماره ۱۰، در واژهٔ خلیج فارس (سینوس پرسی) به کار رفته و اما در نقشهٔ فتوحات سده اول هجری به شماره ۱۱، نقشهٔ (بلخی ۹۳۴م) به شماره ۱۲، نقشهٔ دیار عرب اسطخری (۹۵۱ م) به شماره ۱۶ و نقشهٔ عراق از اسطخری به شماره ۱۸، نقشهٔ جهان‌نمای ابن حوقل(۹۷۷م) به شماره ۱۹، نقشهٔ عراق از ابن حوقل به شماره ۲۲، نقشه جهان از جیهانی(۹۷۷م) به شماره ۲۶، نقشه جهان‌نمای ادریسی(۱۰۹۹–۱۱۶۴ م) به شماره ۲۹، نقشه جهان‌نمای قزوینی (۱۲۰۳–۱۲۸۳م) به شماره ۳۱، نقشه ابن الوردی ۱۳۴۸م. به شماره ۳۶ نقشه شماره ۳۸ از جغرافیانویس مجهول و نقشه شماره ۳۹ به نام مواضیع التاریخیه کلمهٔ بحر فارس (دریای فارس) بکار رفته است.
- اطلس ذکرشده توسط مؤسسه کارتوگرافی سحاب دو بار باز چاپ شده است.
- دولت کویت درسال ۱۹۹۲ م. کتابی را مشتمل بر هشتاد نقشه و سند تاریخی تحت عنوان " الکویت فی الخرائط العالم" (کویت در نقشه‌های جهان) به چاپ رسانیده است که در همهٔ این نقشه‌ها و اسناد تاریخی که از اطلس‌های مختلف گرد آوری شده است، نام خلیج فارس وجود دارد.
- اطلس "الکویت قراءه فی الخرایط التاریخیه" در سال ۱۹۹۴ م. در کویت به همت عبدالله یوسف الغنیم به چاپ رسیده که حاوی حدود ۲۰۰ نقشه با نام خلیج فارس است.
۶ - اطلس" ریشه‌های کویت" بنام (اصول الکویت المنشور العام) که در سال ۱۹۹۱ در هلند به چاپ رسیده است، پانزده نقشهٔ تاریخی وجود دارد که در همهٔ آن‌ها نام خلیج فارس ثبت شده است.
- بنیاد ایران‌شناسی نیز کتاب «وصف خلیج فارس در نقشه‌های تاریخی، با ۴۰ نقشه اسلامی و ۱۲۰ نقشه اروپایی را منتشر کرده است.
- "اطالس التاریخی للعالم الاسلامی فی العصور الوسطی" عبد المنعم ماجد، علی البنا، (دارالفکر العربی ۱۹۸۶م، مکتبه القاهره الکبری، رمز ۲۵۴۰۰)دارای حدود شانزده نقشه ازجمله نقشه‌های شماره ۲٬۳٬۷٬۸٬۹٬۱۰٬۱۶ مربوط به خلیج فارس با همین نام است. درچاپ جدید این اطلس عبارت خلیج فارس در تمام نقشه‌ها به خلیج عربی تخریب شده است.
- در کتاب "مصور الجغرافی لاقالیم الارض الطبیعیه و السیاسیه" ۹۰ نود نقشه از منابع عربی وجود دارد که دردوازده نقشهٔ مربوط به منطقهٔ خلیج فارس، نام تاریخی بحر فارس و خلیج فارس وجود دارد. این کتاب تألیف "الشیخ محمد فخرالدین" مدرس دارالعلوم است که انتشارات مکتبه الهلال بشارع الفجاله مصر، چاپ یازدهم آن را در سال ۱۹۲۵ انجام داده است.
نقشه توسط جیمز رنل

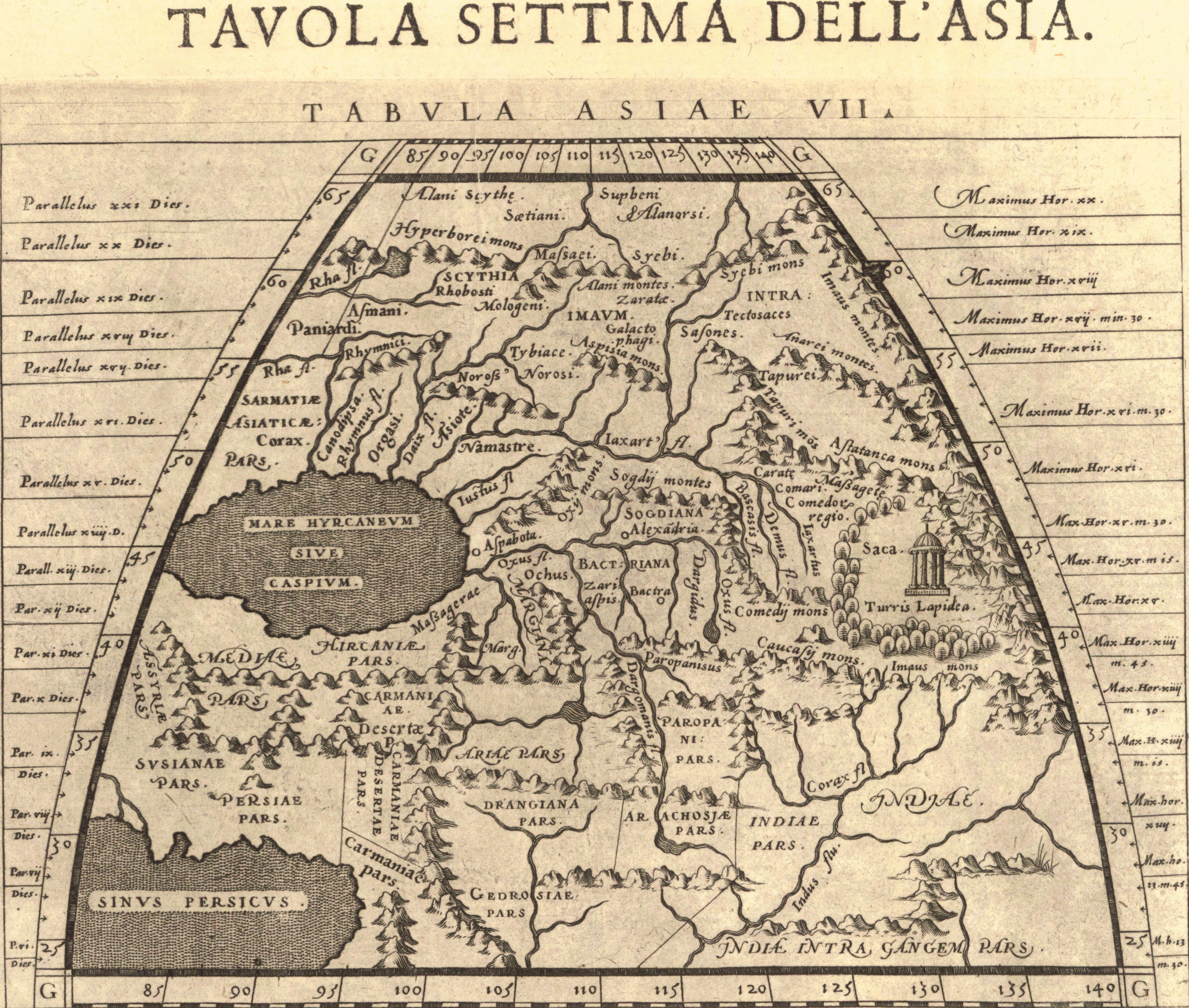
خلیج فارس درنقشه توماس پورکاچی (۱۶۲۰ میلادی)

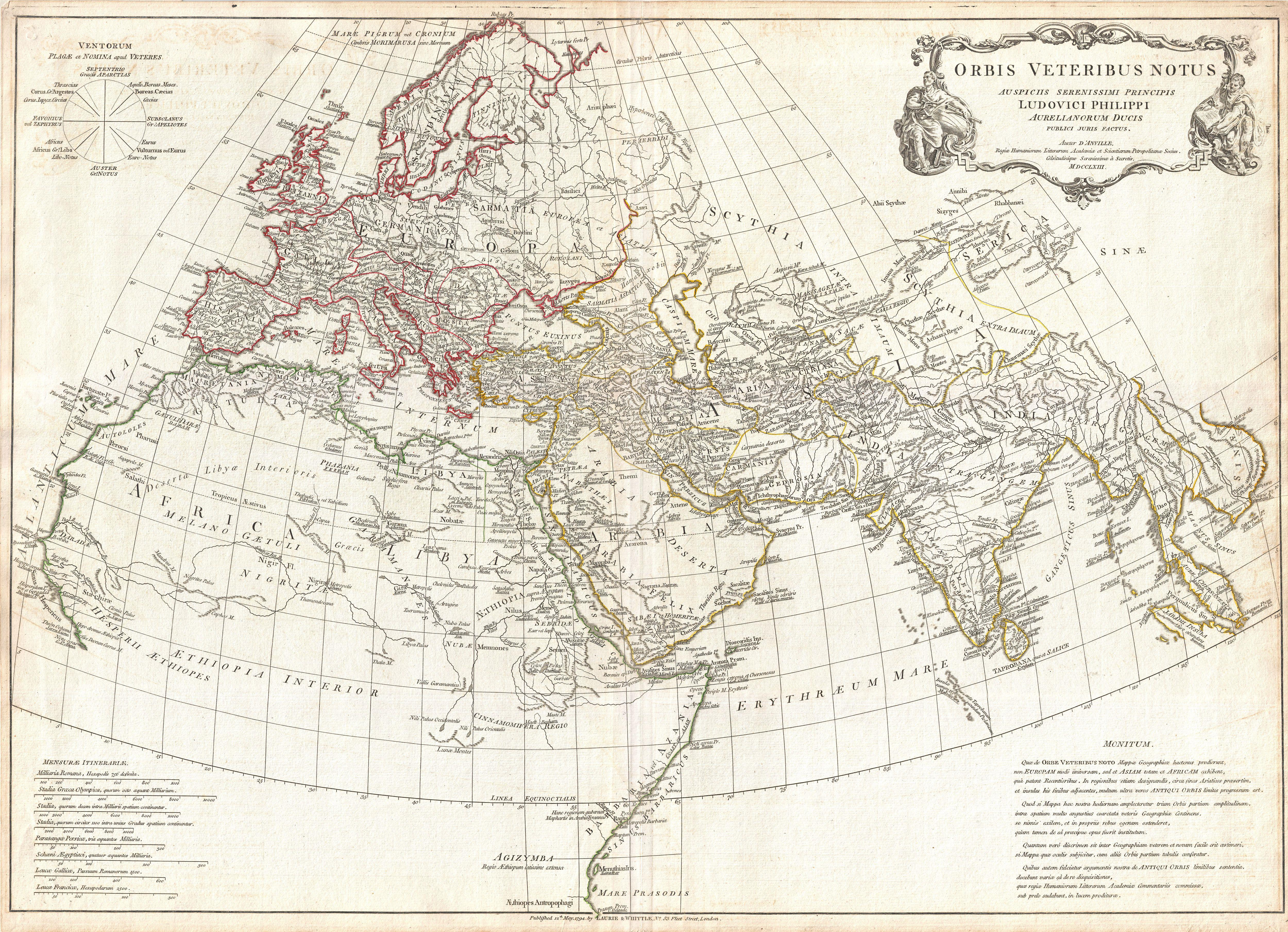
۱۷۹۴ میر اریترا - سینوس پرسی -جهان قدیم

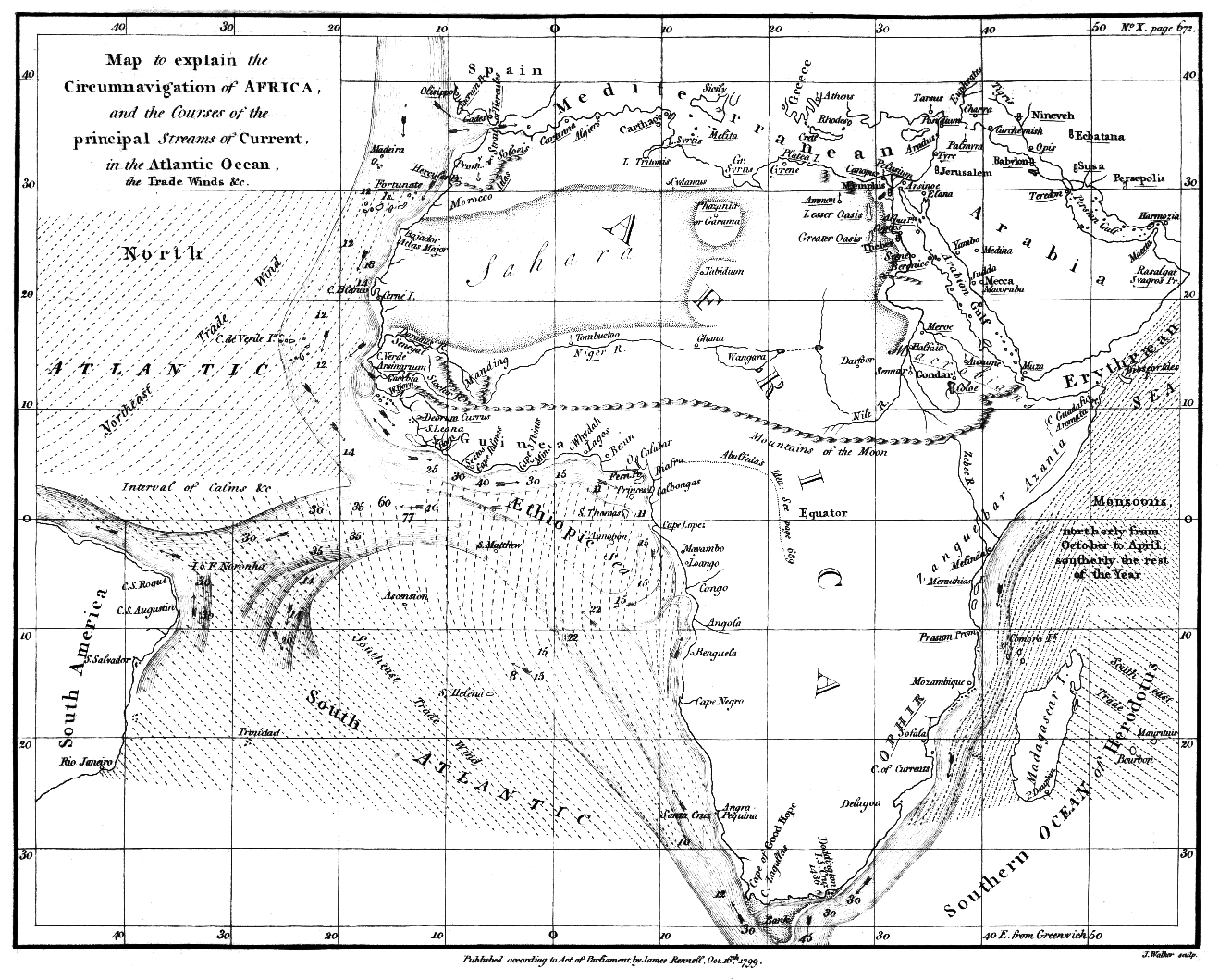

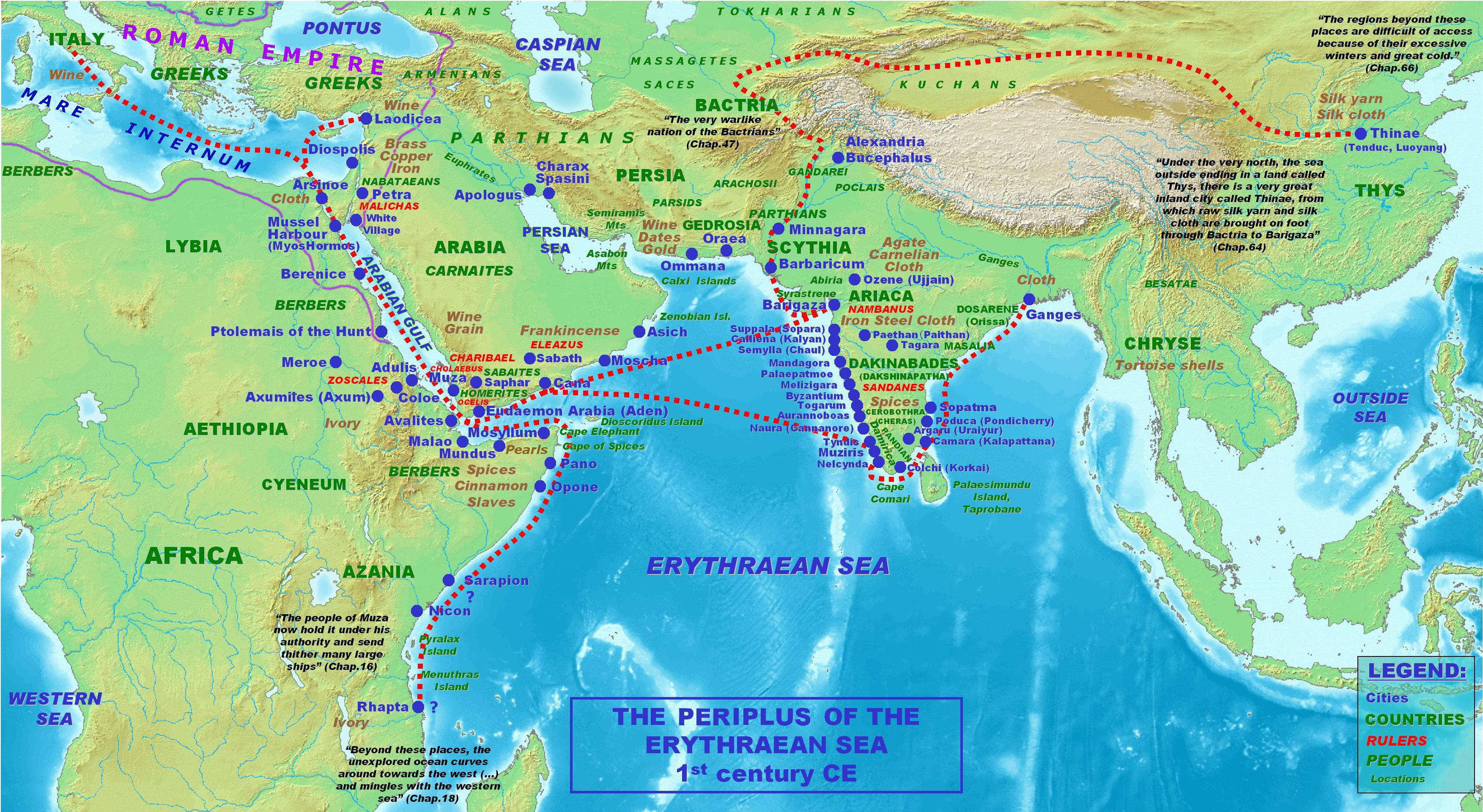
نام ذکرشده "دریای اریترا" و "Persian Sea (یا همان دریای پارس)"

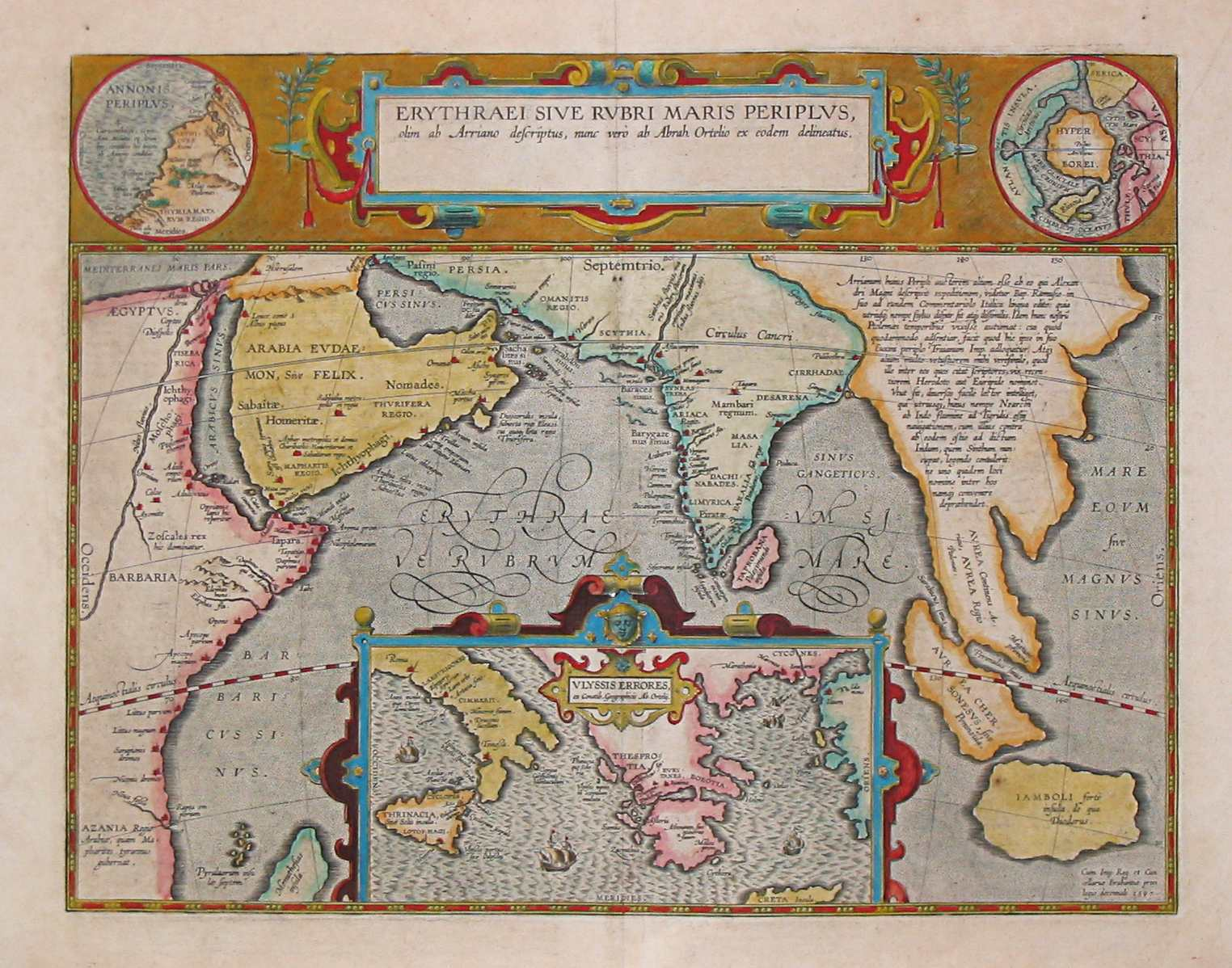
۱۶۰۰سینوس پرسی

- در کتابخانه‌ها و موزه‌های سایر مناطق جهان اطلس‌ها و اسناد و مدارک معتبری در تأیید اصالت و کهن بودن نام خلیج فارس وجود دارد.
- در کتابخانه‌ها و آرشیوهای ملی کشورها نقشه‌های بسیار زیبا و هنری از خلیج فارس نگهداری می‌شود
- در کتابخانه کنگره آمریکا و کتابخانه آرگوسی نیویورک بیشتر از ۲۰۰ نقشه تاریخی در بریتانیا- روسیه و هند و در بسیاری از کشورهایی اروپایی نیز نقشه‌هایی با ارزش تاریخی و موزه‌ای و وجود دارد که خلیج فارس با نام اصلی در آن‌ها ثبت شده است.
- در کتابخانه ملی بریتانیا (لندن)، کتابخانه و اسناد وزارت امور هند (لندن)، مرکز اسناد عمومی لندن و کتابخانه دانشکده مطالعات خاورشناسی لندن بیشتر از ۳۰۰ نقشه در بر دارنده نام خلیج فارس وجود دارد در *بسیاری از موزه‌ها، کتابخانه‌ها و حتی هتل‌ها یا آرشیوهای خصوصی چه در کشورهای عربی مانند مصر و چه کشورهای غیر عربی صدها نقشه تاریخی با نام خلیج فارس وجود دارد.

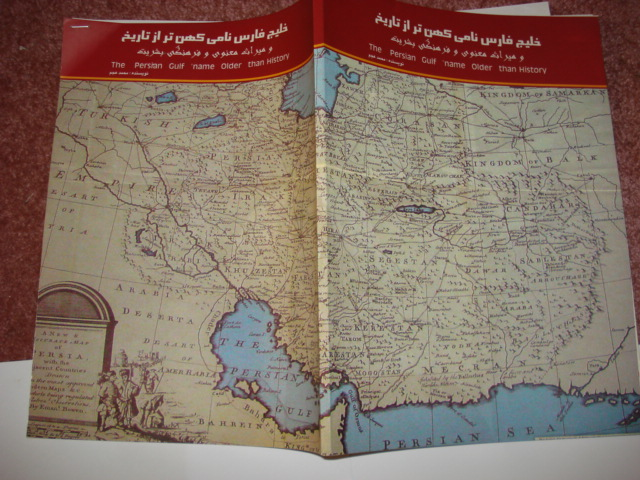
نام ذکرشده: Persian Sea یا دریای پارس

نقشه‌هایی مانند: نقشه‌های کهن از عهد بطلمیوس تا نقشه‌های چند سده اخیر مانند نقشه ساموئل دان -نقشه ایران در دوره افشاریه ۱۷۴۷توسط امانوئل بوئن و نقشه جهان ....
- نقشهٔ موجود در موزه متحف مصری قاهره که بر اساس یک لوحه سنگی عظیم قبل از میلاد ترسیم شده است و از سال ۱۹۰۳ در کنار این لوح نصب است و به نام خلیج فارس مزین می‌باشد که بعضی از این نقشه‌ها از سوی یونسکو به عنوان میراث بشریت به‌رسمیت شناخته شده و به‌طور نمونه می‌توان به نقشهٔ موجود در کتابی تحت عنوان نوادر المخطوطات(RARE MANUSCRIPTS) که از سوی یونسکو در سال ۱۹۹۵ بر اساس اسناد کتابخانه اسکندریه مصر به عنوان میراث جهانی چاپ شده است اشاره کرد.

نقشه ایران در دوره افشاریه ۱۷۴۷ توسط امانوئل بوئن ،جغرافی‌دان

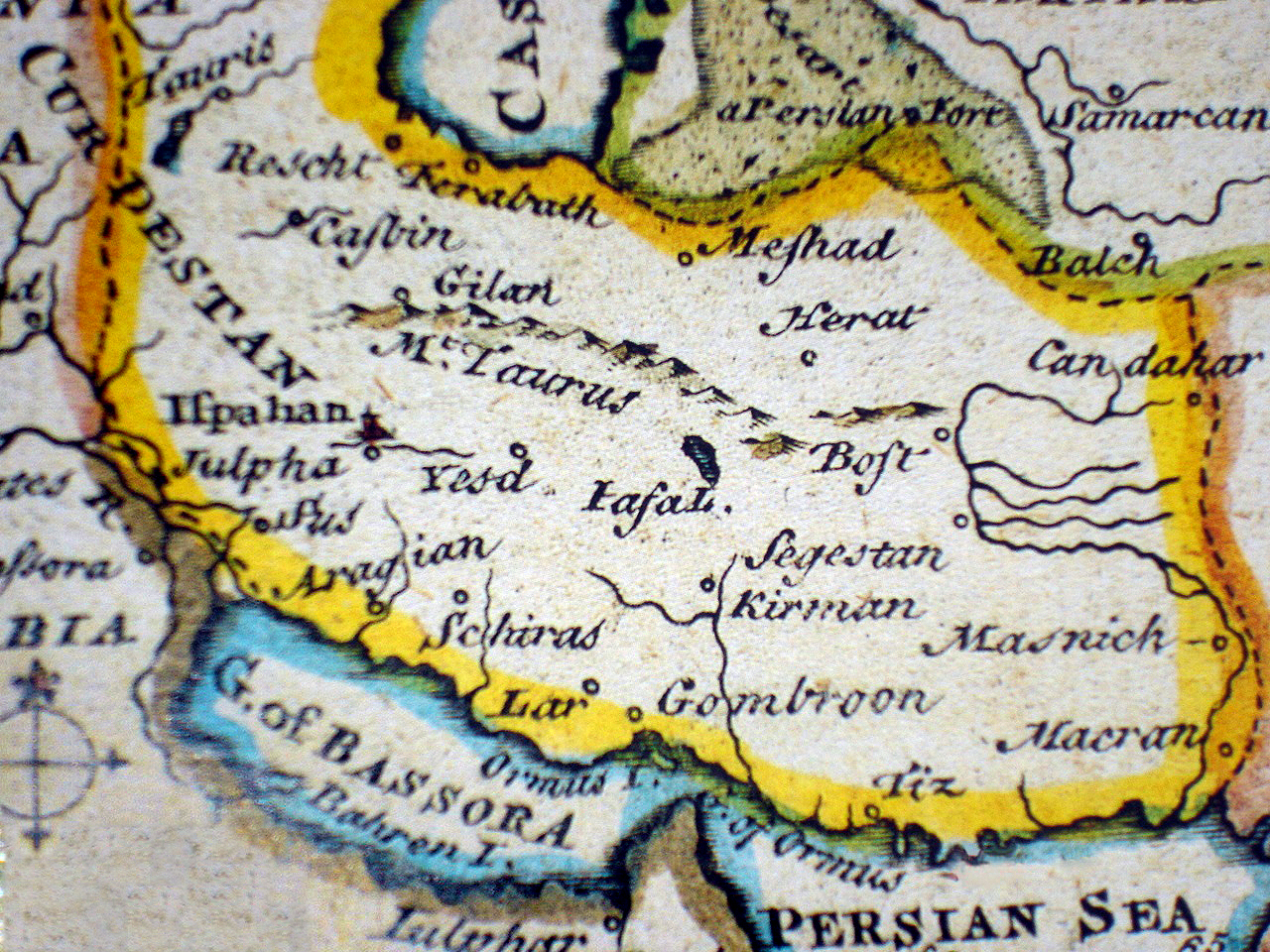
نام ذکرشده: دریای پارس (Persian Sea)

- مؤسسه دریای شرق با کمک دولت کره جنوبی نیز در سال ۲۰۰۲ کتابی بنام:

East Sea in World Maps این کتاب ۴۰ نقشهٔ تاریخی را از سال ۱۷۱۵ تا سال ۱۸۰۰ در جهت اثبات نام دریای شرق به چاپ رسانده است که در تمامی نقشه هائی که جنوب ایران را دربر گرفته‌اند (۳۱ نقشه) نام خلیج فارس ثبت گردیده است. در این کتاب همچنین فهرست مشخصات ۹۰ نقشه کتابخانه لندن از سال ۱۵۹۵ م. تا ۱۸۹۴م؛ و فهرست ۶۱ نقشه موجود در دانشگاه کمبریج لندن متعلق به سال‌های ۱۵۷۰ تا ۱۸۲۴ م. راجع به آسیا را به چاپ رسانده در این نقشه‌ها نیز همچنان خلیج فارس با نام تاریخی و درست خود ثبت شده است.
- در آلمان یک اطلس تاریخی حاوی تصاویر نقشه‌های موجود در موزه‌ها و آرشیوهای خصوصی آلمان سال ۲۰۰۲ چاپ شده که ۹ مورد نقشه‌های جهان نام خلیج فارس را دربردارد.

- حدود ۳۰ اطلس تاریخی مربوط به سده گذشته خلیج فارس را با همین نام ثبت کرده‌اند.

از جمله: اطلس توماس هربرت ۱۶۲۸ م. اطلس پاریس دانشگاه لوساج ۱۸۶۳م. اطلس آلمان ۱۸۶۱م. اطلس پاریس انویلی ۱۷۶۰م. اطلس جغرافیای مدرن ۱۸۹۰م. پاریس که توسط" F.SCHRADER and F.PRUDENT " طراحی شده دارای ۱۰ نقشه با ذکر نام خلیج فارس است. این اطلس در مرکز اسناد ملی مصر (دارالوثائق قومی) نگهداری می‌شود و در نقشه شماره ۴۰ جزایر سه‌گانه با رنگ و متعلق به ایران ترسیم شده است.
- اطلس لندن ۱۸۷۳م. اطلس ارنست امبروسیوس ۱۹۲۲، اطلس بیلفیلد ۱۸۹۹ اطلس هارمسورث سده ۱۹ لندن؛ و …
- دانش‌نامه‌های بزرگ جهان مانند RAISONNE DE SCIENCE KOSJDK NHDVI HGLUHVT (چاپ ۱۷۵۱م. فرانسه)، دانش‌نامه بریتانیکا، دانش‌نامه لاروسکا، امریکانا و…. و .. تمام دانش‌نامه‌ها ی مشهور از قدیم تاکنون خلیج فارس را با همین واژه ثبت نموده‌اند. توضیح چند نقشه از اطلس تونس:جرارد ون شاگن نقشه‌نگار هلندی در سال ۱۶۸۹ (میلادی) در آمستردام نقشه‌ای از جهان ترسیم کرد.این نقشه به سبک کنده‌کاری با فلز مس و رنگ‌کاری دستی تزئین شده است. نقشه مس‌آرایی شده، نقشه‌ای کمیاب است و فقط یک رونوشت از آن در دانشگاه آمستردام می‌باشد و نسخه‌ای مشابه در کتابخانه‌های آمریکا ندارد.[۸۱]

نکته قابل توجه نام خلیج فارس است که به زبان لاتین قدیمی: Sinus Persicus امروزه:Sinus Persici در نقشه آورده شده است. ابعاد اصلی نقشه ۴۸٫۳ در ۵۶ سانتی‌متر می‌باشد.

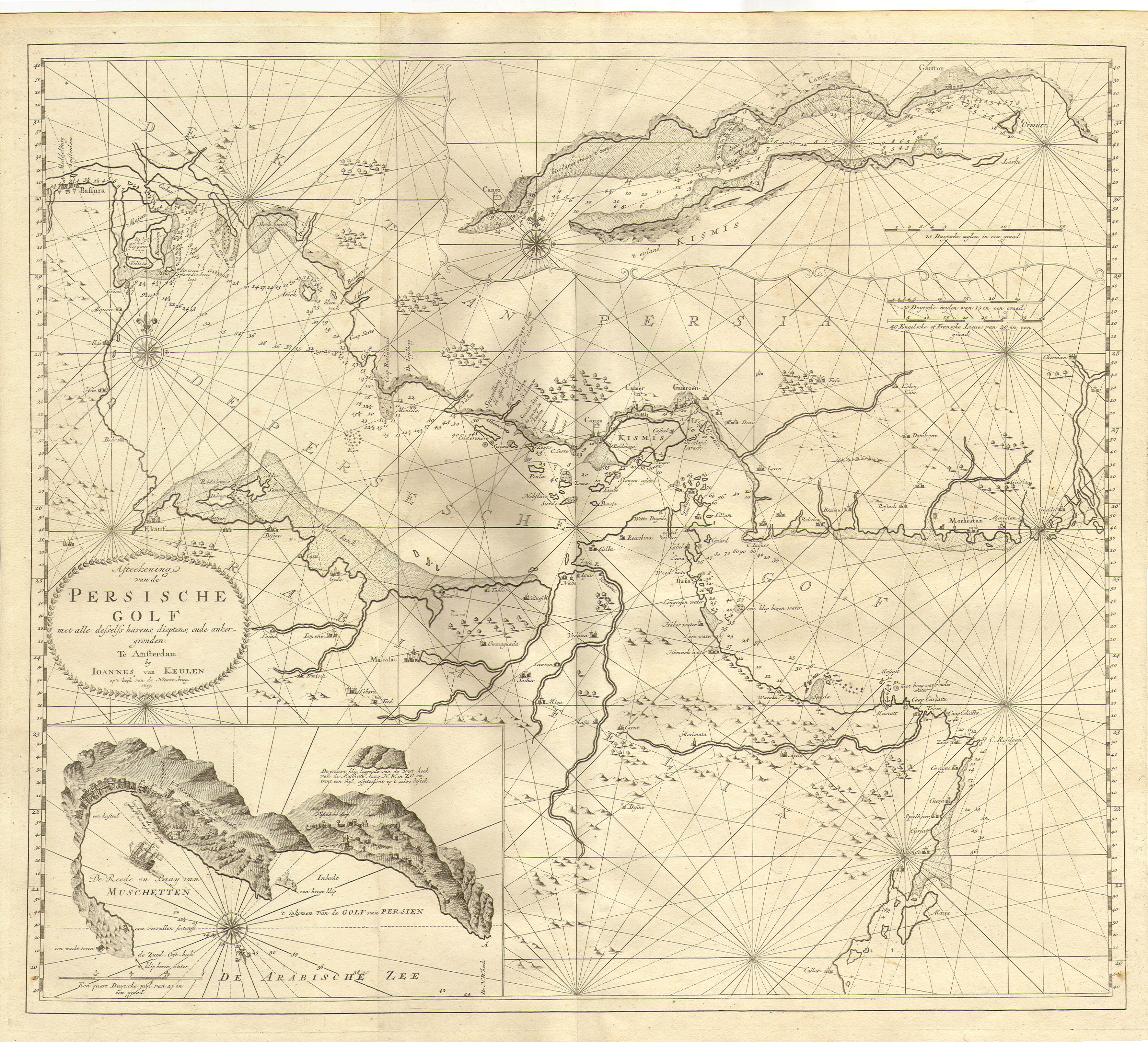
نقشه خلیج فارس، سال ۱۷۵۳ میلادی

در سال ۱۷۵۳ میلادی در آمستردام هلند نقشه‌ای منتشر گردید که به‌طور انحصاری مربوط به خلیج فارس بود. در این نقشه از خلیج فارس با نام Persische Golf یاد شده است؛ و بیشتر جزایر خلیج فارس مشخص شده و نقشه‌های آن‌ها درج شده است.
نقشه ذکرشده در اطلس تونس وجود دارد.
در سال ۱۵۰۲ میلادی نقشه‌ای ترسیم شد که از شرق تا غرب همه مستعمرات پرتغال در آن درج شده بود. در نقشه ۱۵۰۲ کانتینو نام خلیج فارس و دریای سرخ موجود است.
|                                                       |  |  |
| نقشه جهان‌نمای کانتینو. نام خلیج فارس در نقشه کانتینو. |  |  |

اناکسیماندر (۶۱۰–۵۴۶ ق. م)، (به انگلیسی: Anaximander)، جغرافیدان یونانی در نقشه جهان خود از خلیج فارس نام برده است. این اثر در کتاب Kleinere schriften، اثر (Joachim Lelewel (1836 آورده شده است.
هکاتئوس (۵۵۰–۴۷۶ ق. م)، (به انگلیسی: Hecataeus)، از سرشناس‌ترین جغرافیدانان یونانی آن زمان نقشه‌ای از جهان ترسیم کرده است که آب‌های اقیانوس پیرامون خشکی‌ها را گرفته‌اند و در این نقشه نام خلیج فارس دیده می‌شود.
کلودیوس پتوله یا بطلمیوس (۹۰–۱۶۸ میلادی)، (به انگلیسی: Claudius Ptolemy)، منجم و جغرافیدان مشهور اسکندریه، نخستین کسی است که اطلسی شامل ۳۶ نقشه از نقاط مختلف جهان تهیه می‌کند که در آن آب‌های جنوب ایران را سینوس پرسیکوس که به معنی خلیج فارس است، نامیده است.
در نقشه والدسیمولر که توسط نقشه‌نگار آلمانی با نام مارتین والدسیمولر ترسیم شده است، نام خلیج فارس به وضوح مشخص شده است. این نقشه در آوریل ۱۵۰۷ میلادی منتشر شده است.
|                                                             |  |  |
| نقشه والدسیمولر (سمت چپ) نام خلیج فارس آشکار است (سمت راست) |  |  |

نقشه پیترو کوپو، نقشه‌ای است که در آن نام خلیج فارس به وضوح نوشته شده است. این نقشه در سال ۱۵۲۰ میلادی ترسیم شده است.
در خلال سال‌های ۱۷۰۰ تا ۱۷۲۰ میلادی، نقشه‌کش آلمانی به نام جووان باپتسیت هومان، نقشه‌ای از ایران و کشورهای اطرافش ترسیم کرد. در این نقشه نام خلیج فارس بطورکامل مشخص است.

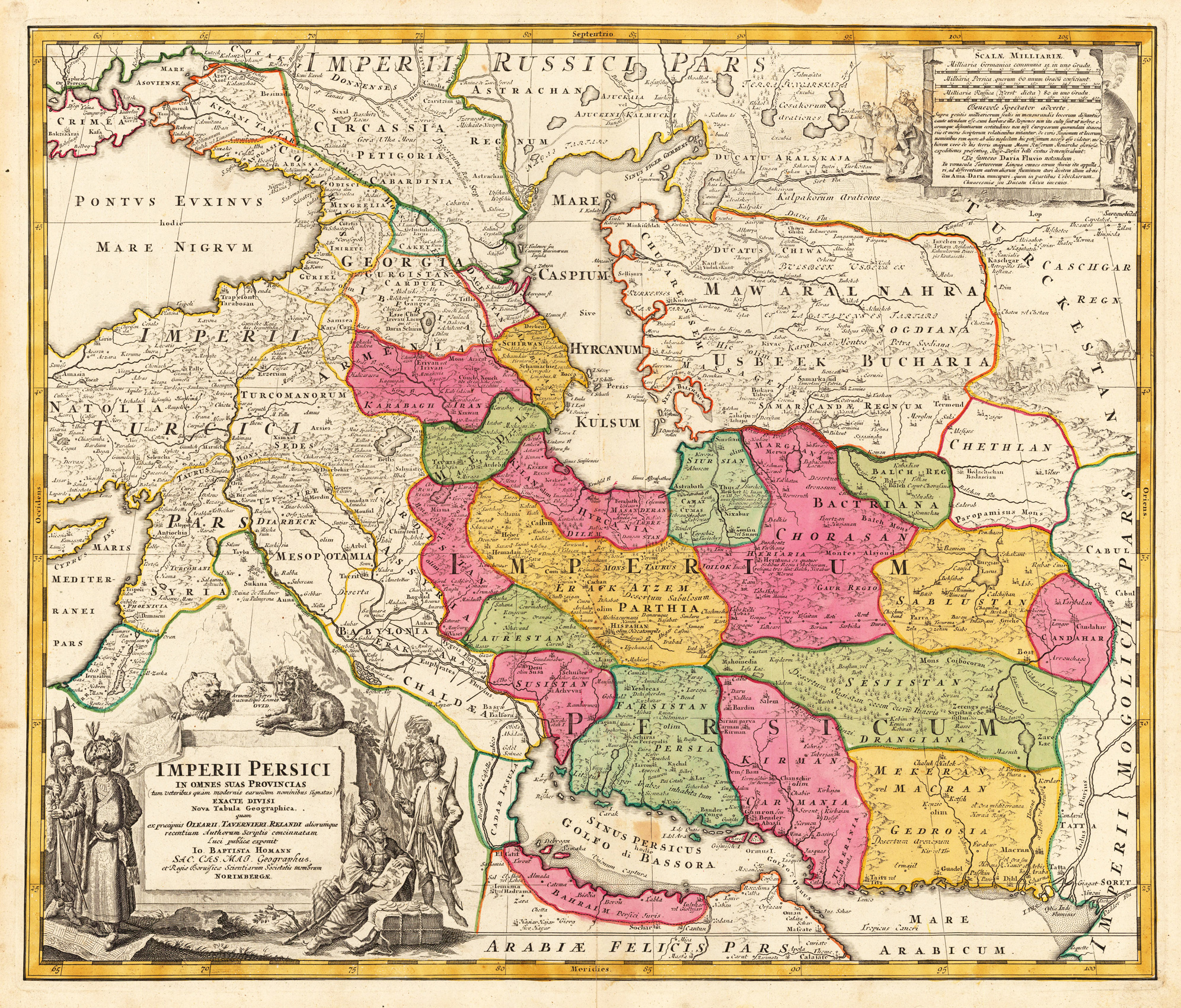
نقشه امپراتوری ایران که بین سال‌های ۱۷۰۰ تا ۱۷۲۰ میلادی ترسیم شده است.

|                                                                       |  |  |
| نقشه ایتالیایی پیترو کوپو (سمت چپ) نام خلیج فارس آشکار است (سمت راست) |  |  |

| |  |  |
| نقشه ۱۶۸۹ (سمت چپ) نام خلیج فارس است به زبان لاتین قدیمی: Sinus Persicus امروزه:Sinus Persici در نقشه آورده شده است. (سمت راست) |  |  |

## پیشینهٔ تحریف نام خلیج فارس
خلیج فارس  و مترادف‌های آن در سایر زبان‌ها، اصیل‌ترین نام و نامی است بر جای مانده از کهن‌ترین منابع، که از سده‌های پیش از میلاد به‌طور مستمر در همه زبان‌ها و ادبیات جهانی استفاده شده است و با پارس - فارس- ایران وعجم- نام‌های ایران - و معادل‌های آن در سایر زبان‌ها گره خورده است.

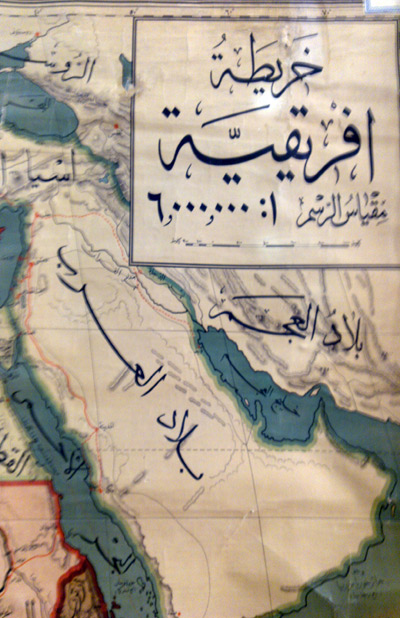
نام ذکرشده: خلیج عجم، نقشه دوره عثمانی مصر

تا پیش از دهه ۶۰ سده بیستم میلادی، تمام کشورهای عربی از عبارت خلیج فارس در مکاتبات رسمی خود استفاده می‌کردند.(تصویر دست نوشتۀ جمال عبدالناصر و ذکر خلیج فارس :  )

### در سده‌های اخیر
تا سده ۱۹ میلادی، به‌طور تقریبی در تمامی اسناد و مکتوب‌های عربی، این آبراهه در فارسی با نام خلیج فارس یا دریای فارس، در عربی با نام‌های (به عربی: الخلیج الفارسی) یا (به عربی: بحرالفارسي) یا (به عربی: بحرالعجم)، در زبان‌های اروپایی با نام‌هایی مانند Persian Gulf, Sinus Persicus, Persische Golf، و Golfo di Persia نامیده می‌شده است. در بازه زمانی کوتاهی در سده ۱۷ میلادی، در بعضی اسناد بریتانیایی و ترکی از این آبراهه با عنوان خلیج بصره نام برده شده بود که حکایت از اهمیت بصره در تجارت آن دوران داشته است. البته خلیج بصره یکی از ۱۵ خلیج‌های کوچک در خلیج فارس است که در انگلیسی به آن بی می‌گویند Bay of Basra و در فارسی بیشتر به خور ترجمه می‌شود.(کتاب اسناد نام خلیج فارس)
دربارهٔ نام خلیج فارس تا اوایل دههٔ ۱۹۶۰ میلادی هیچ گونه بحث و جدلی در میان نبوده و در تمام منابع اروپایی و آسیایی و آمریکایی و دانش‌نامه‌ها و نقشه‌های جغرافیایی این کشورها نام خلیج فارس در تمام زبان‌ها به همین نام یاد شده است.
صاحب نظران بر این باورند که اصطلاح «خلیج عربی» برای نخستین بار در دوره تحت قیمومت شیخ نشین‌های خلیج فارس توسط کارگزاران انگلیس و به‌طور ویژه از طرف یکی از نمایندگان سیاسی انگلیس مقیم در خلیج فارس به نام رودریک اوون انجام شد که در کتابی به نام حباب‌های طلایی در خلیج عربی در سال ۱۹۵۸ نوشت که «من در تمام کتب و نقشه‌های جغرافیایی نامی غیر از خلیج فارس ندیده بودم ولی در چند سال اقامت در سواحل خلیج فارس (بحرین) متوجه شدم که شهروندان ساحل عرب هستند بنابراین ادب حکم می‌کند که این خلیج را عربی بنامیم»

مجله العربیه در شماره دوم خود ۱۹۵۸ این مطلب را بیان نموده است».
در سال‌های اخیر و به‌ویژه از دههٔ شصت میلادی به این سو، نام جعلی خلیج عرب نیز در برخی منابع تحت پشتیبانی بیشینهٔ دولت‌های عربی و گاه غیر عربی به گونه‌ای فزاینده درحال رقابت با نام خلیج فارس است، جایگزینی نامی قومی به جای یک نام تاریخی امر خشم ایرانیان سراسر جهان را برانگیخته و باعث پدیداری نام «خلیج همیشه فارس» یا «خلیج همیشگی فارس» از سوی ایرانیان گشته است. سازمان‌های جغرافیایی دنیا (غیر عرب) همگی خلیج فارس را تنها نام معتبر می‌دانند در پی استعلام از وزارت امورخارجه بریتانیا دربارهٔ نام این آبراه، ایشان به صراحت نام خلیج فارس را صحیح دانسته‌اند.
تحریف نام «خلیج فارس» سناریویی بود که بعد از ملی شدن صنعت نفت آغاز شد و اولین مدافع نام خلیج عرب «رودریک اوون» بود که در سال ۱۹۵۸ کتابی بنام مستند حباب‌های طلایی در خلیج عربی را نوشت و در مقدمه کتاب از تغییر نام خلیج فارس دفاع کردو جمله معروف را نوشت: هیچ نقشه‌ای ندیدم مگر آنکه نام خلیج فارس را داشت اما چون شهروندان غرب خلیج عرب هستند ادب حکم می‌کند که این دریا را به نام آن‌ها بنامیم. (ادب از نوع انگلیسی) اما اسناد تاریخی آن چنان مستحکم و مستند هستند که ناسیونالیستهای عرب با‌وجود هزینه هنگفت موفق به تغییر این نام نشدند و سازمان ملل و سازمان‌های بین‌المللی نیز بر اصالت تاریخی و حقوقی نام خلیج فارس تأکید دارند.
از روزی که بشر به کار تدوین و نگارش تاریخ مبادرت ورزید برای مکان‌های جغرافیایی نیز نام‌های با مسمایی انتخاب که آبراه جنوبی و جداکننده فلات ایران از شبه جزیره عربستان نیز یکی از این موارد بوده که با نام «دریای پارس» از آن دوران کهن به یادگار مانده است.
«دریای پارس» یا «خلیج فارس» ازجمله نام‌های قدیمی و باستانی است که به‌طور مستمر در زمان‌های مختلف تاریخی در اسناد، قراردادها و مکاتبات، مورد استفاده همه اقوام و ملل دنیا قرارگرفته است.
نخستین بار در روزگار هخامنشیان، این دریا «پارسا درایا» یا «دریای پارس» خوانده شد، طبق کتیبه‌ای که از داریوش پادشاه هخامنشی، در تنگه سوئز به‌دست آمده، از آن به عنوان «درایا هچا پارسا آیتی» یعنی دریایی که از پارس می‌آید یاد شده و این سند به عنوان نخستین مدرک تاریخی موجود است که حقانیت نام خلیج فارس را به وضوح نشان می‌دهد.
به دنبال تحریفات و تطمیع‌ها از سوی نهادهای عربی، چند مؤسسه آمریکایی و اروپایی نیز با سناریویی از قبل طراحی شده جعل نام این دریای تاریخی را به شکل وسیعتری ادامه داده و به‌طوری‌که در سال ۱۳۸۳ خورشیدی مؤسسه آمریکایی نشنال جئوگرافی در اطلس جغرافیایی خود در کنار نام پرآوازه خلیج فارس از واژه «خلیج عربی» نیز استفاده کرد. چند سال بعد از آن یعنی در سال ۱۳۸۵ خورشیدی نیز مسئولان موزه «لوور» در پاریس واژه خلیج را به جای «خلیج فارس» بکار بردند، هر چند که این دو مؤسسه ذکرشده با اعتراض شدید ایرانیان مواجه شده و در مدت کوتاهی با عذرخواهی، تحریفات صورت گرفته را تصحیح کردند، این روند تا به حال نیز ادامه دارد و خلیج فارس، توسط سایت‌های «گوگل» و نیروی دریای ارتش آمریکا مورد تحریف واقع شد گوگل نام خلیج فارس و خلیج عربی برای این محل استفاده کرده است.
دولت انگلیس در سال ۱۲۱۹ خورشیدی، نام دریای بریتانیا را برای خلیج فارس به کار بردند اما این نام پذیرشی نیافت و آن را رها نمودند.
پس از ملی شدن نفت ایران و خلع ید از شرکت‌های انگلیسی و قطع روابط ایران و انگلیس ابتدا نماینده سیاسی انگلیسی مقیم بحرین از سال ۱۳۲۹ (۱۹۵۰ م) عبارت ساحل عربی را برای منطقهٔ جغرافیایی بخش جنوبی خلیج فارس که متعلق به عرب‌های تحت‌الحمایه انگلیس بود مرسوم ساخت و سپس به مرور کلمه خلیج عربی را جایگزین آن ساخت و سپس این نام را به کل خلیج فارس تعمیم داد.
ایرانیان این‌گونه تلاش‌ها را اقدام در جهت تخریب هویت ملی خود می‌دانند و با آن با روش‌های مختلف مقابله می‌کنند.

### در دورۀ معاصر
دونالد ترامپ رئیس‌جمهور آمریکا در سخنرانی خود که در مورخ ۲۱ مهر ۱۳۹۶ و در مورد اعلام سیاست‌هایش در مورد ایران ایراد کرد، از واژه خلیج عربی استفاده کرد که سبب واکنش گسترده‌ای از طرف ایرانیان شد. هرچند سایت کاخ سفید در انتشار متن کامل سخنان وی به جای عنوان خلیج عربی که از سوی ترامپ استفاده شد از «خلیج فارس» استفاده کرد. حسن روحانی در سخنرانی خود در پاسخ به ترامپ وی را به مطالعه جغرافیا فراخواند و وی را یک بیسواد دانست. همچنین کابران ایرانی به صفحه ترامپ در اینستاگرام هجوم برده و در طی دو روز بیش از دو میلیون نظر که به‌طور عمده انتقادی بود ثبت کردند.

## شیوه امروزی کاربرد نام خلیج فارس
تحریف نام خلیج فارس همچنان ادامه دارد به‌طوری‌که امروزه در رسانه‌های گروهی دو یا سه شیوه در مورد کاربرد نام خلیج فارس بکار می‌رود.
1. به‌کارگیری نام خلیج فارس
2. کاربرد نام خلیج عربی
3. کاربرد ناقص (خلیج)

### به‌کارگیری نام خلیج فارس
به‌طور تقریبی همه رسانه‌های گروهی غربی و همه یا بسیاری از سازمان‌های بین‌المللی به‌خصوص سازمان‌ها و آژانس‌های تخصصی سازمان ملل نام خلیج فارس را بکار می‌برند. رسانه‌های غربی به‌طور رسمی نام خلیج فارس را بکار می‌برند اما به‌دلیل شهرت خلیج فارس برای ساده گویی و عدم تکرار گاهی تنها خلیج بکار می‌برند. اما هیچ‌کدام خلیج عربی را به‌رسمیت نمی‌شناسند.
- در نقشه‌ها و تقویم‌های مربوط به سازمان‌های بین‌المللی و فیفا می‌توانید نام خلیج‌فارس را ببینید.[۱۰۱]

### کاربرد نام خلیج عربی
به‌طور تقریبی تمام رسانه‌های گروهی عرب زبان نام خلیج عربی یا فقط خلیج را بکار می‌برند.
گاهی کشورهای انگلیسی زبان نیز خلیج عربی را به‌دلیل کپی‌برداری از مطالب سایتهای کشورهای عرب زبان بکار می‌برند. در سال‌های اخیر در چند مورد بعضی مقامات غربی نیز خلیج عربی بکار برده‌اند که ممکن است انگیزه سیاسی داشته باشد البته بعد تصحیح نموده‌اند. از جمله:
- جان برد، وزیر امور خارجه کانادا، در جریان یک گفتگو با هیئتی آمریکایی، نام از خلیج عربی استفاده کرد. در وبسایت شخصی جان برد به بخشی از این سخنرانی چنین اشاره شده: «من در بسیاری از نقاط جهان بودم؛ اما بیشتر اوقاتم را در نقاطی مانند خلیج عربی، چین و جنوب آسیا گذراندم.»[۱۰۲][۱۰۳][۱۰۴]

در واکنش به اعتراض ایرانیان مقیم کانادا، وی حرف خود را اصلاح کرد و این‌گونه تعبیرها را بی‌اهمیت خواند.

## نقش شیخ‌های عرب حاشیه خلیج فارس
جلال متینی نوشته است که با رشوه شیخ‌های عرب حاشیه خلیج فارس به پژوهشگران دانشگاهی غربی، نام خلیج فارس در دانش‌نامه جدید The Cambridge Concise Encyclopedia, The New updated Edition, 1994 به نام خلیج عربی تغییر نام داده است که با واکنش پیروز مجتهدزاده و دوستداران نام تاریخی مواجه شدند و پاسخ فرافکنانه‌ای به نامه ایشان داده بودند.

### واژه خلیج
بعضی از رسانه‌های خارجی با وجود اینکه کاربرد مستمر خلیج فارس را در همه زبان‌ها تأیید می‌کنند ولی اظهار می‌دارند برای بیطرفی و سادگی فقط به خلیج اکتفا تعدادی از آنهادر مطالب خود یکبار خلیج فارس را بکار می‌برند و در ادامه مطلب خود فقط به نوشتن" خلیج "بسنده می‌کنند.

## تلاش‌های دولت ایران در برابر تغییر نام

### زمان محمدرضاشاه
دولت ایران در روز ۱۳ مرداد سال ۱۳۳۷ به‌دلیل تغییر نام خلیج فارس به خلیج عربی از سوی عراق و برخی دیگر از کشورهای عربی و انگلیس اعتراض خود را به دولت جدید عراق به رهبری قاسم که با یک کودتای نظامی بر سر کار آمده بود و تمایل به حرکت‌های آزادی خواهانه مصر به رهبری جمال عبدالناصر داشت، اعلام کرد.
چند سال بعد گمرک و پست ایران از قبول محموله‌هایی که به جای خلیج فارس نام خلیج عربی بر روی آن نوشته شده بود، خودداری کرد. ایران همچنین در مجامع و همایش‌های بین‌المللی نیز در صورت به کار بردن این اصطلاح ساختگی از سوی نمایندگان کشورهای عرب واکنش نشان می‌داد. شاه خود در دو نوبت در مصاحبه‌های خود به جعل نام خلیج فارس اعتراض نمود. برای اولین بار در سند «AD311/1 Gen مورخ پنجم مارس ۱۹۷۱ میلادی» دبیرخانه سازمان ملل اعلام کرد نام درست و تاریخی خلیج فارس است.

### دوره جمهوری اسلامی
در نیمه نخست بهمن ماه سال ۱۳۷۰ سر ویراستار سازمان ملل متحد با اشاره به اعتراض‌های پیاپی نمایندگان ایران در آن سازمان به استفاده از نام ساختگی خلیج عربی در اسناد این سازمان از کارکنان سازمان ملل خواسته تا اعتراض دولت ایران را همیشه در نظر داشته باشند.
در یازدهم شهریور سال ۱۳۷۱ هنگامی که حیدر ابوبکر العطاس نخست‌وزیر جمهوری یمن در اجلاس سران جنبش عدم تعهد که در جاکارتا پایتخت اندونزی برگزار می‌شد، از نام ساختگی خلیج عربی استفاده کرد، با اعتراض شدید نمایندگان ایرانی رو به رو شد. او سرانجام از نمایندگان ایران عذرخواهی کرد؛ و این کار را غیرعمد خواند.
سازمان ملل متحد تاکنون در ۵ نوبت، نام رسمی و تغییرناپذیر آبراه جنوبی ایران را «خلیج فارس» اعلام کرده است.
دومین یادداشت به شماره UNLA45.8.2(C) مورخ دهم اوت ۱۹۸۴ میلادی و بار سوم نیز طی یادداشت شماره ST/CS/sER.A/29 در تاریخ دهم ژانویه ۱۹۹۰ میلادی نام رسمی دریای جنوبی ایران و خاوری شبه جزیره عربستان را «خلیج فارس» اعلام کرده است.
این سازمان در همایش‌های سالانه خود که در زمینه «هماهنگی در نام‌های جغرافیایی» برگزار می‌کند، به فارسی بودن نام این آبراه بین‌المللی تأکید کرده و آن را مورد تأیید قرار داده است…
به‌طورکلی دولت جمهوری اسلامی ایران تا سال ۱۳۸۳ و پیش آمد موضوع تحریف نام خلیج فارس از سوی نشنال جیوگرافی از خود حساسیت و واکنش قابل ملاحظه‌ای انجام نداد تا اینکه در پایان دوره محمد خاتمی روز ملی خلیج فارس به‌طور رسمی وارد تقویم کشوری شد.
- در ابتدای دوره ریاست جمهوری احمدی‌نژاد از نمادها و مظاهر ایرانی گرایانه و ازجمله نام خلیج فارس پرهیز می‌شد و چنانچه با تصدی آقای صفار هرندی به عنوان وزیر ارشاد وب سایت اولین فستیوال ملی خلیج فارس و مسابقه جهانی وبلاگ نویسی خلیج فارس که ده‌ها وبلاگ نویس بر اساس تبلیغات و در خواست وزارت ارشاد طرح‌ها، کاریکاتورها و انیمیشن‌ها و مقاله‌ها (فروردین ۱۳۸۴) و راهکارهای پاسداری از میراث خلیج فارس در آن ارائه شده بود وب سایت این فستیوال به‌طور ناگهانی قبل از اعلام برندگان، از سوی وزارت ارشاد حذف و مسابقه لغو شد. (روزنامه شرق تیر ۱۳۸۴).
- اما از سال ۱۳۸۸ دولت احمدی‌نژاد توجه قابل ملاحظه‌ای به این موضوعات نشان داد و دولت و دیگر نهادهای حکومتی در ایران تلاش کردند خود را نسبت به این موضوع حساس و متعهد نشان دهند. سال ۱۳۹۱ دو روز پیش از «روز ملی خلیج‌فارس» در ایران، علاوه بر دفاع تند رئیس‌جمهور، برای اولین بار امامان جمعه شهرهای مختلف نیز در خطبه‌های خود، از «اهمیت و حقانیت» این نام سخن گفتند. از امامان جمعه تهران و شیراز تا شهرهای پلدختر، سوق و بردخون و …

#### روز ملی خلیج فارس
به‌دنبال جنبش اجتماعی و فرهنگی سال ۱۳۸۳ که موجی از خیزش مردمی و هویت طلبی در میان ایرانیان خارج از کشور و داخل کشور ایجاد کرد. پس از سال‌ها سکوت یکی از اقدامات جمهوری اسلامی ایران برای پاسداری از میراث خلیج فارس رسمیت دادن به روز ملی خلیج فارس (که در گذشته توسط دوستداران هویت فرهنگی انجام شده بود) در تقویم رسمی بود؛ و در سال ۱۳۸۴ روز ۱۰ اردیبهشت روز ملی خلیج فارس نام‌گذاری شد که سالروز اخراج پرتغالی‌ها از تنگه هرمز و خلیج فارس است.

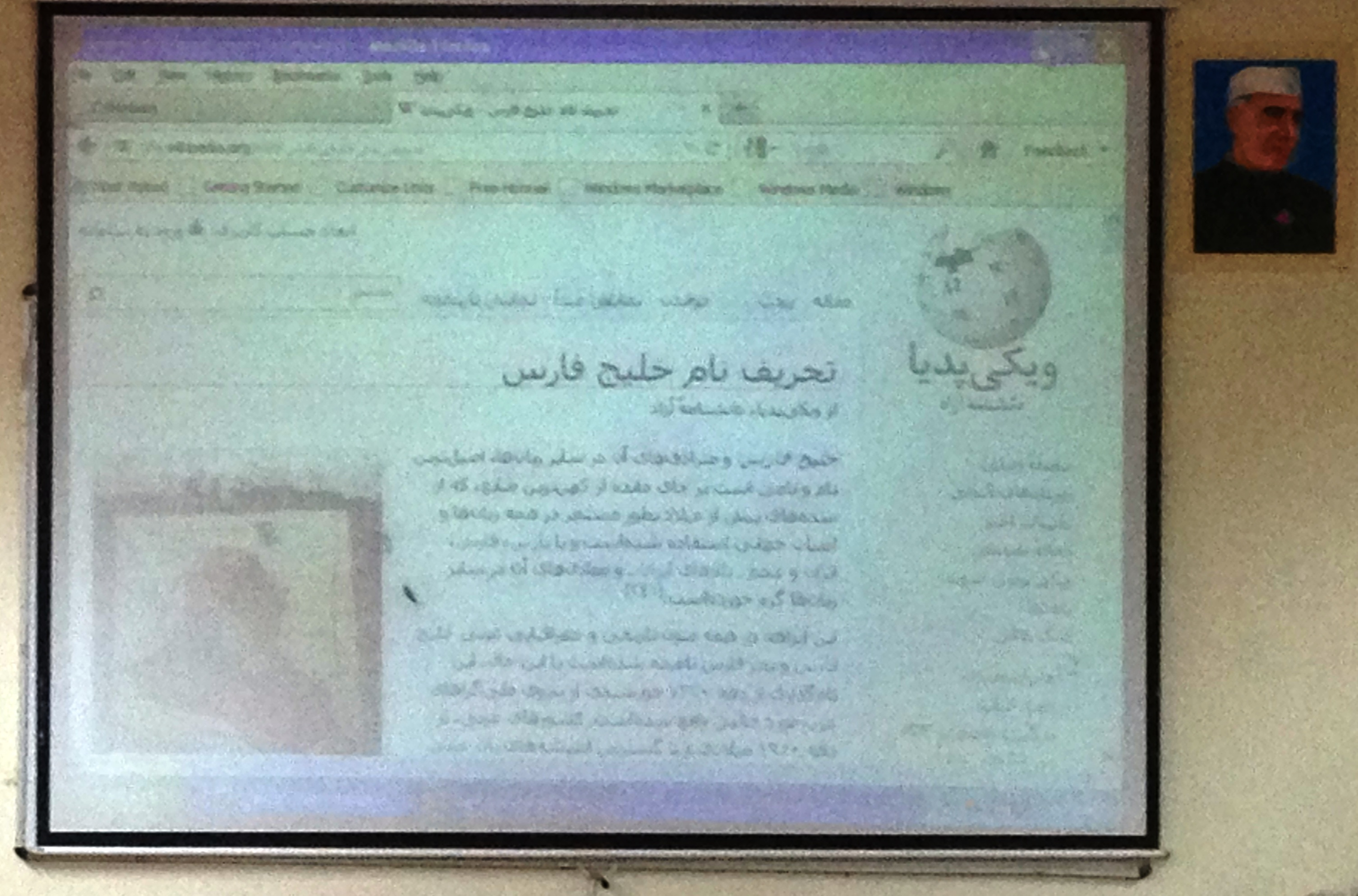
Wikipedia Persian gulf page روزملی خلیج فارس دانشگاه دهلی

##### اقدامات عملی برای نام‌گذاری
نام‌گذاری این روز یک روند چندین ساله داشت.
با توجه به بررسی اسناد در رابطه با نام‌گذاری روز خلیج فارس و مکاتبات پرونده مربوط در ریاست جمهوری و ادارات سه‌گانه وزارت خارجه (حقوقی- خلیج فارس و اسناد) و به گواهی کمیته تخصصی نام‌نگاری و یکسان‌سازی نام‌های جغرافیایی ایران و همچنین کتاب اسناد نام خلیج فارس، میراثی کهن و جاودان و دکتر محمد عجم در مصاحبه ایرنا
.
و مصاحبه رادیو ایران با دو تن از پژوهشگران عضو کمیته خلیج فارس
.
دولت ایران، پس از مشاهده اراده قاطع عمومی جامعه و حرکت اعتراضی عمومی آبان ۱۳۸۳ رسانه‌های فارسی و مردم و وبلاگ نویسان داخل و خارج علیه مجله نشنال جئوگرافی و انتقاد از سکوت مقامات رسمی، وارد عرصه شد و اقداماتی را انجام داد. ازجمله پس از جلسات متعدد برای بررسی عوارض مثبت و منفی، سرانجام با این نام‌گذاری‌ها موافقت شد.
- آقای ابطحی معاون حقوقی رئیس‌جمهور وقت در ۲۶ آبان ۱۳۸۳ در پاسخ به موج اعتراضات وب سایتها و وبلاگ نویسان خلیج فارس در مورد سکوت نهادهای رسمی در مورد نشنال جغرافی اعتراف کرد:
- «اولین حساسیت‌ها در وبلاگ‌ها بود. موج جدید حساسیت ایران دوستی در وبلاگ‌ها افتخار جدیدی است برای وبلاگ نویسان».[۱۱۰]
- در واقع ایده‌های ضرورت دفاع از نام خلیج فارس و راهکارهای عملی در مورد نام خلیج فارس، مدت‌ها بود که در محافل کوچک آکادمیک مطرح بود. در سال ۱۳۸۱ در همشهری و وب سایت آنلاین آن تحت عنوان خلیج ایرانی[۱۱۱] که در رد مقاله الاهرام (به همت جمال عبدالناصر خلیج فارس، به خلیج عربی تبدیل شد) مطرح شد.

وسپس همان مطالب در جلسه کمیته یکسان‌سازی نام‌های جغرافیایی مطرح و همچنین در دومین همایش ملی ژئوماتیک ایران اردیبهشت ۱۳۸۲ در سخنرانی تحت عنوان" اسامی جغرافیایی باستانی میراث بشریت ارائه گردید و سپس در وب سایت پرشن گلف آنلاین نیز منعکس گردید و همچنین دراولین همایش بین‌المللی کارتوگرافی خلیج فارس سده ۱۶–۱۸ در دانشگاه تهران دوم خرداد ۱۳۸۳ با حضور استادان برجسته ایرانی و خارجی جغرافیایی ازجمله محمدحسن گنجی مورد بررسی قرار گرفت. از نو در اولین همایش یکسان‌سازی نام‌های جغرافیایی غرب آسیا در سازمان نقشه‌برداری کشور اردیبهشت ۱۳۸۳ به اطلاع مسئولان مربوط رسیدو نامه‌هایی نیز به نهادهای مسئول ازجمله شهرداری تهران برای نام‌گذاری یکی از اتوبان‌ها با نام خلیج فارس ارسال و با واحد اجتماعی آن در این رابطه دیدار و گفتگو شد. درمرداد و شهریور ۱۳۸۳ پیشنهاد سه‌گانه به صورت آنلاین در وب سایت (پرشن گلف آنلاین) و از طریق ایمیل به رای‌گیری عمومی طرفداران نام خلیج فارس گذاشته شد اکثریت رای‌دهندگان به ترتیب به موارد زیر رأی دادند:
1. - روز ۹ آذر برگشت سه جزیره به مام میهن.[۱۱۵]
2. - روز ملی شدن نفت ۲۹ اسفند. (اولین پیشنهاد ارائه شده بود ولی با بحث هاو مجادله و مخالفت اعضا روبرو شد؛ لذا طرفداران این روز نظر سومی را پیشنهاد دادند.
3. - روز اخراج پرتغالی‌ها توسط ارتش ایران از خلیج فارس، پیشنهاد سوم نیز موافقان و مخالفانی داشت.

نتیجه رای‌گیری در تاریخ ۱۰ شهریور ۱۳۸۳ به صورت آنلاین منتشر و سپس توسط شورای مدیران سازمان خلیج فارس طی نامه سوم بهمن ۱۳۸۳ به‌طور رسمی برای رئیس‌جمهور وقت و وزارت فرهنگ و ارشاد اسلامی و برای وزارت خارجه و نمایندگی ایران در نیویورک نمابر گردیدو بعدها در روزنامه شرق و وب سایت‌های مختلف منتشر شد. اصل موضوع مورد موافقت مقامات مسئول قرار داشت. سرانجام بعد از پیگیری‌ها و استعلام‌های متعددشورای فرهنگ عمومی در تیر ماه ۱۳۸۴ خورشیدی با استعلام از دانشگاه تهران روز ۱۰ اردیبهشت را روز شکست نهایی و خروج پرتغال معرفی نمود و این روز در شورای عالی انقلاب فرهنگی به ریاست رئیس‌جمهور وقت و تمامی اعضا در. تصویب و برای اجرا ابلاغ شد و به این ترتیب روز دهم اردیبهشت ماه که سالروز اخراج پرتغالی‌ها از تنگه هرمز و خلیج فارس است و اخراج استعمار و برگشت حاکمیت کامل ایران برخلیج فارس بود،
به نام روز ملی خلیج فارس نامگذاری و در تقویم خورشیدی ایران به ثبت رسید.
.
در پرونده خلیج فارس و صورتجلسه‌های موجود سال ۱۳۸۳ سه مکاتبه در ارتباط با نام‌گذاری روز ملی وجود دارد که به روئیت و حاشیه‌نویسی معاون رئیس‌جمهور، مدیران کل دفتر ریاست جمهوری و دفتر وزیر خارجه و مدیران کل خلیج فارس و حقوقی رسیده است:
1. نامه آبان ماه ۱۳۸۳ مدیرکل سازمان گسترش و نوسازی صنایع ایران و به ضمیمه سه جلد کتاب «خلیج فارس نامی کهن تر از تاریخ و میراث فرهنگی. که از سوی ناشر ۲۵۰ جلد از آن برای نمایندگان مجلس شورای اسلامی و وزرای کابینه حاوی راهکارهایی برای پاسداری از نام خلیج فارس و ازجمله پیشنهاد نام‌گذاری روز خلیج فارس ارسال شده بود.

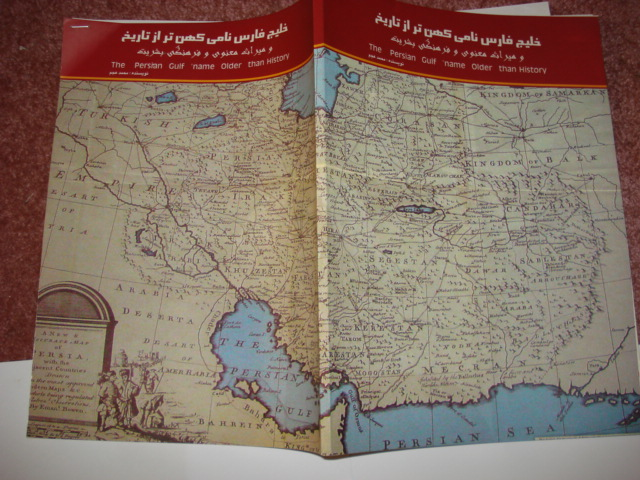
راهکارهای برای پاسداری از نام خلیج فارس شهریور ۱۳۸۳

1. گزارش وزارت خارجه در ارتباط با راهکارهای حفاظت از نام خلیج فارس منظم به کپی صفحه۹۱–۹۲ کتاب ذکرشده و کپی یک مقاله انتقادی روزنامه همشهری ۱۶تا ۲۷ مهر۱۳۸۱
2. دو نامه از سوی ریاست جمهوری منظم به نامه‌های مورخ ۳ بهمن ۱۳۸۳ شورای مدیران سازمان خلیج فارس (پرشن گلف آنلاین) و برای نام‌گذاری روز ملی خلیج فارس و فاکس همان نامه‌ها از سوی نمایندگی ایران در نیویورک منظم به درخواست سازمان خلیج فارس آنلاین.

## نظر سنجی در مورد نام خلیج فارس
هرگونه نظر سنجی برای تغییر نام‌های جغرافیایی بین‌المللی، توسط اشخاص و موسسات جغرافیایی حتی گوگل غیرقانونی است مرجع این‌گونه کارها گروه نامهای جغرافیایی در سازمان ملل و UNGEGN می‌باشد.
با توجه به علاقه‌ای که ایرانی‌ها به نام تاریخی خلیج فارس دارند از سویی اعراب نیز واکنش‌های مختلفی نشان می‌دهند بعضی افراد سودجو از این نام سوء استفاده می‌کنند یک نمونه از آن وب سایتی هست با نام خلیج فارس یا خلیج عربی؟ این سایت برای بیشتر کلیک شدن سایت تبلیغی خود از سال ۱۳۸۸ وانمود کرده که برای شرکت گوگل رای‌گیری می‌کند. ایرانی‌ها هم با مراجعه به این سایت بنفع خلیج فارس رأی می‌دادند و بیشتر از ۹۰ درصد موافق خلیج فارس نشان می‌داد با مشخص شدن ترفند دروغین این سایت، ایرانی‌ها نیز با فراخوان دوستداران خلیج فارس و ازجمله سایتهای دریای پارس و سایت مرکز مطالعات خلیج فارس از رأی دادن در این سایت خود داری کردند در این نظر سنجی دروغین اکنون اکثریت با طرفداران خلیج عربی شده است! این سایت تبلیغی [www.persianorarabiangulf.com]هیچ ارتباطی با گوگل یا سازمان ملل ندارد.

## نگارخانه
نقشه‌های بیشتر:
1. دانش‌نامه بین‌المللی
2. simple:Documents on the Persian Gulf's name

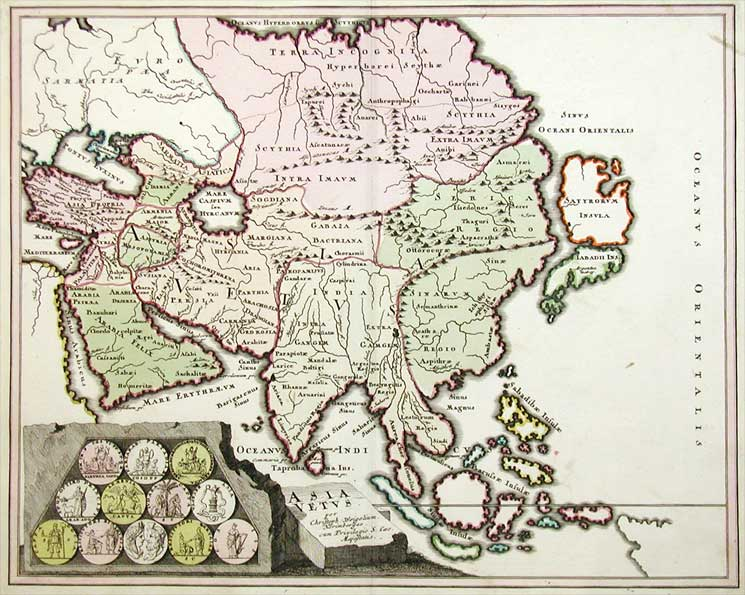
نقشه آسیا از کریستوف ویگل به سال ۱۷۱۹ میلادی (نام خلیج فارس مشهود است.)
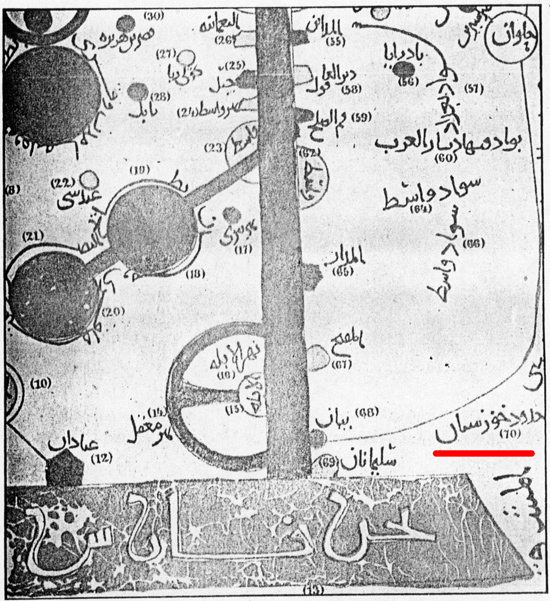
به عبارت «بحر فارس» در پایین تصویر توجه شود. اثر استخری، متوفی ۳۳۰ ه. ش (سدهٔ ۹ م.)
به لاتین: خلیج فارس. برگرفته از اثر بطلمیوس. ۱۴۷۸ میلادی.
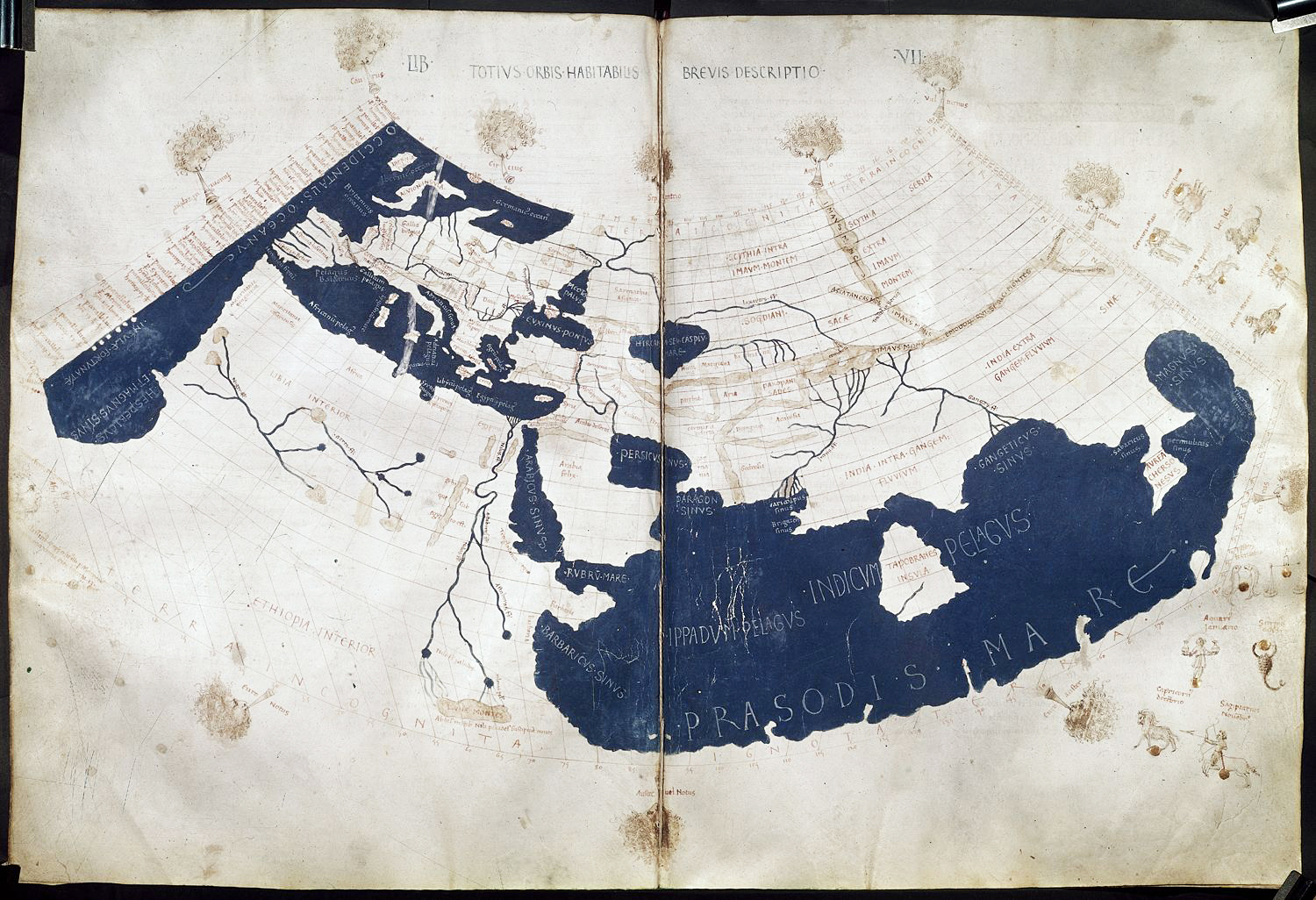
لاتین: خلیج فارس. سدهٔ ۱۵ میلادی. برگرفته از نقشهٔ جهان اثر بطلمیوس (۸۳–۱۶۸ م.)
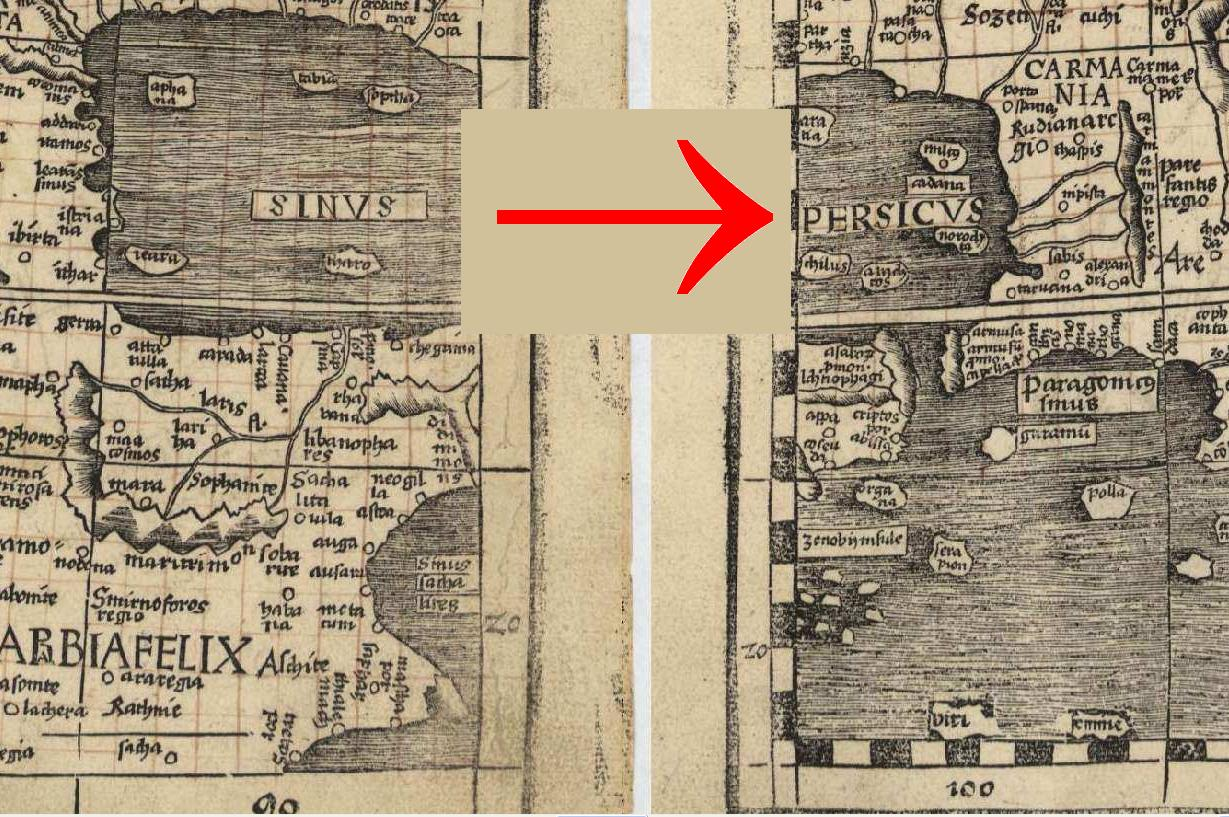
لاتین: خلیج فارس. Waldseemüller map. ۱۵۰۷ م.
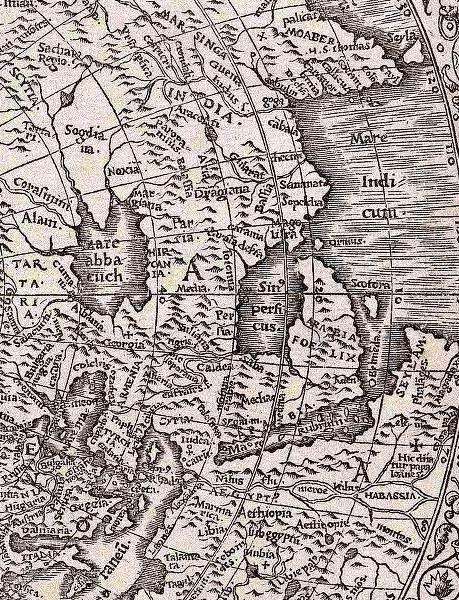
انگلیسی: خلیج فارس. ۱۵۳۱-۱۵۳۲ م.
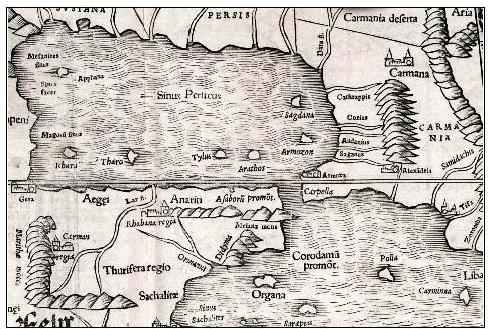
ایتالیایی: خلیج فارس. ۱۵۴۰ م.
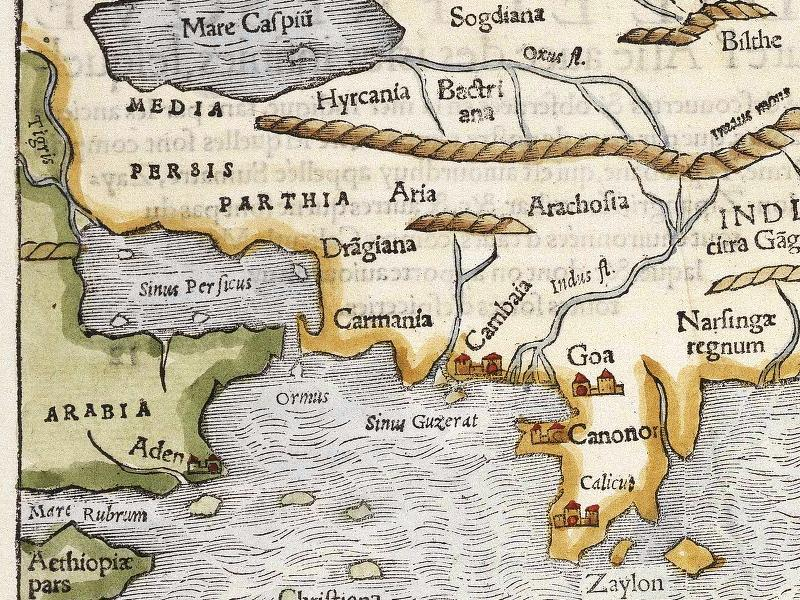
فرانسوی: خلیج فارس. ۱۵۴۰ م.
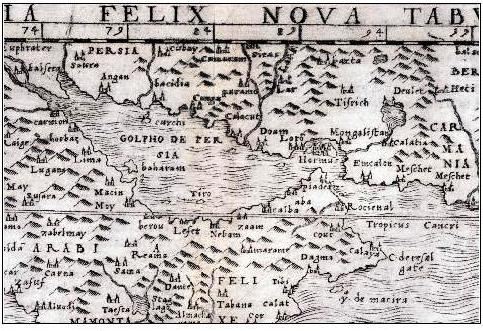
ایتالیایی: خلیج فارس. ۱۵۴۸ م.
خلیج فارس. ۱۵۶۳ م.
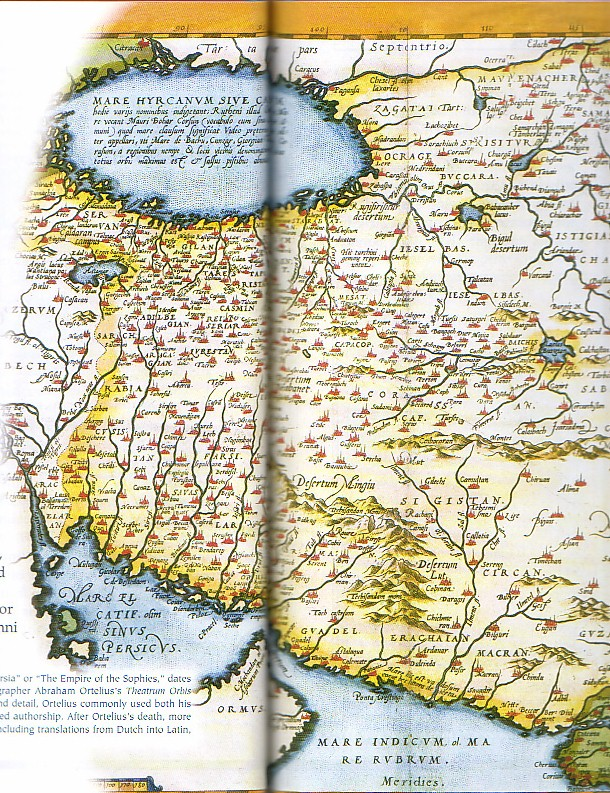
خلیج فارس. ۱۶۲۴-۱۵۷۰ م.
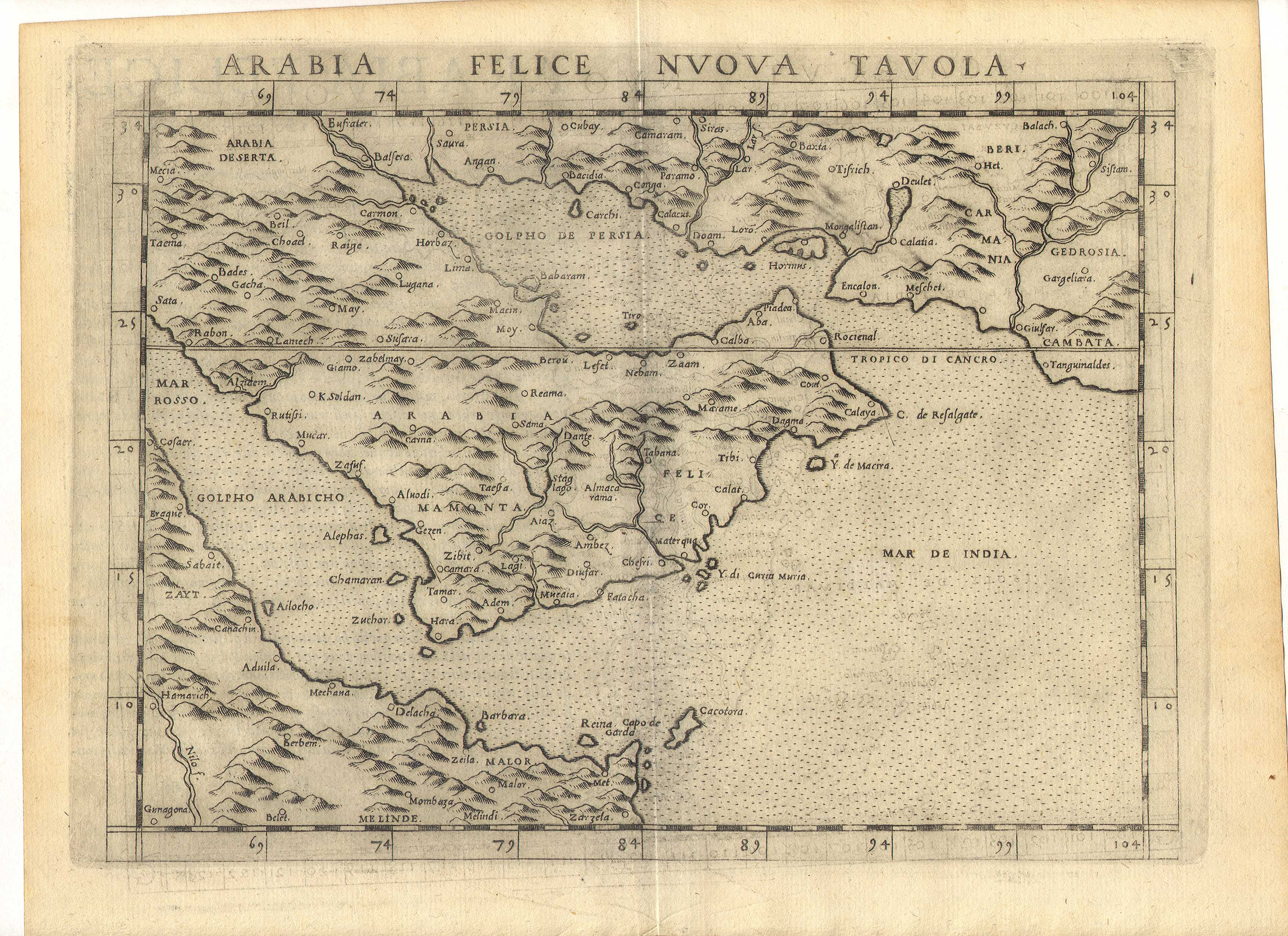
ایتالیایی: خلیج فارس. ۱۵۷۴ م.
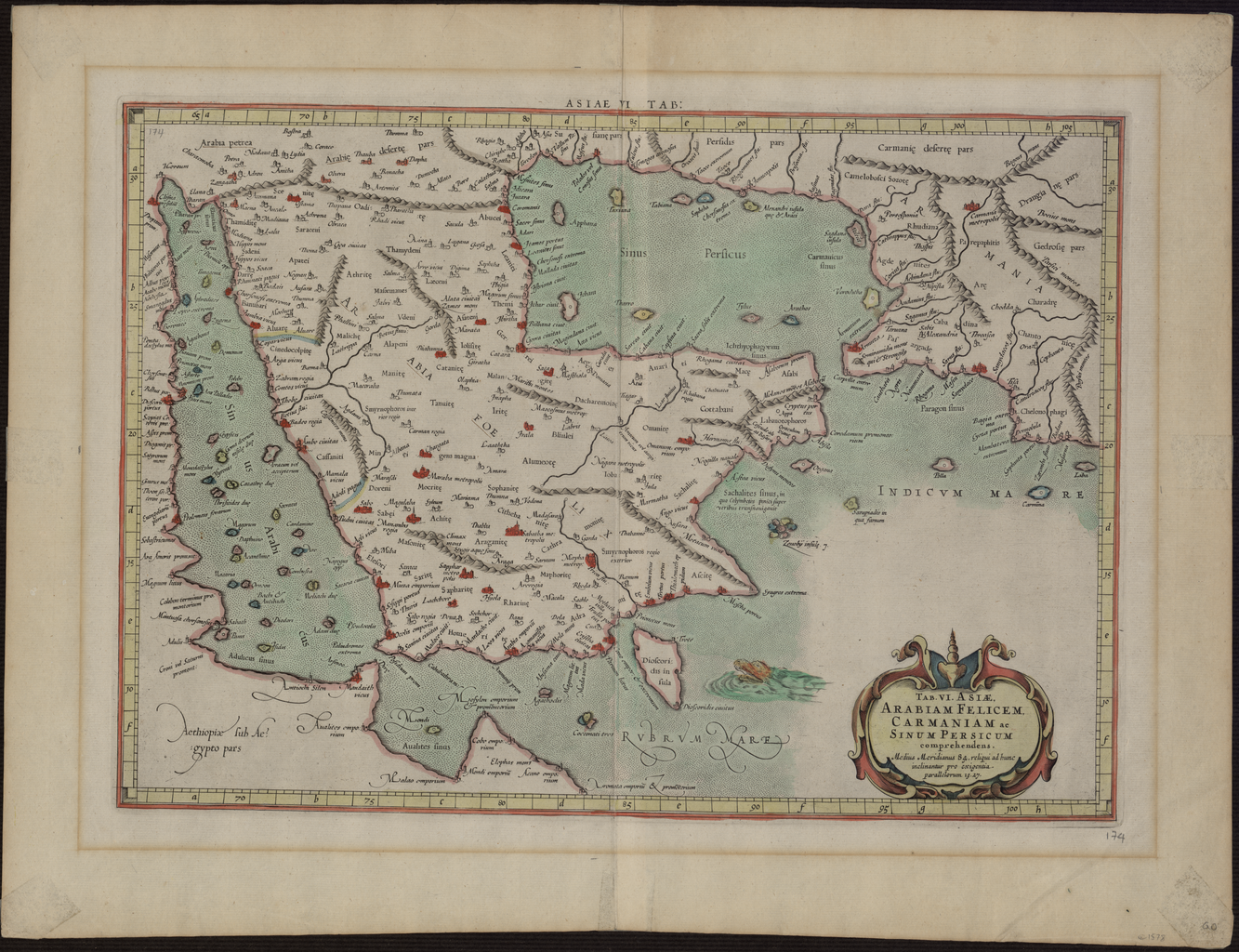
لاتین: خلیج فارس. نقشهٔ آسیا. ۱۵۷۸ م.
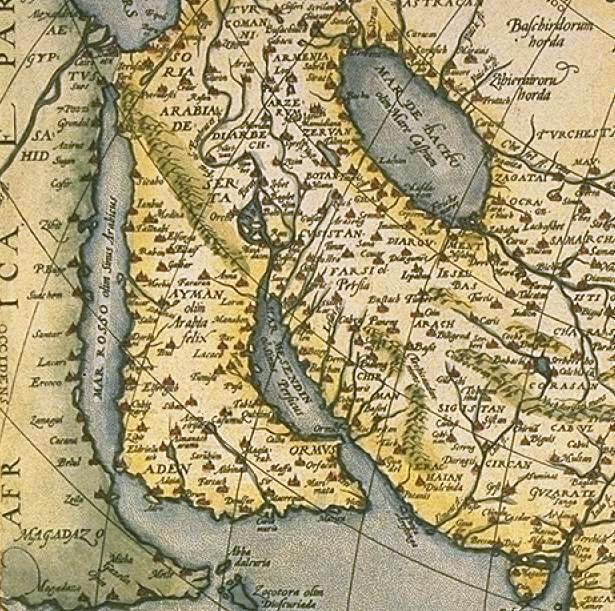
انگلیسی: خلیج فارس. ۱۵۸۰ م.
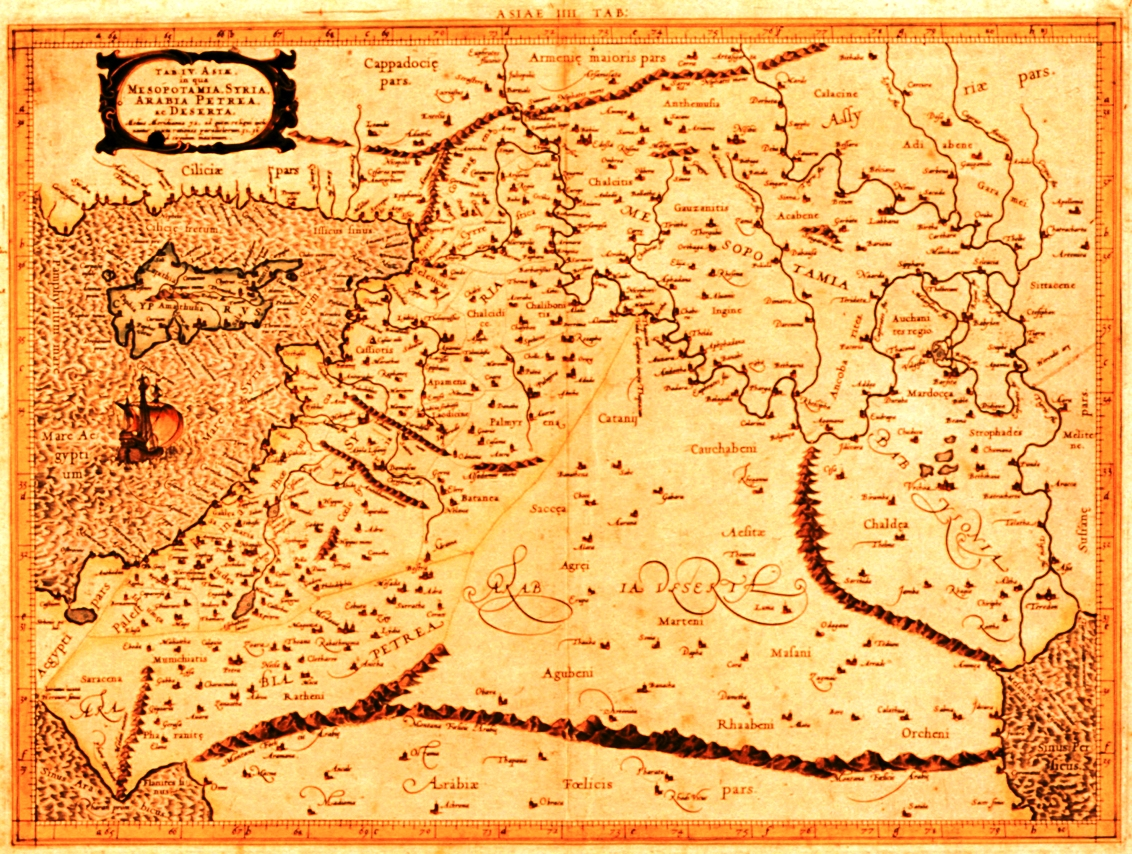
انگلیسی: خلیج فارس. ۱۵۸۴ م.
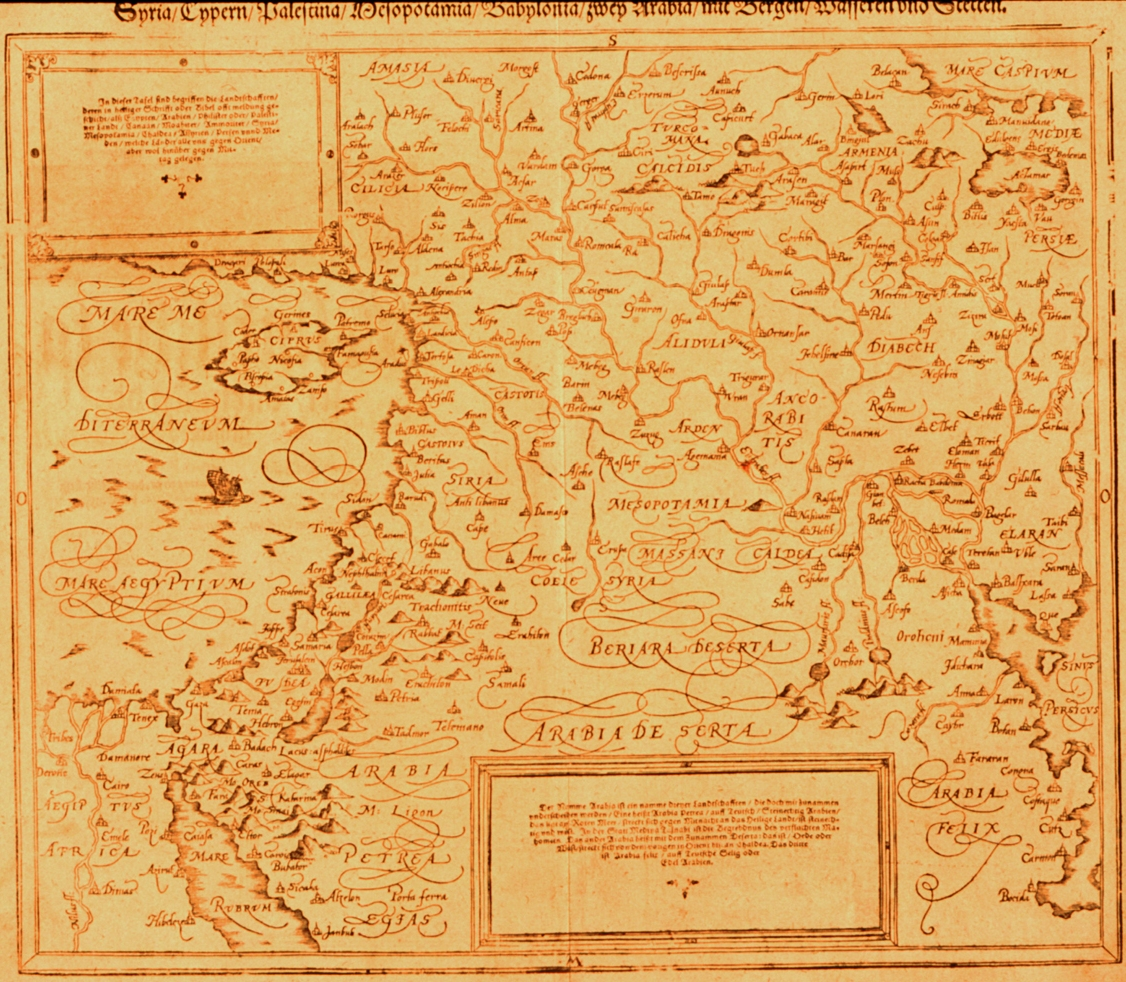
انگلیسی: خلیج فارس. ۱۵۸۸ م.
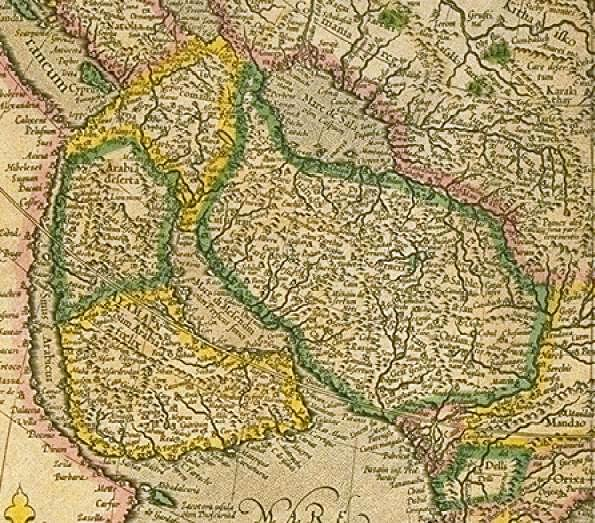
انگلیسی: خلیج فارس. ۱۵۹۵ م.
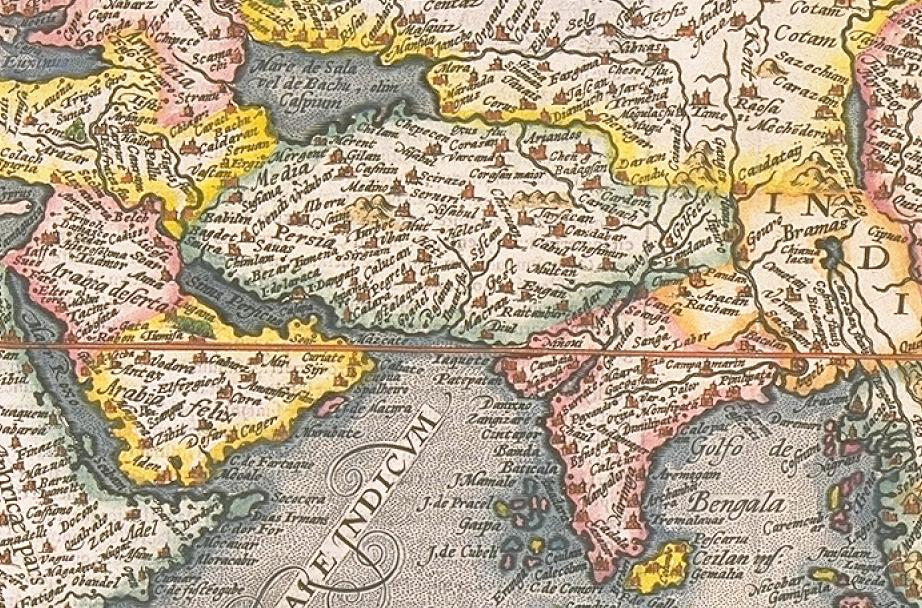
انگلیسی: خلیج فارس. ۱۵۹۸ م.
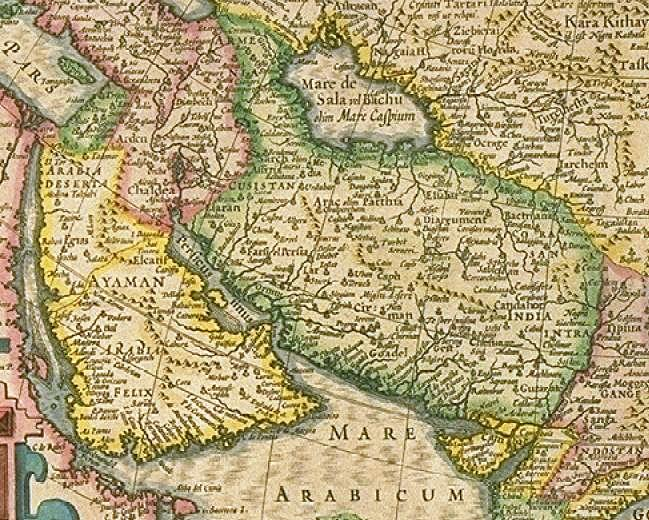
انگلیسی: خلیج فارس. ۱۶۱۰ م.
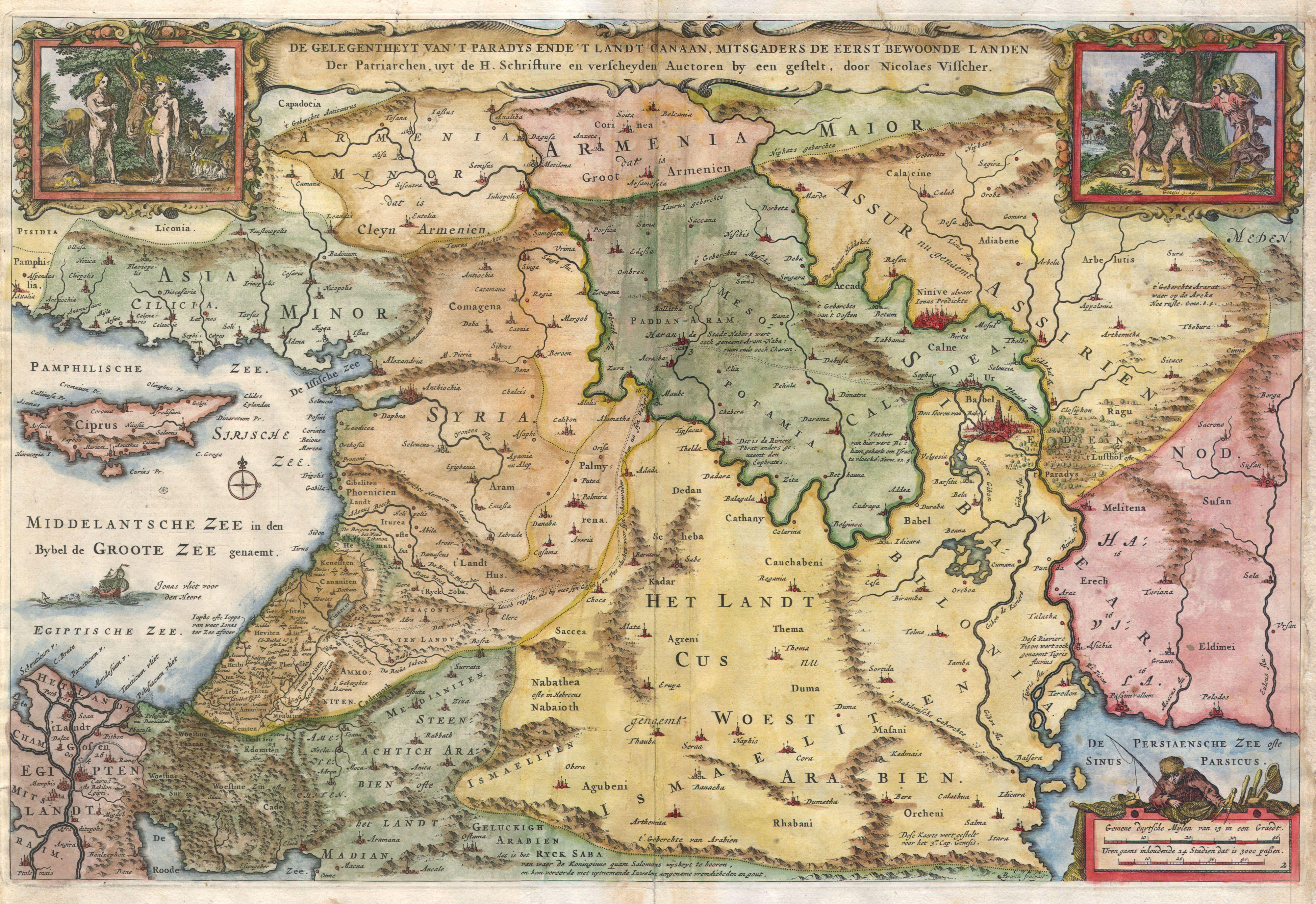
نام خلیج فارس در گوشهٔ نقشهٔ سرزمین‌های مقدس. ۱۶۵۷ م.
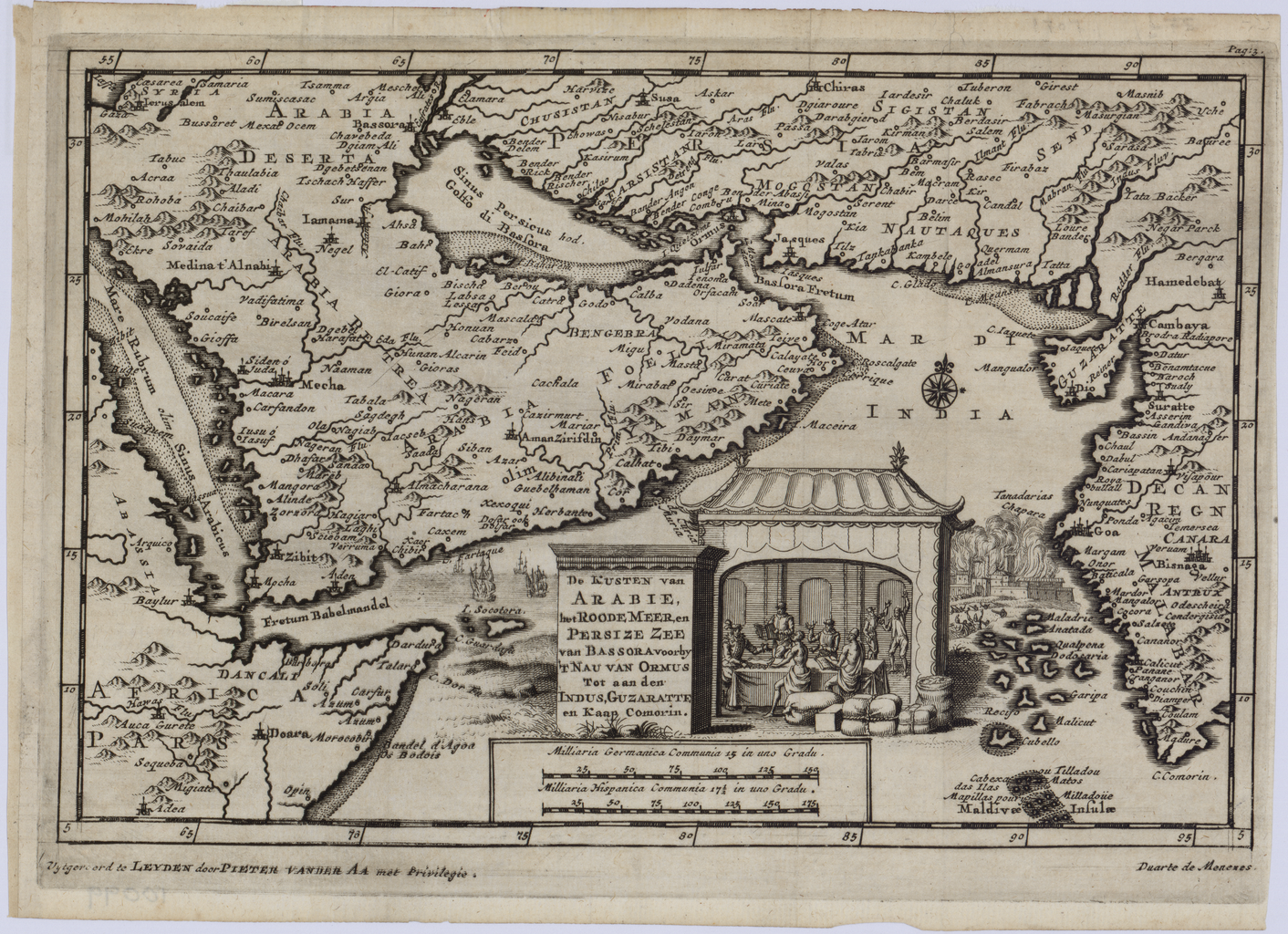
آلمانی: خلیج فارس یا خلیج بصره. ۱۷۰۷ م.
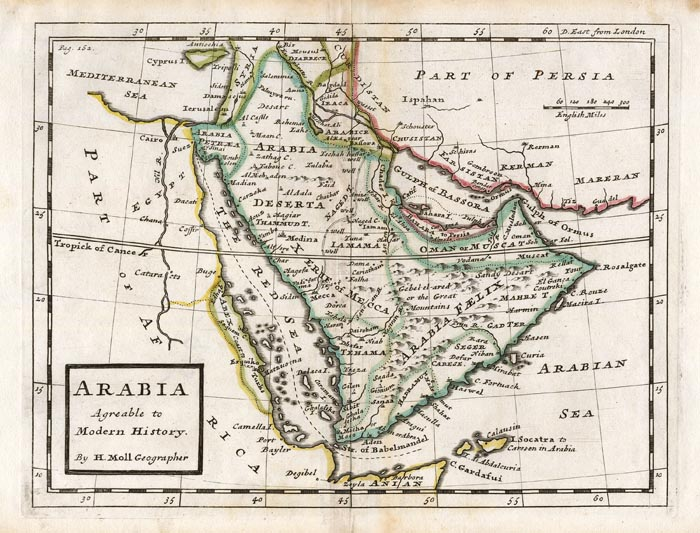
انگلیسی: خلیج فارس. ۱۷۱۷-۱۷۳۵ م.
لاتین: خلیج فارس. منتشرشده در ۱۷۲۰ م.
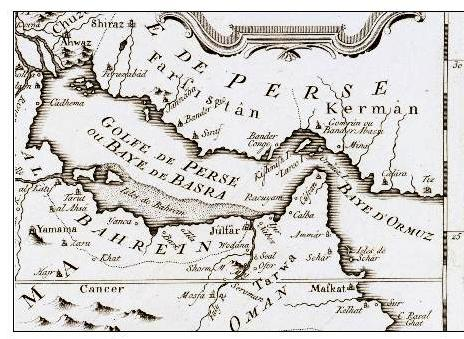
فرانسوی: خلیج فارس یا خلیج بصره. ۱۷۴۰ م.
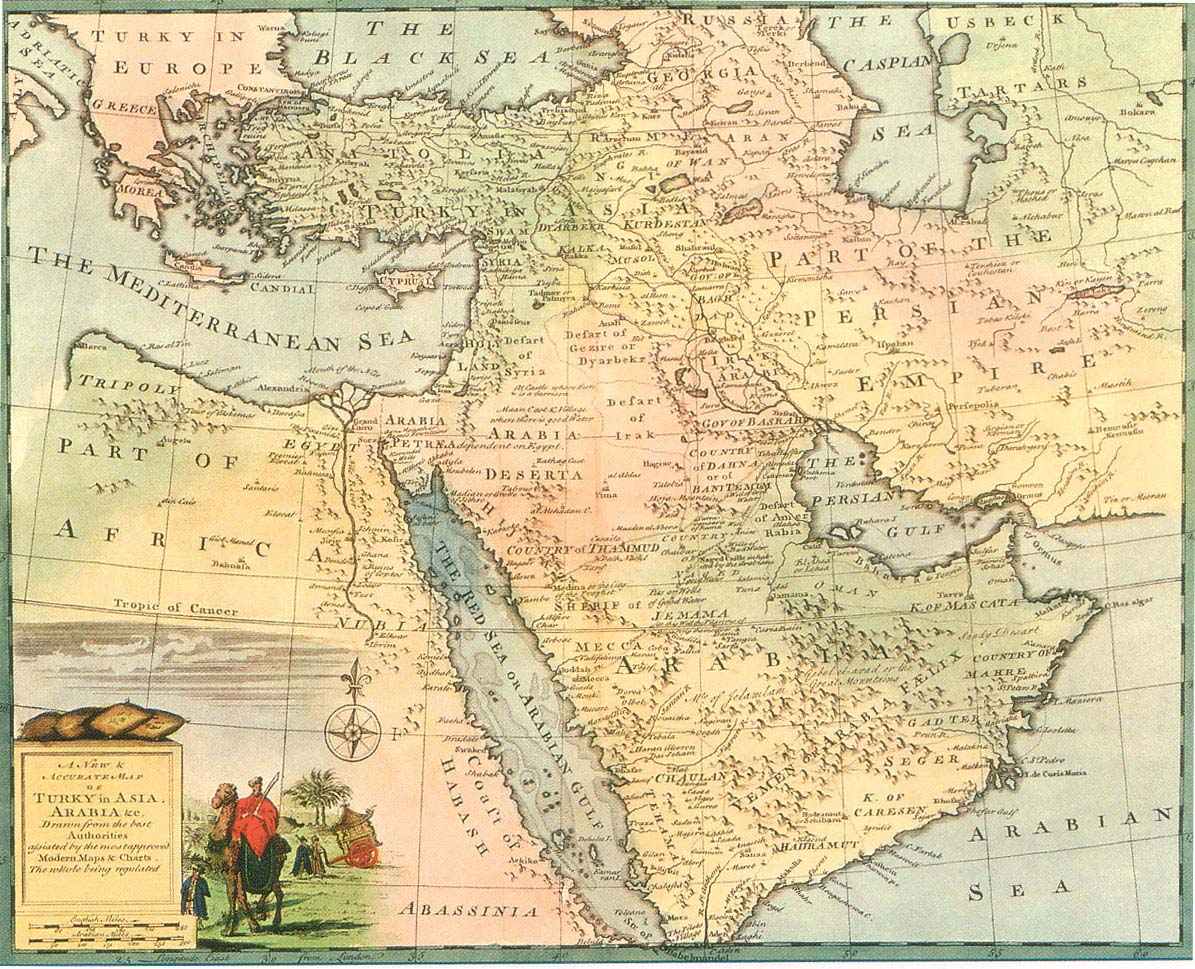
انگلیسی: خلیج فارس. ۱۷۴۴-۱۷۵۲ م.
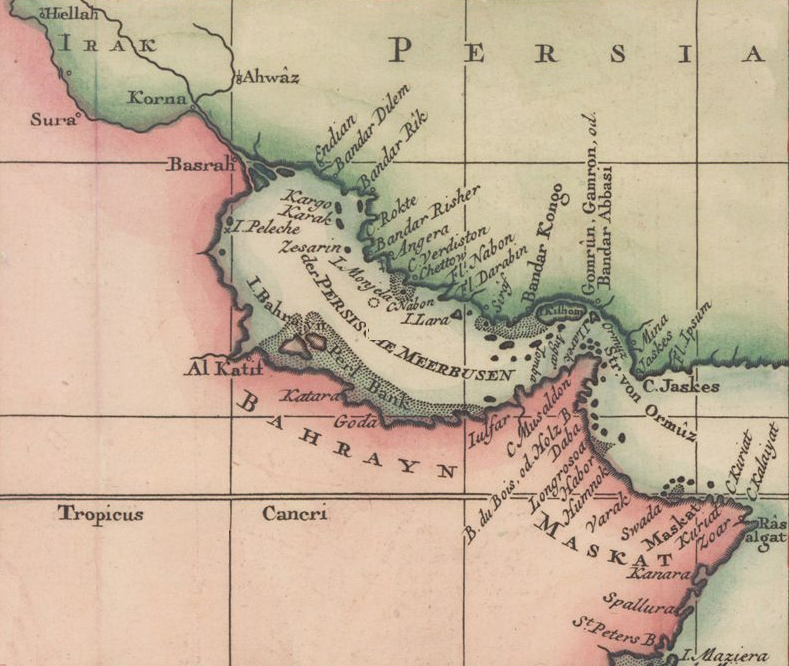
آلمانی: خلیج فارس. ۱۷۴۵ م.
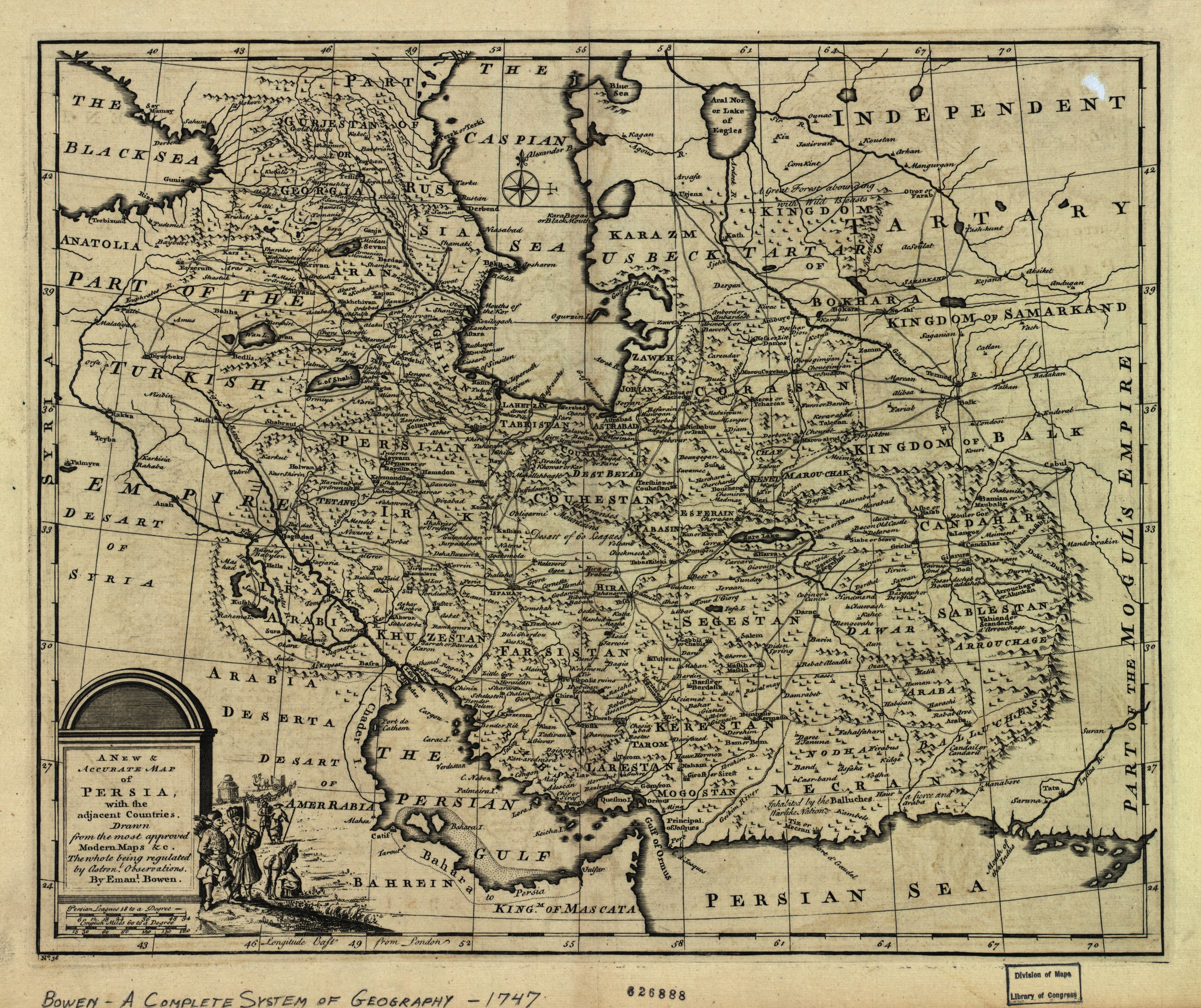
نقشهٔ امپراتوری ایران، ۱۱۲۶ خورشیدی، چاپ شده در لندن. ۱۷۴۷ م. نام خلیج فارس «Persian Gulf» و نام دریای عمان «Persian Sea» نوشته شده است.
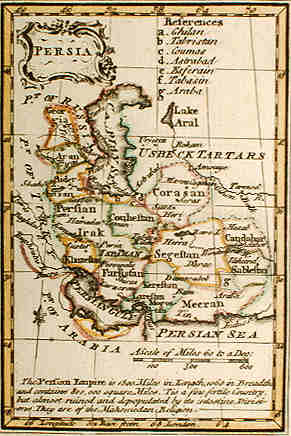
نام خلیج فارس در نقشه‌ای متعلق به ۱۷۵۸ م. که وسعت امپراتوری زندیه را نشان می‌دهد.
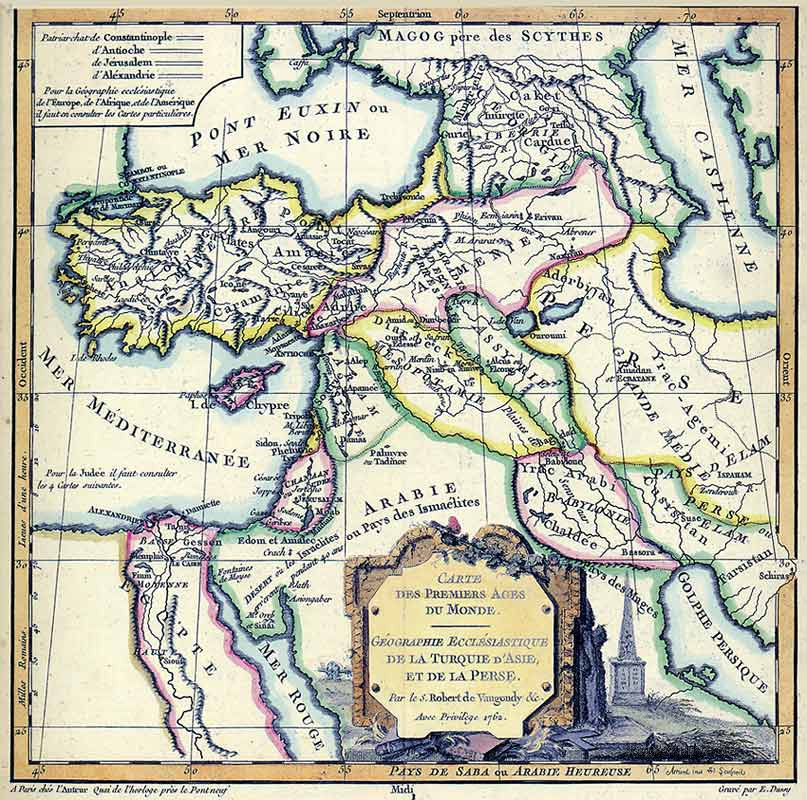
نقشهٔ تمدن‌های کهن رسم‌شده در ۱۷۶۲ م. به همراه نام خلیج فارس
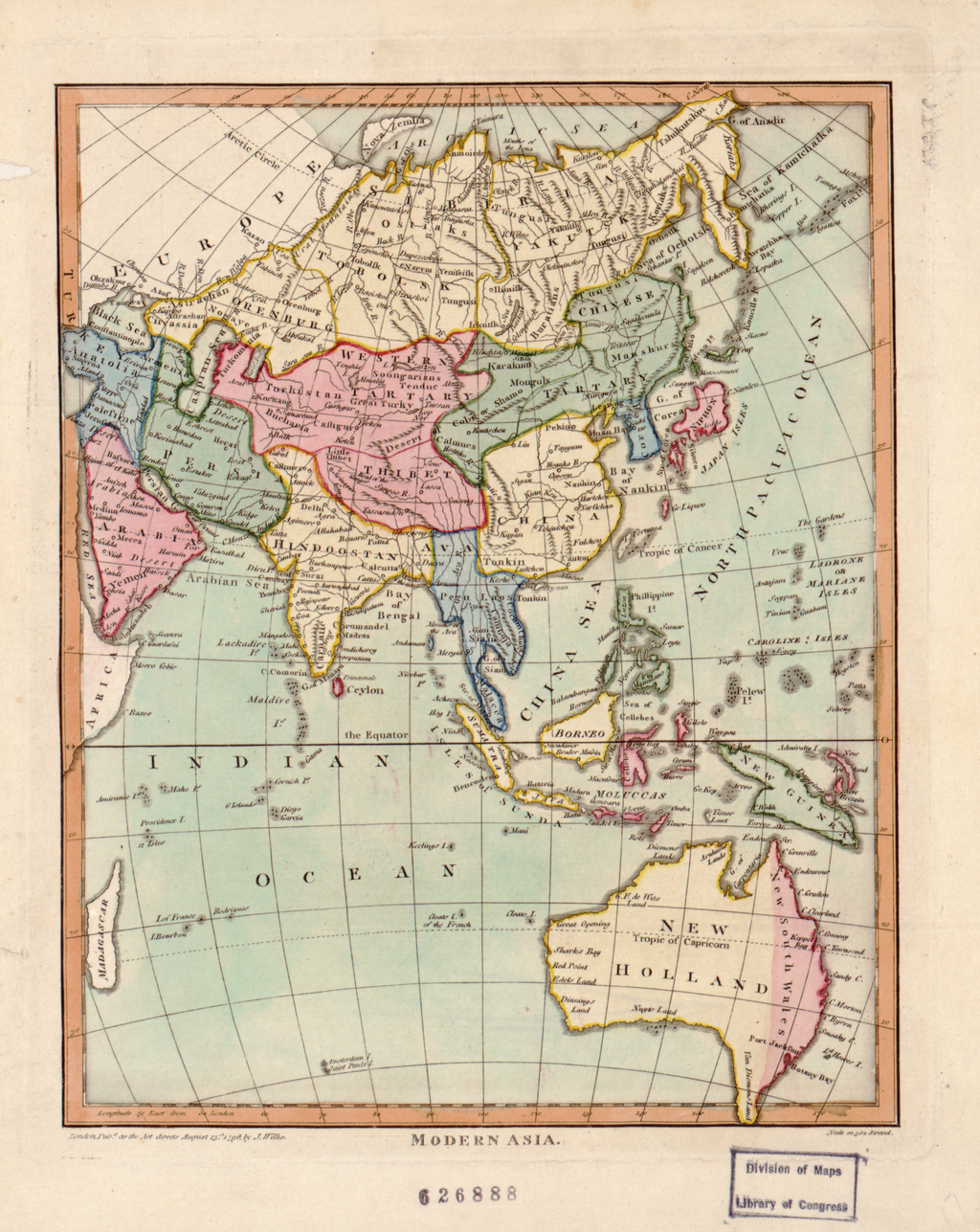
انگلیسی: خلیج فارس. ۱۷۹۶ م.
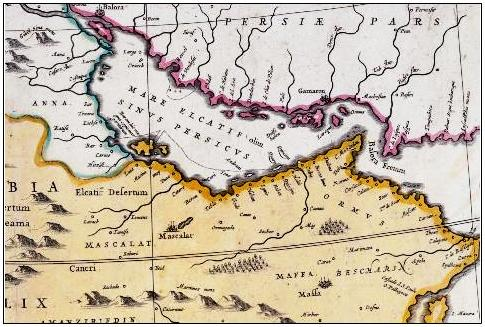
انگلیسی: خلیج فارس یا دریای قطیف. سدهٔ ۱۷ م.
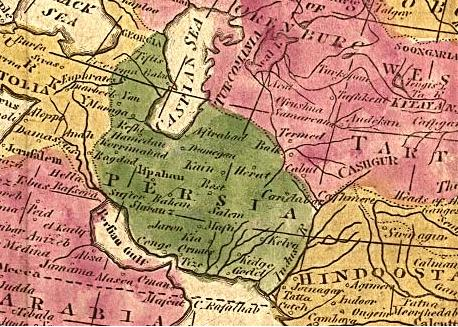
انگلیسی: خلیج فارس. ۱۸۰۸ م.
خلیج فارس. ۱۸۱۵ م.
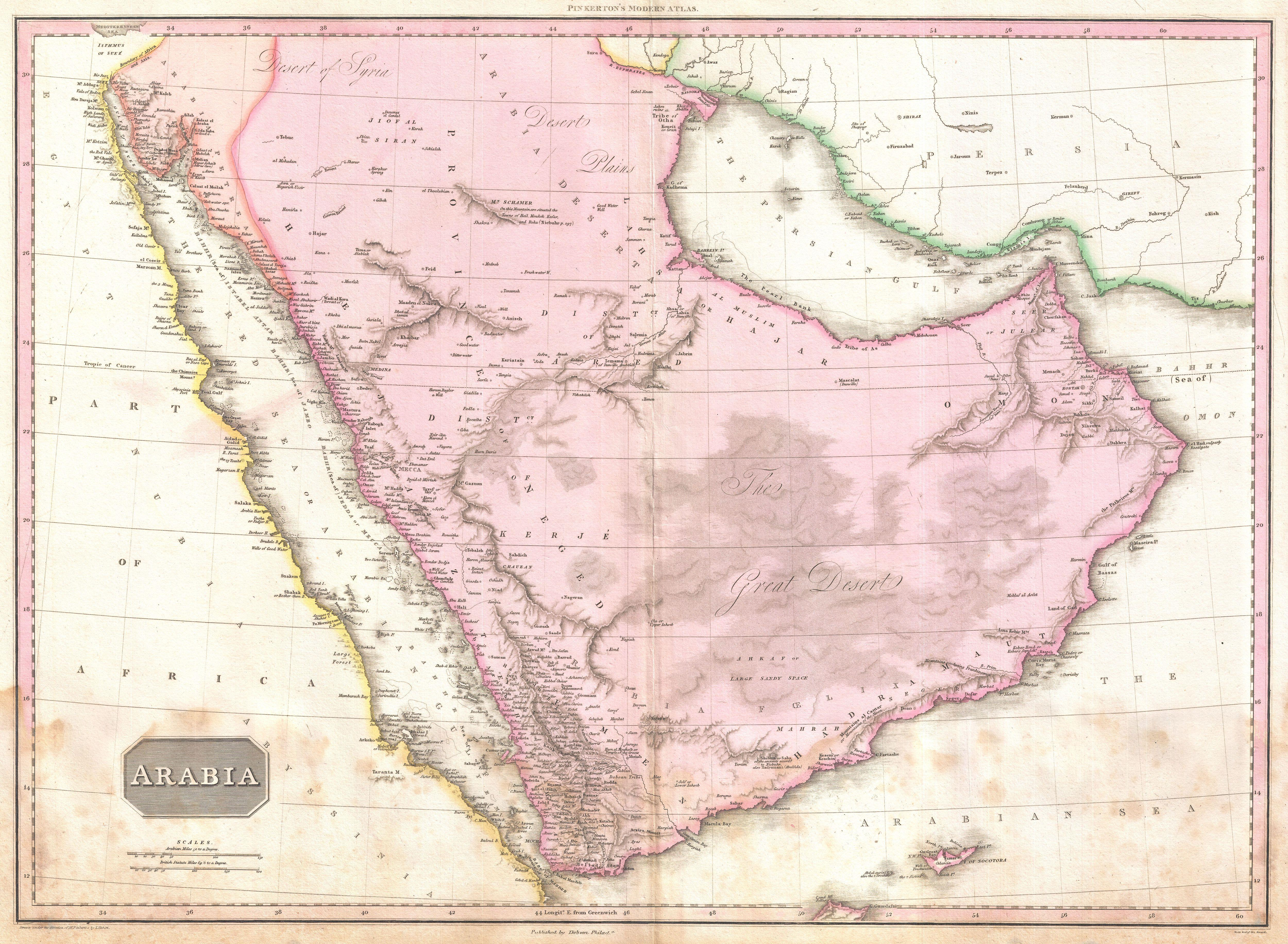
انگلیسی: خلیج فارس. ۱۸۱۸ م.
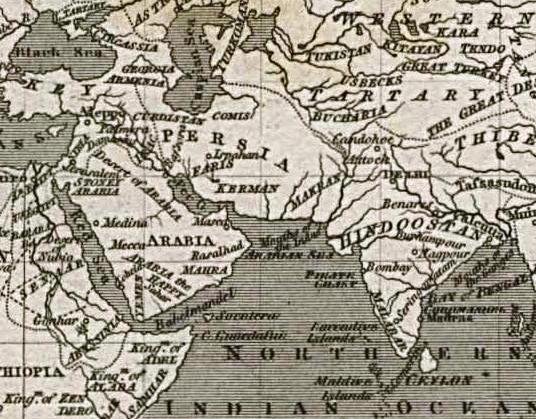
انگلیسی: خلیج فارس. ۱۸۲۰ م.
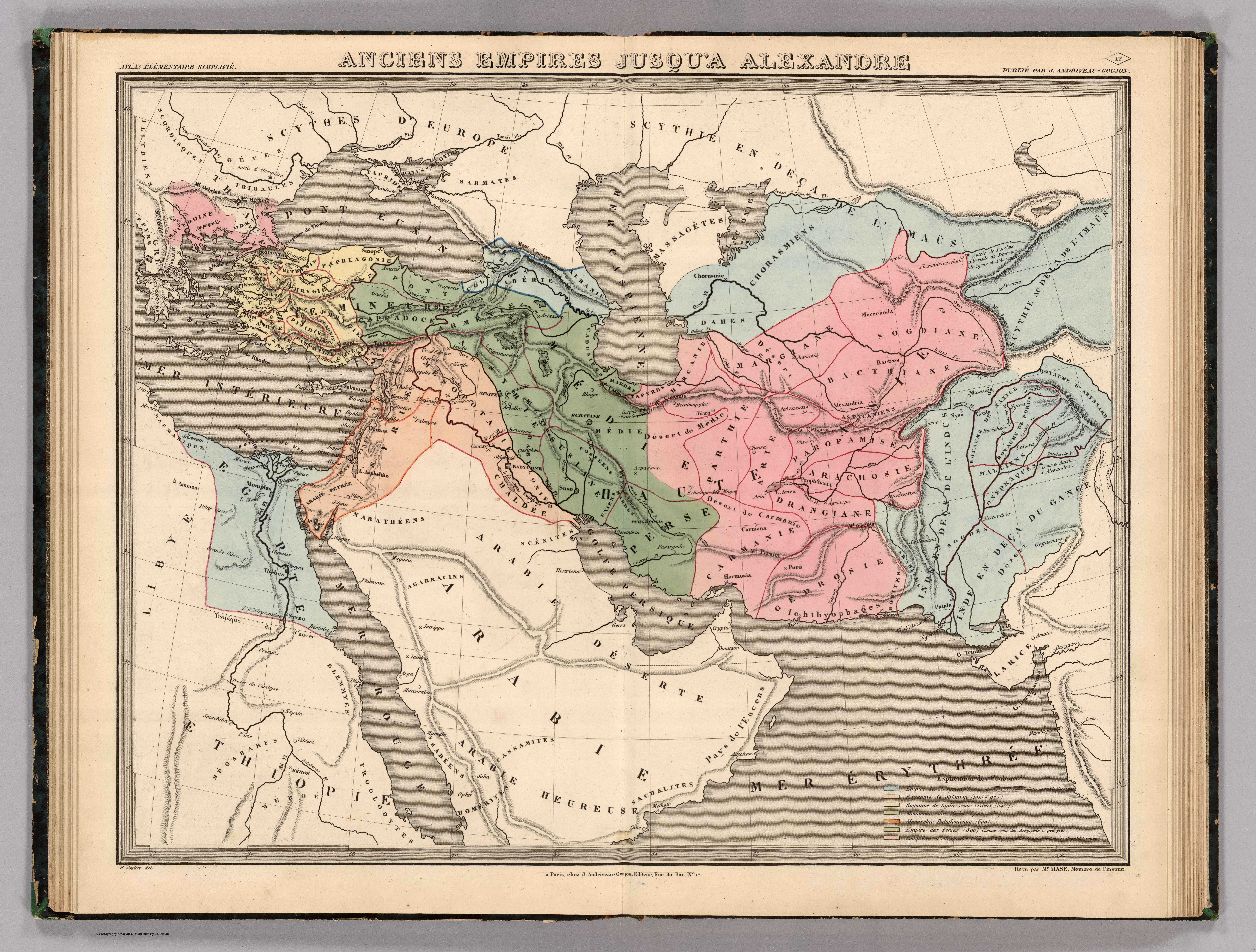
فرانسوی: خلیج فارس. ۱۸۳۸ م.
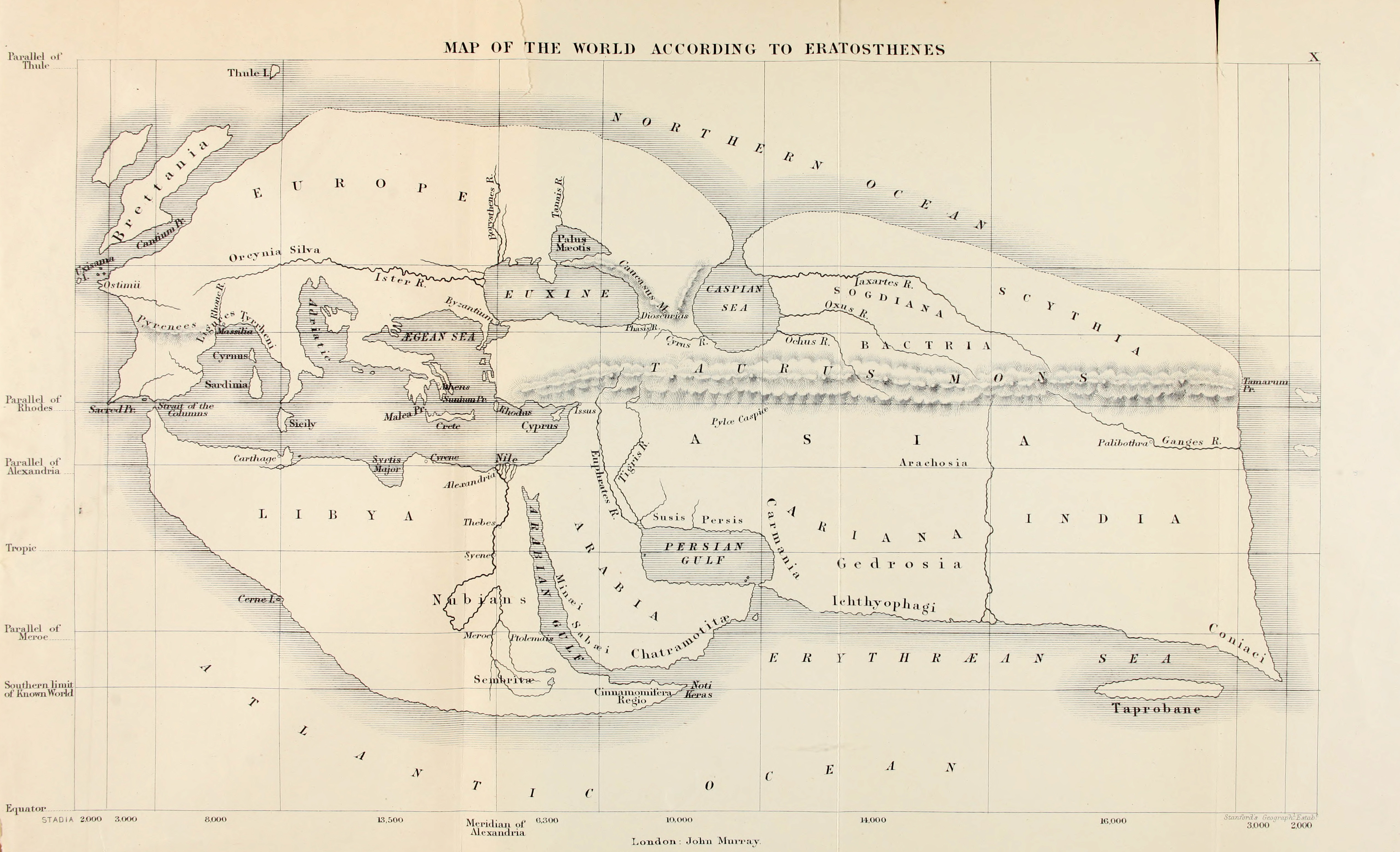
خلیج فارس. ۱۸۸۳ م. برگرفته از اثر اراتوستن (۱۹۴ پیش از میلاد).
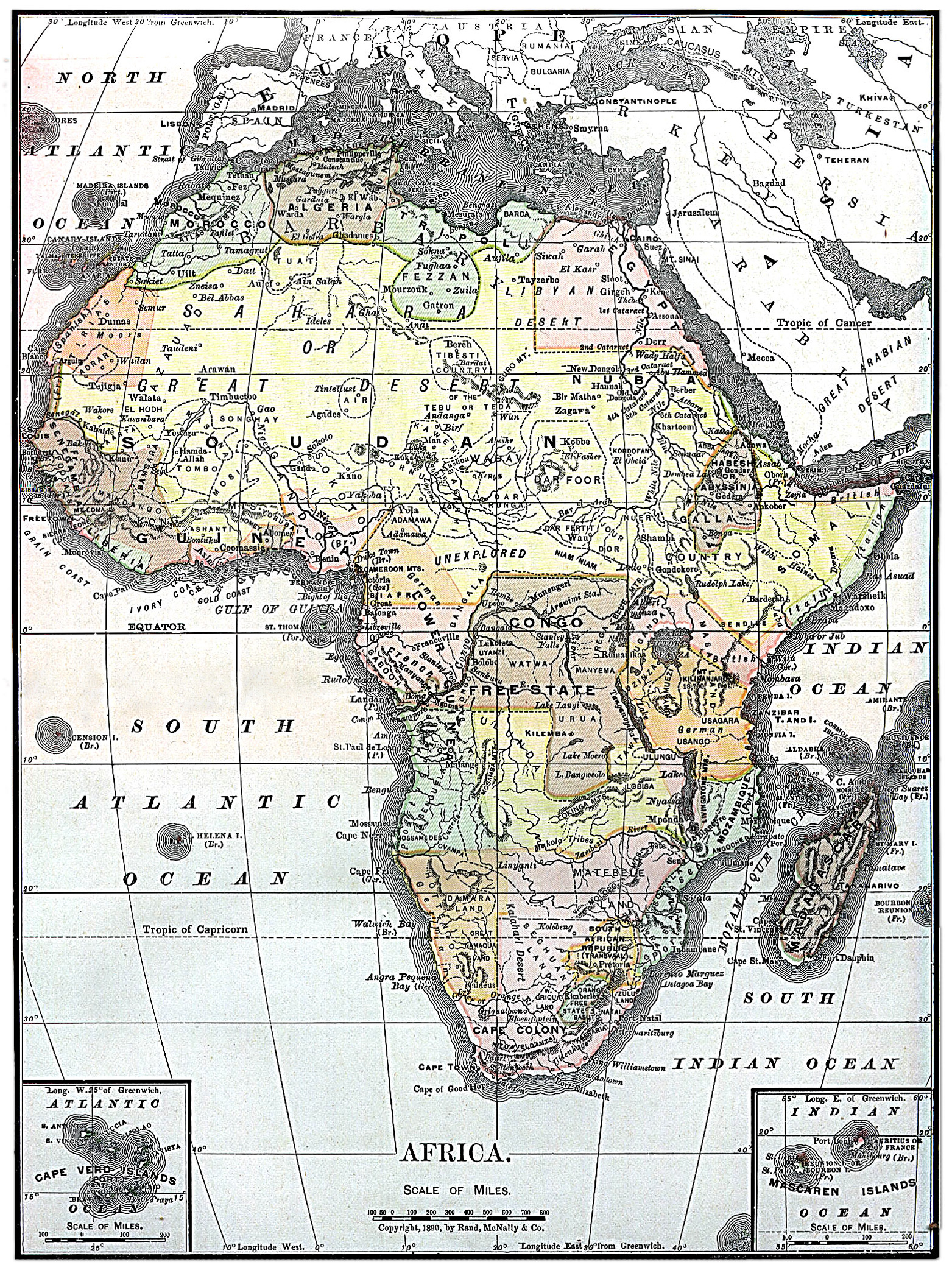
نام خلیج فارس در نقشهٔ آفریقا از دانش‌نامهٔ بریتانیکا. ۱۸۹۰ م.
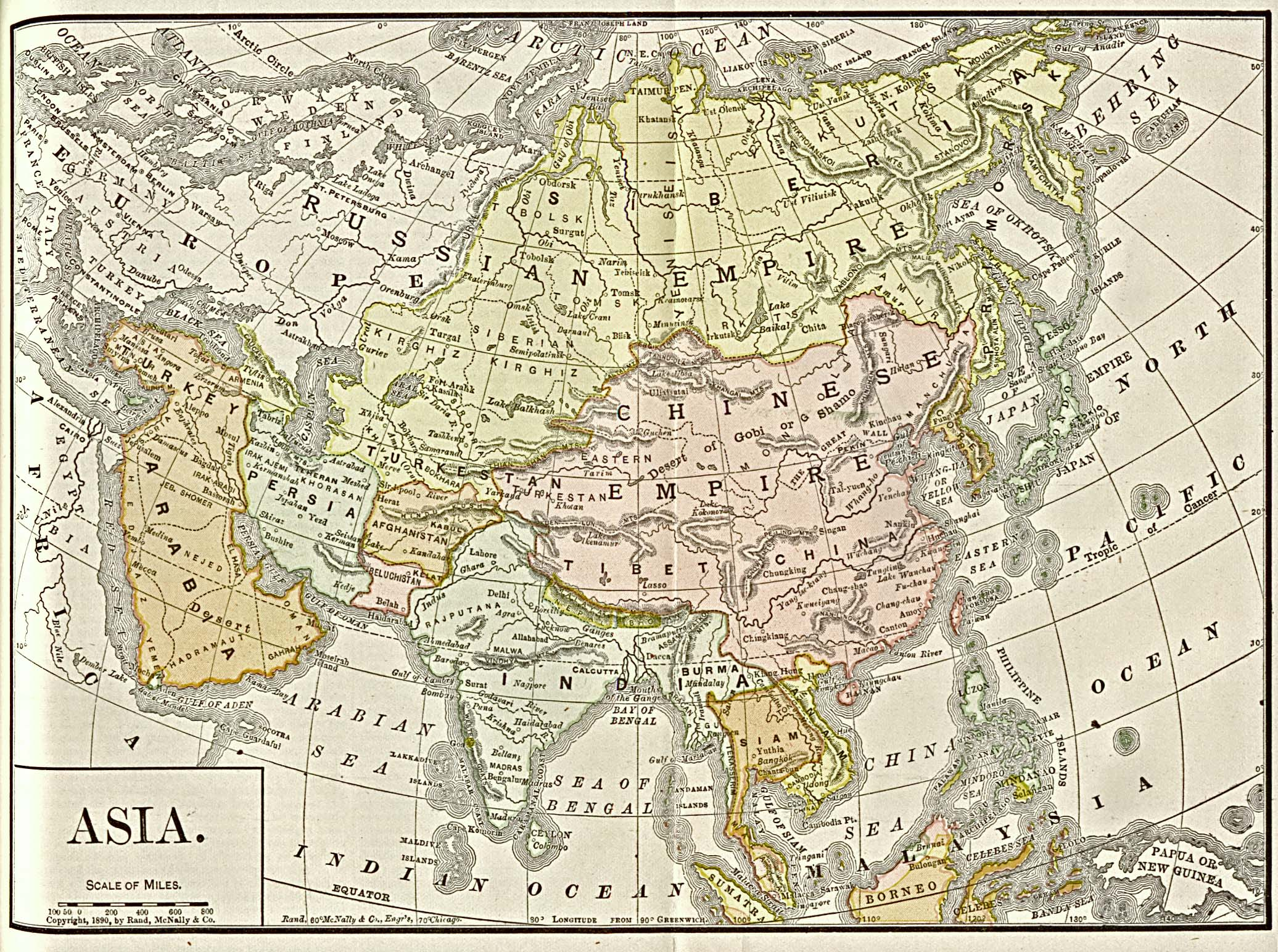
نقشهٔ آسیا و نام خلیج فارس. ۱۸۹۲ م.
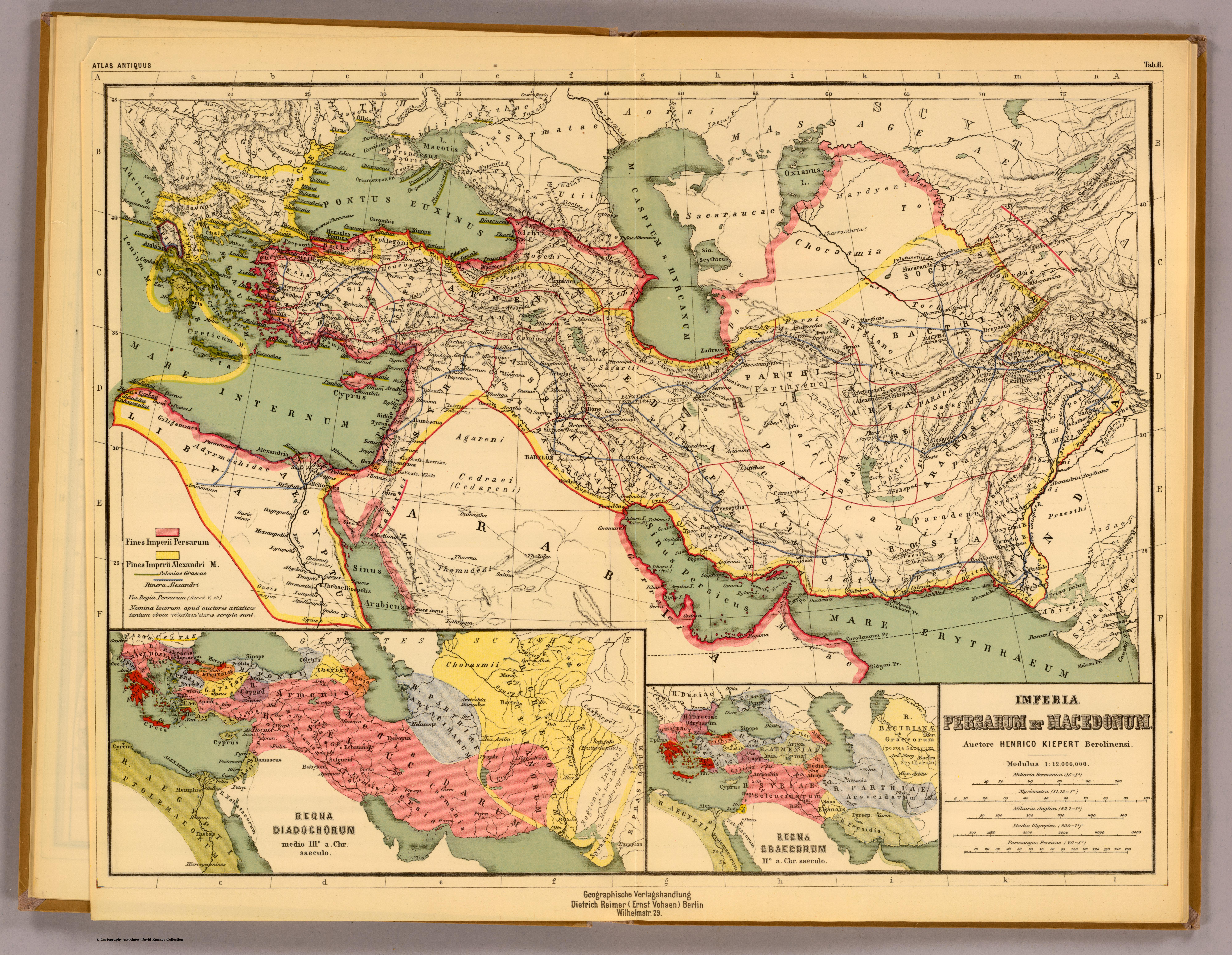
لاتین: خلیج فارس. ۱۹۰۳ م.
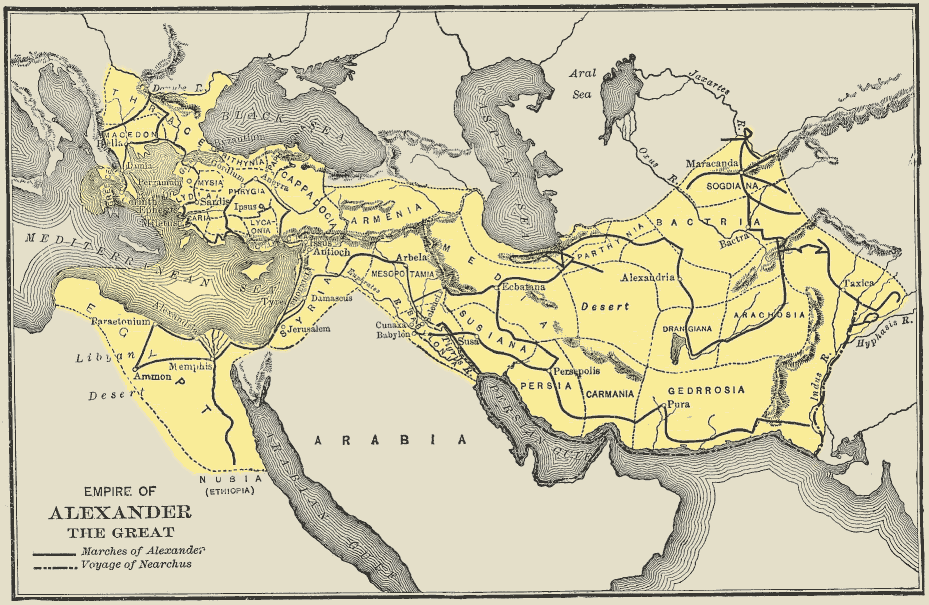
انگلیسی: خلیج فارس. منتشرشده در ۱۹۱۳ م.
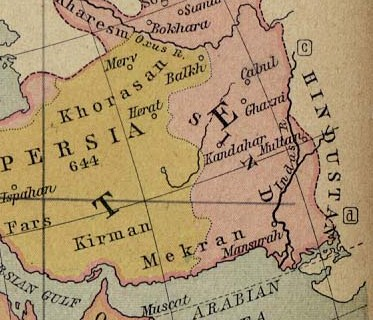
نام خلیج فارس در نقشهٔ خراسان کهن. ۱۹۲۶ م.
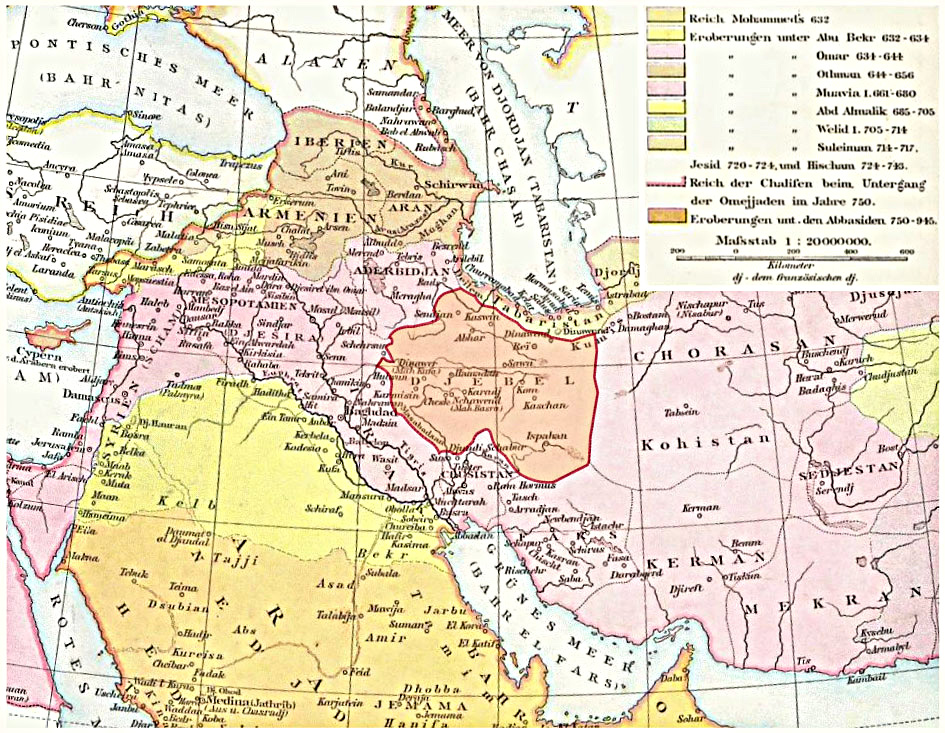
۱۸۸۶: دریای جرجان و طبرستان
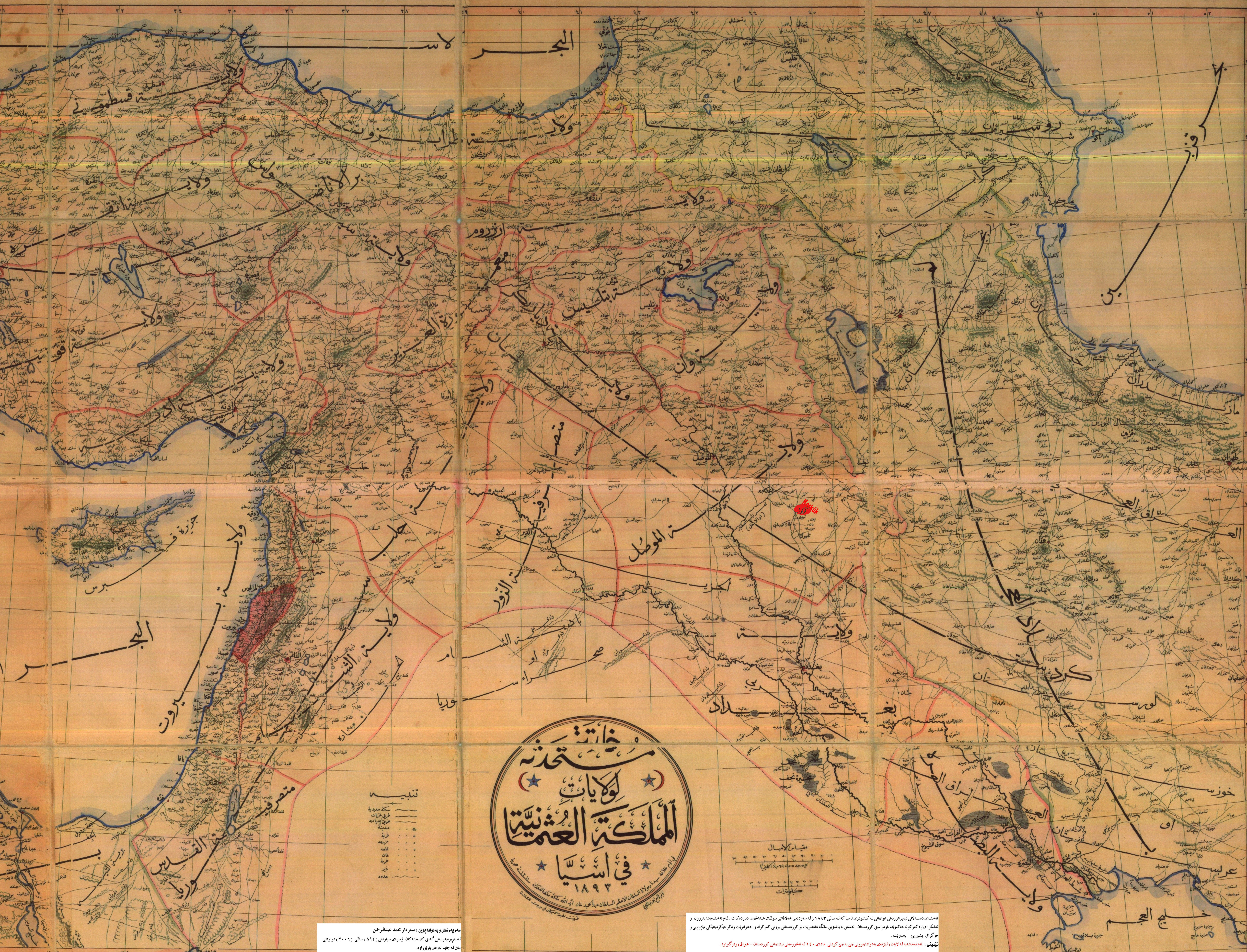
عربی:خلیج فارس و بحر قزبین
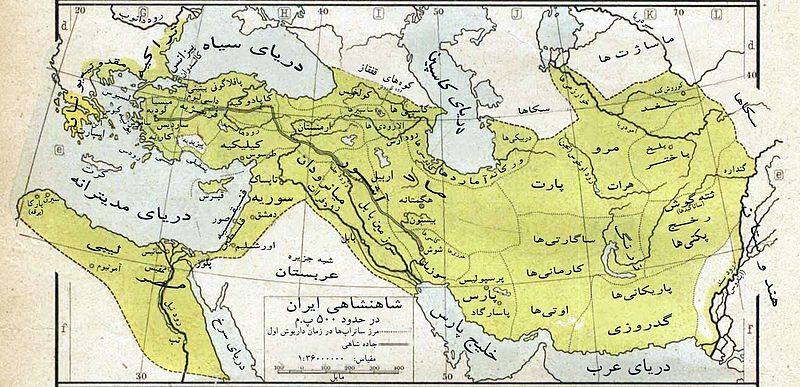
نقشهٔ چاپ شده در ۱۹۲۳ کاسپین و خلیج فارس
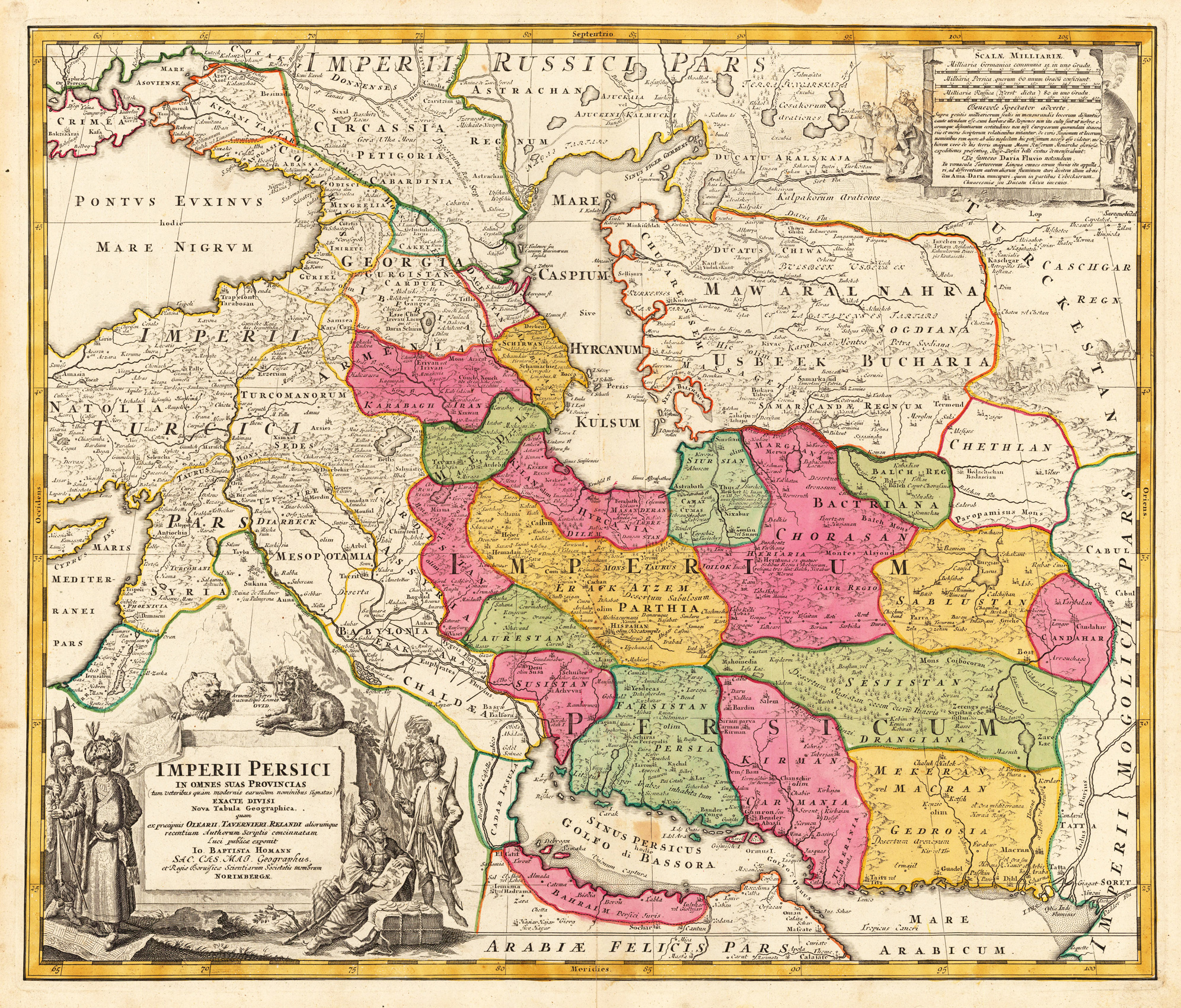
به انگلیسی (۱۷۰۰تا۱۷۲۰میلادی):هیرکانیا (به فارسی: ورکانه) و کاسپین و خلیج فارس
زبان لاتین (۱۶۸۹): دریای آمارد
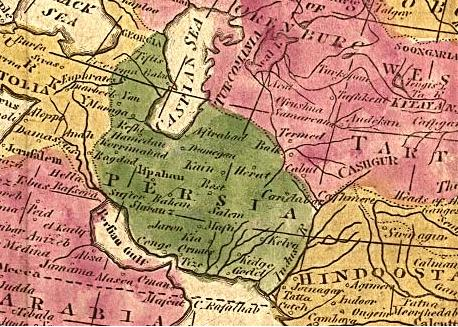
انگلیسی در (۱۸۰۸): کاسپین
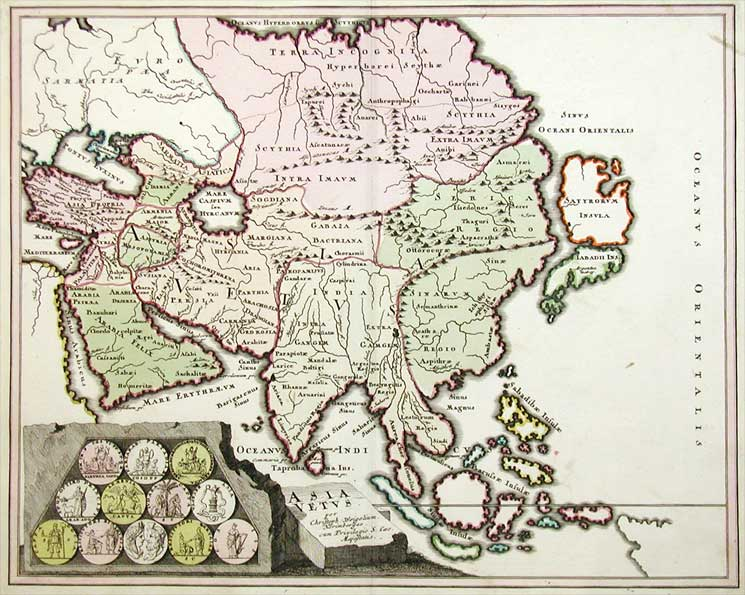
انگلیسی (۱۷۱۹):هیرکانیا (به فارسی: ورکانه)
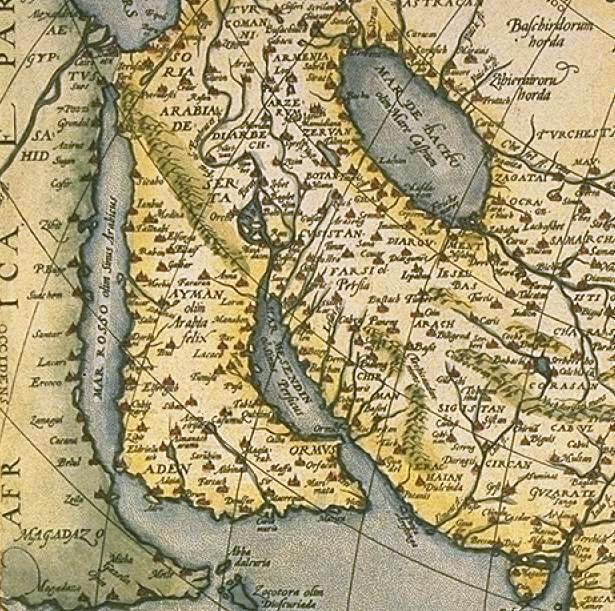
انگلیسی (۱۵۸۰):دریای آمارد و کاسپین
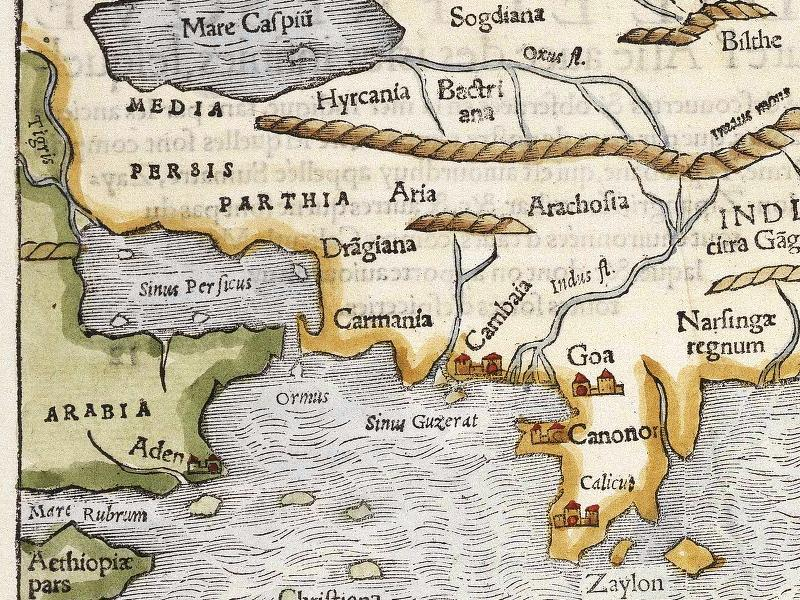
فرانسوی mare cafpiu: دریای کاسپین